# Œuvres de Claude Monet dans les collections accessibles au public

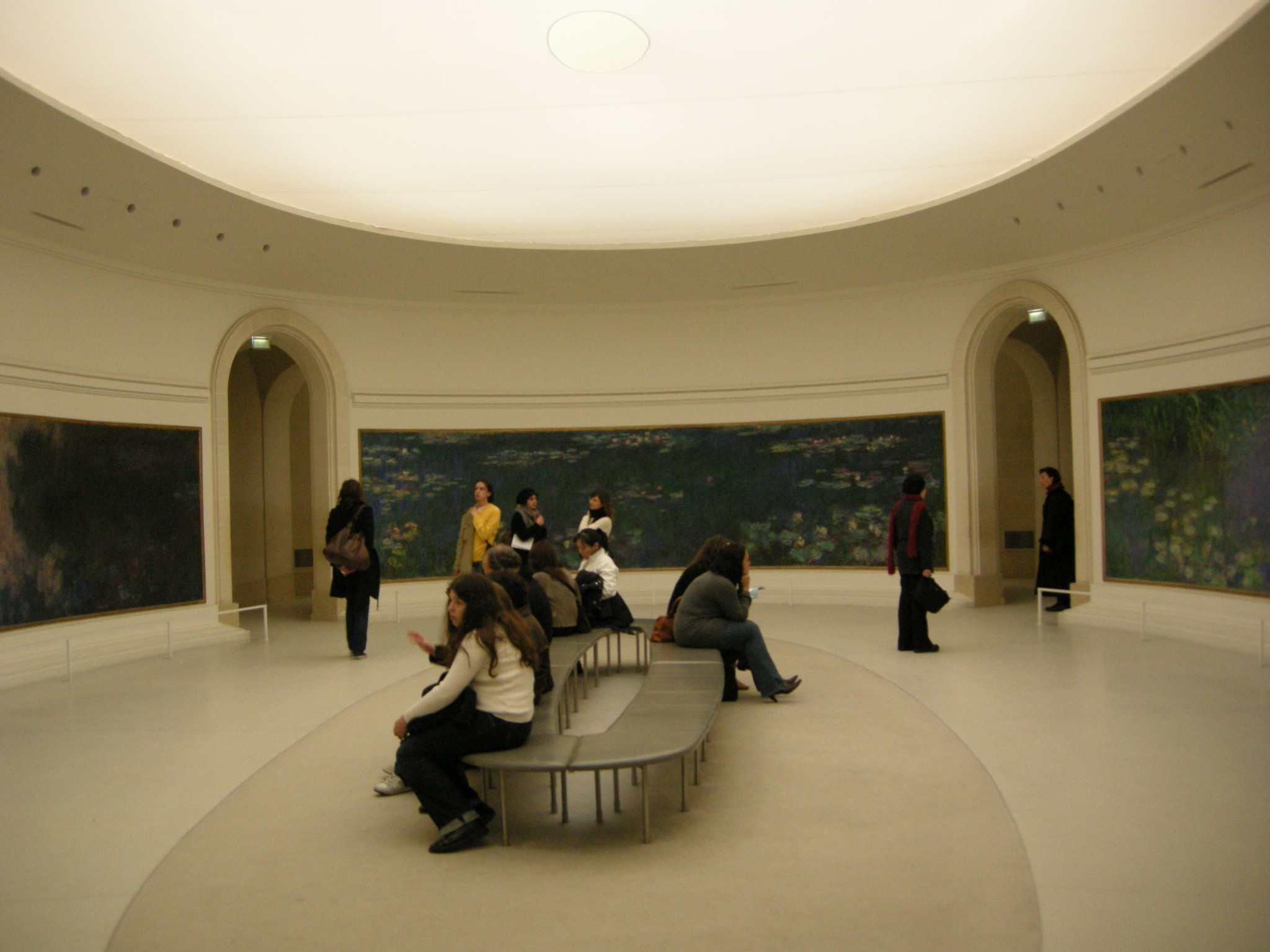
Les Grandes Décorations au musée de l'Orangerie, Paris.

Les œuvres de Claude Monet dans les collections accessibles au public, sont présentes dans 35 pays. Elles y font souvent l'objet d'une mise en valeur privilégiée et d'une documentation approfondie.
Près de 200 institutions, musées pour la plupart, contribuent ainsi à faire connaître plus de 800 tableaux sur les quelque 2 000 réalisés par cet  acteur majeur de l'impressionnisme.
Le classement de la liste de ces collections est selon l'ordre alphabétique, par pays, ville et institution. Celui des œuvres est chronologique, avec l'appui, le cas échéant, du catalogue raisonné de Daniel Wildenstein édité en 1996.
Le terme de "collection accessible au public" est à prendre ici au sens large, c'est-à-dire qu'il intègre les différentes situations qui peuvent rendre temporairement impossible l'accès physique aux œuvres sur place (par exemple : prêts, restaurations, mises en réserves, suspension d'accès aux institutions).

## Afrique du Sud

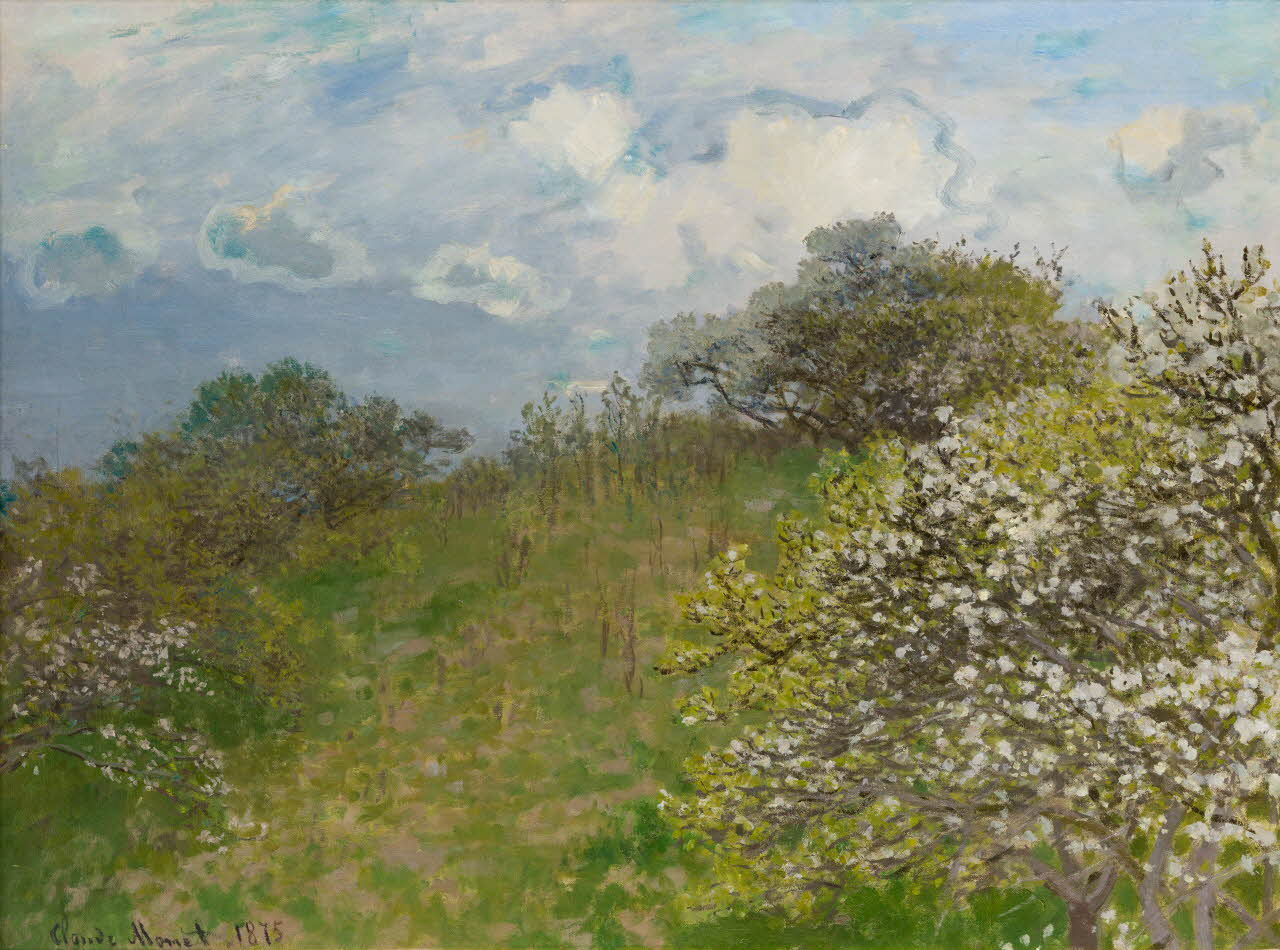
Le Printemps, à la Johannesburg Art Gallery.

Acquis en 1910, "Le Printemps" fait partie des toutes premières œuvres constitutives de la collection de la Johannesburg Art Gallery, le plus ancien musée d'art de la ville.
Johannesburg Art Gallery
- W273 Le Printemps (1873) (58 × 78,5 cm)[3]

## Algérie
Le musée des Beaux-Arts d'Alger acquiert "Mer démontée" en 1929.
Alger, musée national des Beaux-Arts
- W1118 Mer démontée (1886) (65 × 81 cm)[4]

## Allemagne

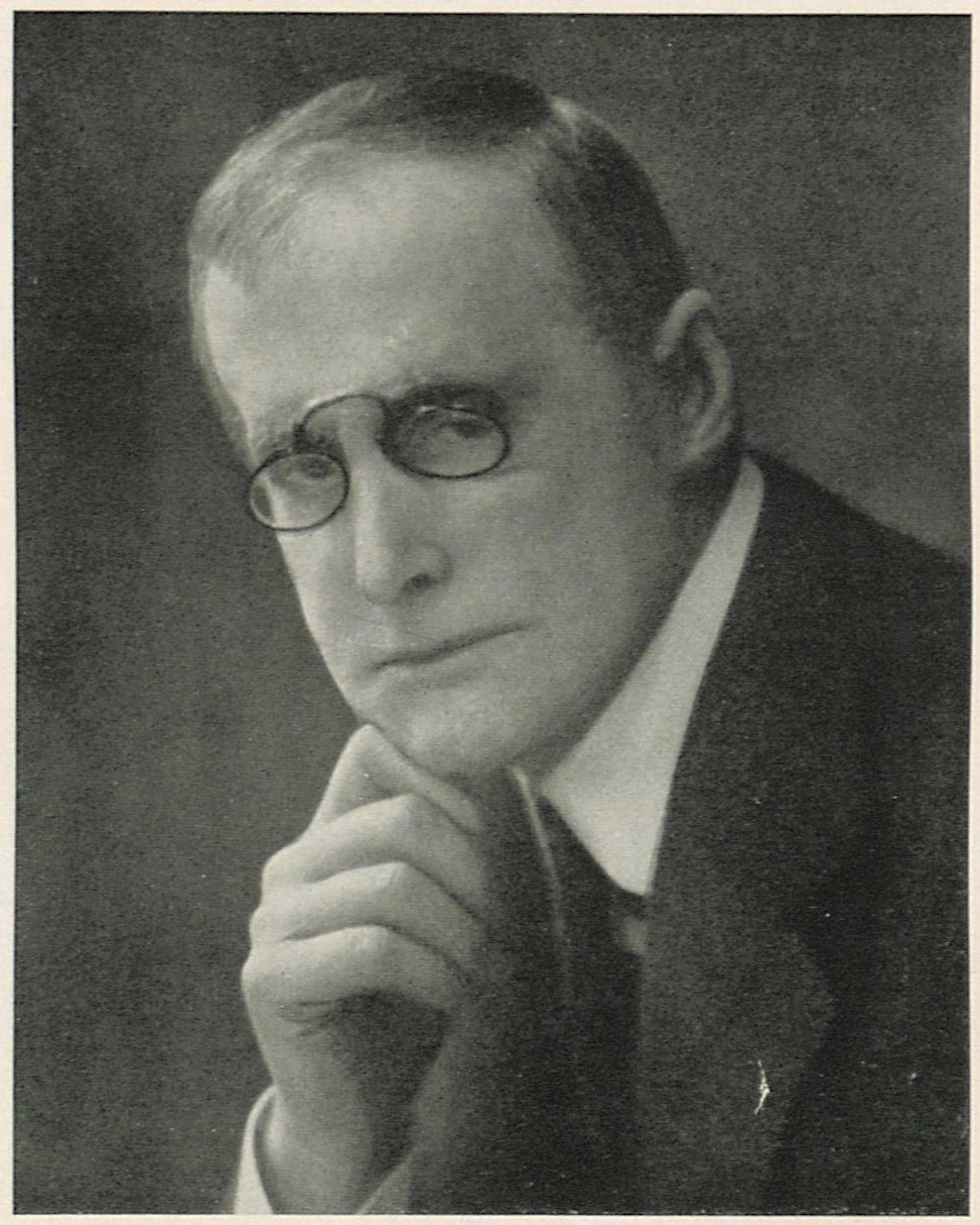
Hugo von Tschudi en 1895

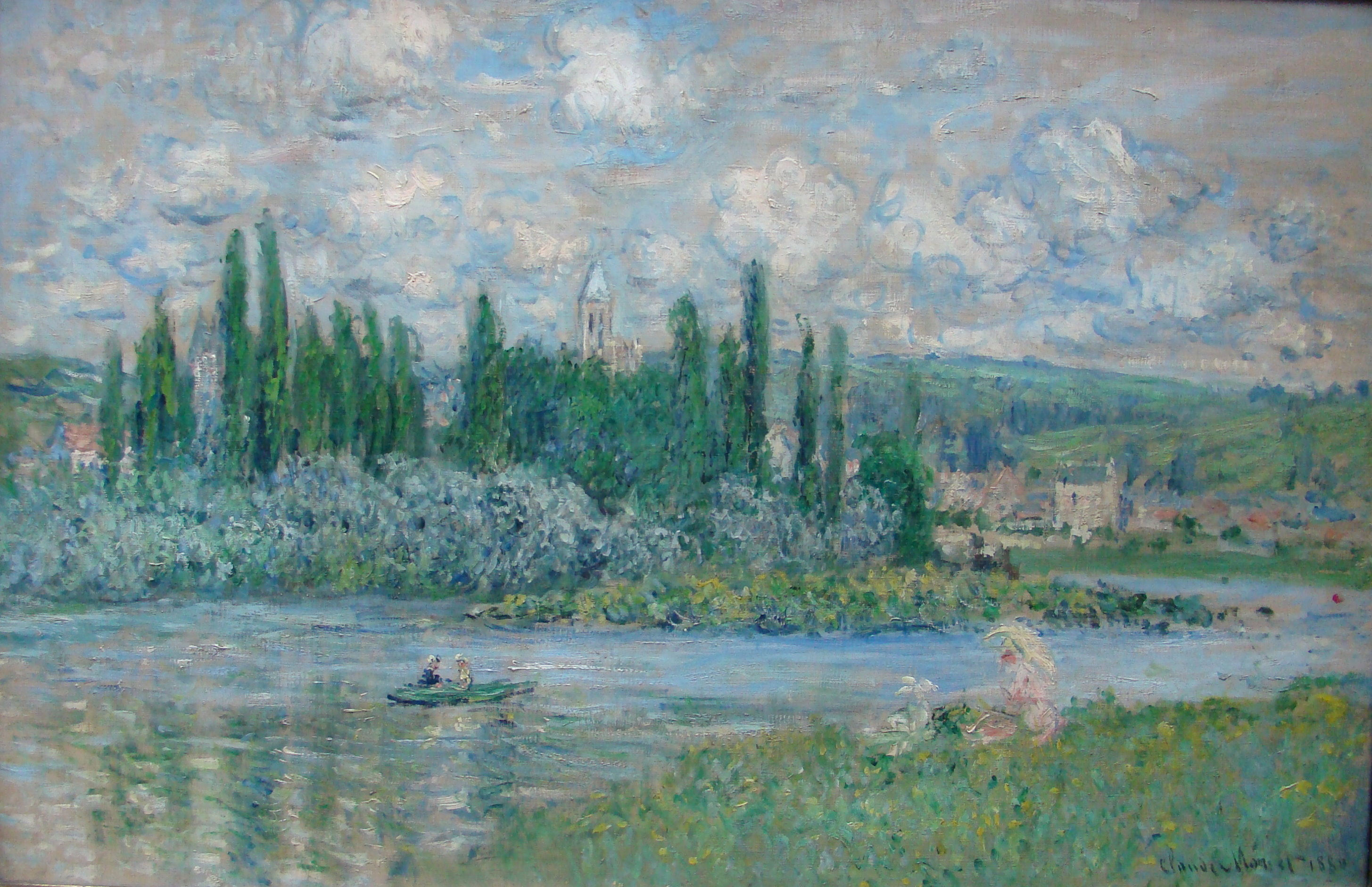
Vue de Vétheuil, à la Alte Nationalgalerie, 1er Monet acquis par un musée allemand

Les premières acquisitions sont faites à Berlin par le conservateur de la Nationalgalerie Hugo von Tschudi  à partir 1896, grâce à des mécènes.
La diffusion en Allemagne des œuvres de Monet se fait donc dès la fin du XIXe siècle et sur un nombre important d’institutions : pas moins de 12 musées (en incluant celui de Posnan, ville aujourd’hui en Pologne) ont au moins un de ses tableaux dans leurs collections bien avant la Grande Guerre.
Les guerres mondiales interrompent les acquisitions quasi totalement jusque dans les années 1950.
Par la suite, elles reprennent régulièrement. L’année 2017 est particulièrement importante avec la réouverture du musée Barberini, à Potsdam. Il héberge dorénavant la collection Hasso Plattner, riche de 34 œuvres du peintre, sur la centaine qui la compose.
Berlin, Alte Nationalgalerie
- W84 Saint-Germain l'Auxerrois (1867) huile sur toile (79 × 98 cm) acquis en 1906[8],[9]
- W277 Maisons à Argenteuil (1873) huile sur toile (54 × 73 cm) acquis en 1899[10],[11]
- W341 Été ou Prairie à Bezons (1874) huile sur toile (57 × 80 cm) acquis en 1907[12],[13]
- W609 Vue de Vétheuil (1880) huile sur toile (60 × 100 cm) acquis en 1896[5],[14]

Brême, Kunsthalle
- W65 Camille ou La Femme à la robe verte (1866)  (231 × 151 cm) acquis en 1906[15]
- W137 Barques (1869) (33 × 46 cm) acquis en 1976[16]

Cologne, Wallraf-Richartz-Museum & Fondation Corboud
- W269 La Seine à Asnières (1873) huile sur toile (54,2 × 72,5 cm) acquis après 1950[17],[18]
- W587 Printemps près de Vétheuil ou Au-dessus de Vétheuil, effet de printemps (1880) huile sur toile (60 × 100 cm) acquis en 1992[19],[20]
- W822 Bateaux de pêche sur la plage d'Étretat ou Bateaux de pêche et porte d'aval (1884) huile sur toile (73,5 × 100,5 cm) acquis en 1961[21],[22]
- W977 Maisons à Falaise, brouillard (1885) huile sur toile (73,5 × 92,5 cm) en prêt depuis 1999[23],[24]
- W1815 Nymphéas (vers 1915) huile sur toile (180 × 205 cm) en prêt depuis 1980[25],[26]

Dresde, Gemäldegalerie Alte Meister
- W70 Bocal de pêches (vers 1866) huile sur toile (55,5 × 46 cm) acquis en 1927[27],[28]
- W495 La Berge à Lavacourt (1879) huile sur toile (65,5 × 80 cm) acquis en 1909[29],[30]

Essen, Museum Folkwang
- W1352 Le Portail, brouillard matinal (1894) huile sur toile (101 × 66 cm) acquis en 1970[31],[32]
- W1883 Le Bassin aux nymphéas (vers 1916) huile sur toile (131,2 × 201,3 cm) acquis en 1965[33],[34]

Francfort-sur-le-Main, Städel Museum
- W132 Le Déjeuner (1868-1869) huile sur toile (231,5 × 151,5 cm) acquis en 1910[35],[36]
- W185 Maisons au bord de la Zaan, à Zaandam (1871) huile sur toile (47,7 × 73,7 cm) acquis en 1904[37],[38]
- Paysage d'hiver sous le ciel du soir (vers 1870-1880) pastel sec sur papier vélin (23 × 32,6 cm) acquis en 1911[39]

Hambourg, Kunsthalle
- W631 Poires et raisins (1880) huile sur toile (65 × 80 cm) acquis en 1896[40],[41]
- W1560 Le Pont de Waterloo, matin brumeux (1902) huile sur toile (65 × 100 cm) acquis en 1924[42],[43]

Hanovre, Niedersächsisches Landesmuseum
- W448 La Gare Saint-Lazare à l'extérieur (Le Signal) (1877) huile sur toile (65,5 × 81,5 cm) acquis en 1979[44],[45]

Karlsruhe, Staatliche Kunsthalle
- W268 La Seine à Rouen (1874) huile sur toile (69 × 85 cm) acquis en 1964[46],[47]

Krefeld, Kaiser Wilhelm Museum
- W1602 Le Parlement de Londres, coucher de soleil (1904) (81 × 92 cm) acquis en 1907[48]

Mannheim, Kunsthalle
- W34 La Rue de la Bavolle, à Honfleur (1864) huile sur toile (69 × 85 cm) acquis en 1911[49],[50]

Munich, Neue Pinakothek
- W313 Le Pont d'Argenteuil (1874) huile sur toile (59,8 × 81,4 cm) acquis en 1912[51],[52]
- W1796 Nymphéas (vers 1915) huile sur toile (151,4 × 201 cm) acquis en 1978[53],[54]

Potsdam, Sammlung Hasso Plattner, Museum Barberini
- W188 Le Port de Zaandam (1871) huile sur toile (47,5 × 74 cm)[55],[56]
- W189 Bateaux à Zaandam (1871) huile sur toile (44,5 × 72,5 cm)[57],[56]
- W224 Argenteuil, fin d'après-midi (1872) huile sur toile (60 × 81 cm)[58],[56]
- W264 Le Port du Havre en soirée (1872) huile sur toile (60 × 81 cm)[59],[56]
- W363 Le Givre (1875) huile sur toile (50 × 61 cm)[60],[56]
- W417 Les Rosiers dans le jardin de Montgeron (1876) huile sur toile (61 × 82 cm)[61],[56]
- W544 Nature morte au melon d'Espagne (1879) huile sur toile (90 × 68 cm)[62],[56]
- W666 Le Jardin de Vétheuil (1881) huile sur toile (59,5 × 74,5 cm)[63],[56]
- W676 Champ de blé (1881) huile sur toile (65,7 × 82 cm)[64],[56]
- W679 Paysage dans l'île Saint-Martin (1881) huile sur toile (73 × 59,7 cm)[65],[56]
- W703 La Rivière (1881) huile sur toile (54 × 73 cm)[66],[56]
- W752 Bord de la falaise à Pourville (1882) huile sur toile (60,5 × 81,5 cm)[67],[56]
- W852 Bordighera, Italie (1884) huile sur toile (60 × 73 cm)[68],[56]
- W855 Strada Romana à Bordighera (1884) huile sur toile (66 × 81,5 cm)[69],[56]
- W857a Villas à Bordighera (1884) huile sur toile (61 × 74 cm)[70],[56]
- W905 Marée basse aux Petites-Dalles (1884) huile sur toile (60 × 73 cm)[71],[56]
- W916 Automne à Jeufosse (1884) huile sur toile (60 × 73 cm)[72],[56]
- W963 Le Givre à Giverny (1885) huile sur toile (54 × 71 cm)[73],[56]
- W967 L'Entrée de Giverny en hiver (1885) huile sur toile (65 × 81 cm)[74],[56]
- W996 La Prairie fleurie (1885) huile sur toile (65 × 80,5 cm)[75],[56]
- W1018 La Falaise d'aval (1885) huile sur toile (65 × 81 cm)[76],[56]
- W1056 Effet de neige à Limetz (1886) huile sur toile (65 × 81 cm)[77],[56]
- W1136 Sous les Peupliers (1887) huile sur toile (73 × 92 cm)[78],[56]
- W1156 Peupliers à Giverny (1887) huile sur toile (74 × 92,5 cm)[79],[56]
- W1161a Antibes, le fort (1888) huile sur toile (65 × 81 cm)[80],[56]
- W1273 Meules (1890) huile sur toile (73 × 92,5 cm)[81],[56]
- W1287 Meules, effet de neige, soleil (1891) huile sur toile (65 × 100 cm)[82],[56]
- W1334 Glaçons à Bennecourt (1893) huile sur toile (60 × 100 cm)[83],[56]
- W1619 Les Patineurs à Giverny (1899) huile sur toile (60 × 80 cm)[84],[56]
- W1762 Le Rio de la Salute (1908) huile sur toile (81 × 65 cm)[85],[56]
- W1766 Le Palais Contarini (1908) huile sur toile (73 × 92 cm)[86],[56]
- W1770 Le Palais ducal (1908) huile sur toile (57 × 92 cm)[87],[56]
- W1803 Nymphéas (1914-1917) huile sur toile (200 × 200 cm)[88],[56]
- W1884 Le Bassin aux nymphéas (vers 1918) huile sur toile (131 × 197 cm)[89],[56]

Remagen, Arp Museum Bahnhof Rolandseck
- W58 Chemin sous bois (1865) huile sur toile (81 × 59 cm)[90]
- W303 Vue d'Amsterdam (1874) huile sur toile (61 × 101,5 cm)[91]
- W642 L'Inondation (1881) huile sur toile (60 × 100 cm)[92]
- W1087 Pyramides de Port-Coton (1886) huile sur toile (65,5 × 65,6 cm)[93]
- W1395 Maisons dans la neige, Norvège (1895) huile sur toile (61 × 84 cm)[94]

Sarrebruck, Saarland museum
- W1845 Le Port de Honfleur (1917) (60 × 80 cm) acquis en 1954[1]

Stuttgart, Staatsgalerie
- W660 La Mer à Fécamp (1881) huile sur toile (65,5 × 82 cm) acquis en 1952[95],[96]
- W1135 Sous les Peupliers, effet de soleil (1887) huile sur toile (74,3 × 93 cm) en prêt depuis 1906[97],[96]

Weimar, Klassisk Stiftung
- W1357 Cathédrale de Rouen, le portail (1893) huile sur toile (100 × 65 cm) acquis en 1905[98],[99]

Wuppertal, Von der Heydt Museum
- W1183 La Mer à Antibes (1888) huile sur toile (65 × 82 cm) acquis en 1975[100],[101]
- W1224 Les Eaux semblantes, temps sombre (1889) (75 × 92 cm) acquis en 1970[102]
- W1641 Vétheuil (1901) (81 × 92 cm) acquis en 1910[103]

## Argentine

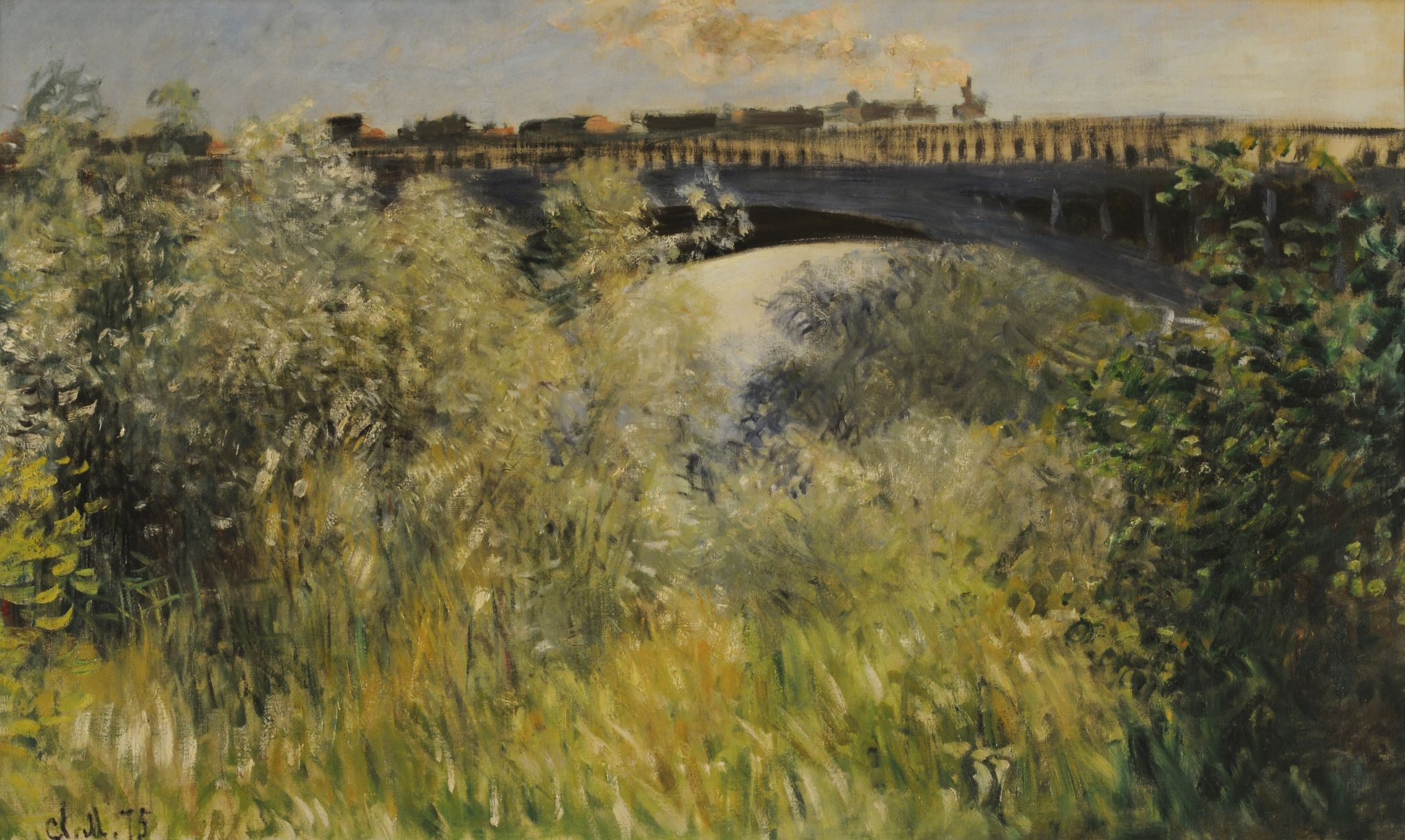
D'après D.Wildenstein, le sujet de l'œuvre exposée au musée de Buenos Aires est le pont de Chatou

Le musée national des Beaux-Arts s'est vu doté dès 1910 d'un premier Monet, La Berge de la Seine, à l'occasion de l'Exposition du Centaine de la République argentine. Le Pont d'Argenteuil lui est donné par un particulier en 1970.
Buenos Aires, museo nacional de Bellas Artes
- W367 Le Pont d'Argenteuil (1875) huile sur toile (60 × 100 cm), autre titre connu: Le Pont de Chatou[105]
- W615 La Berge de la Seine (1880) huile sur toile (60 × 73 cm)[104]

## Australie

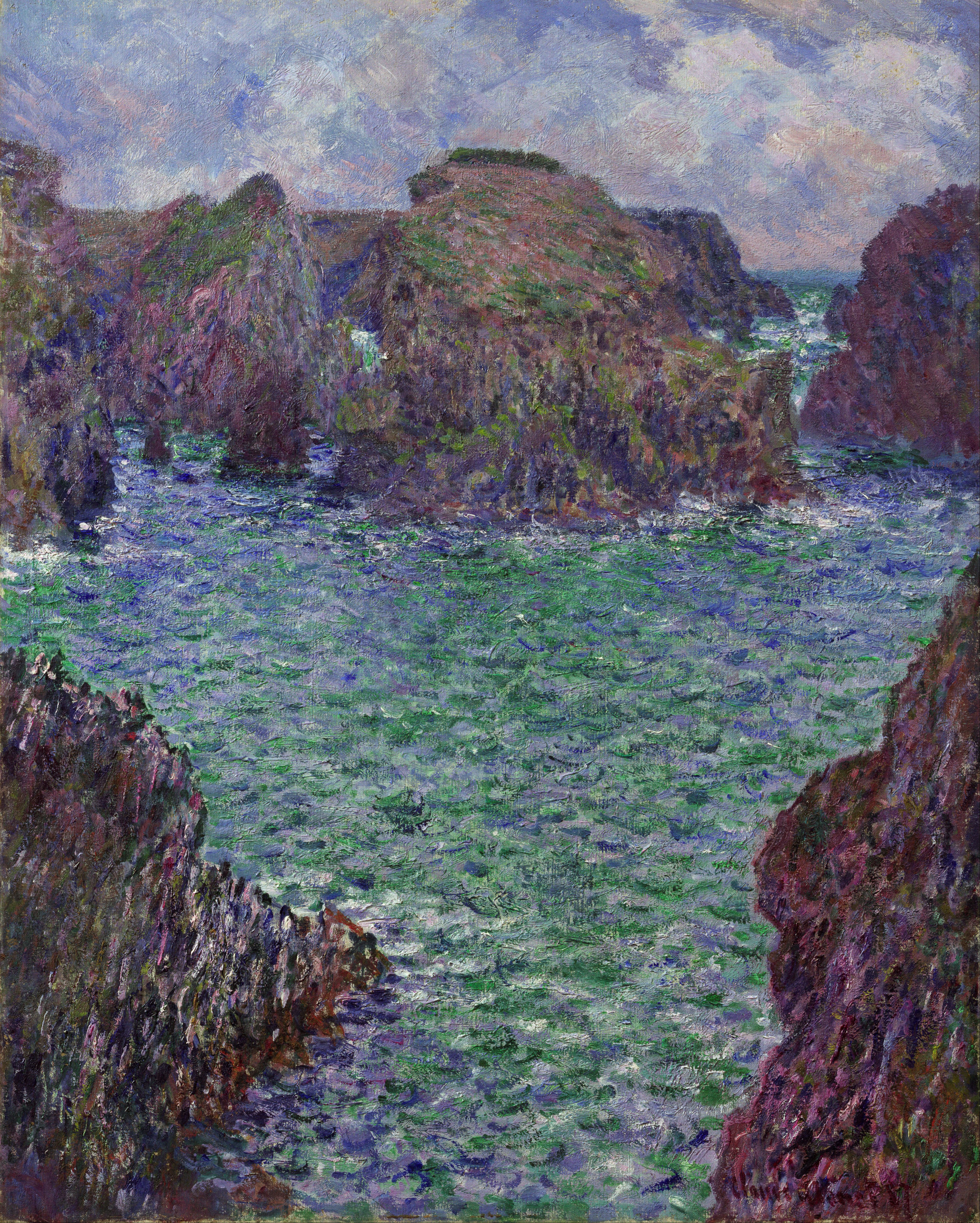
Port-Goulphar, Belle-Île, tableau acquis en 1949 par la New South Wales Art Gallery, à Sydney

La présence de tableaux dans les collections australiennes fait écho à la notoriété de John Peter Russell, peintre australien qui a vécu et exercé son art à Belle-Ile durant une vingtaine d'années avant de retourner dans son pays natal. Monet et Russell se sont rencontrés lors du séjour du premier en 1886.
Canberra, National Gallery of Australia
- W1271 Meules, milieu du jour ou Meules au soleil, milieu du Jour (1890) huile sur toile (65,6 × 100,6 cm)[107],[108]
- W1807 Nymphéas (vers 1914-17) huile sur toile (181 × 201,6 cm)[109],[108]

Melbourne, National Gallery of Victoria
- W533 Vétheuil (1879) huile sur toile (60 × 81 cm)[110],[111]
- W826 Gros temps à Étretat (1883) huile sur toile (65 × 81 cm)[112],[113]

Sydney, New South Wales Art Gallery
- W1094 Port-Goulphar, Belle-Île (1887) huile sur toile (81 × 65 cm)[114],[1]

## Autriche

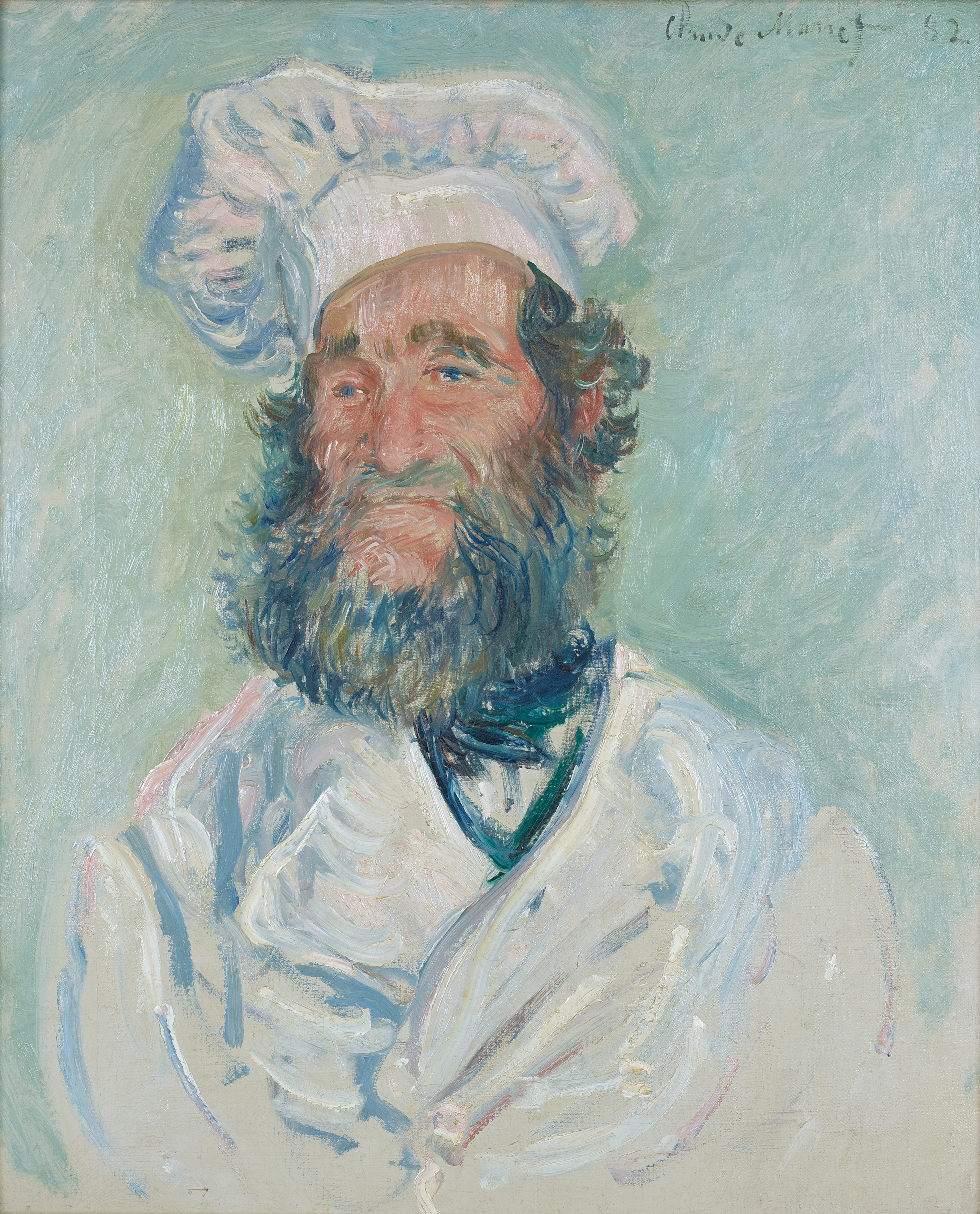
Le Père Paul, un des rares portraits exécutés par Monet, hors famille, à la Österreichische Galerie Belvedere à Vienne

La présence de tableaux de Monet à la Moderne Galerie de Vienne devenue la Galerie Belvedere est ancienne: 2 des 3 tableaux présents sont acquis avant la Première Guerre mondiale. Celle des œuvres de la collection de l'Albertina est beaucoup plus récente, postérieure à 1996.
Vienne, Albertina
- W696 Vue sur Vétheuil (1881) huile sur toile (65 × 80,5 cm)[115]
- W1899 Le Bassin aux nymphéas (vers 1917-19) huile sur toile (100 × 200 cm)[116],[117]
- W1956 La Maison dans les roses (1925) huile sur toile (92 × 89,5 cm)[118],[119]

Vienne, Österreichische Galerie Belvedere
- W744 Le Père Paul (1882) huile sur toile (64,5 × 52,1 cm)[120],[121]
- W748 Pêcheurs à la ligne sur la Seine à Poissy (1882) huile sur toile (59,8 × 81,7 cm)[122],[121]
- W1650 Une allée du jardin de Monet, Giverny (1902) huile sur toile (89,5 × 92,3 cm)[123],[121]

## Belgique

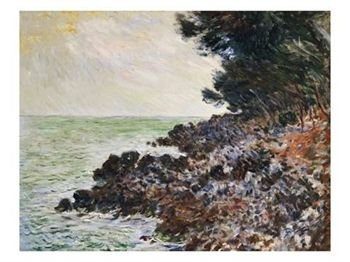
La Pointe du Cap Martin, au musée des Beaux-Arts de Tournai

"La Pointe du Cap Martin" du musée de Tournai fait l'objet d'une restauration qui s'est terminée en 2018.
Bruxelles, musées royaux des Beaux-Arts de Belgique
- W1015a Étretat, la Falaise d'Aval, effet de soleil couchant (1885-1886) (60 × 73 cm)[1]

Liège, musée d'Art moderne et d'Art contemporain
- W294 Le Bassin du Commerce, Le Havre (1874) (37 × 45 cm)[125]

Tournai, musée des Beaux-Arts
- W893 La Pointe du Cap Martin (1884) huile sur toile (65 × 81 cm)[126],[127]

## Brésil

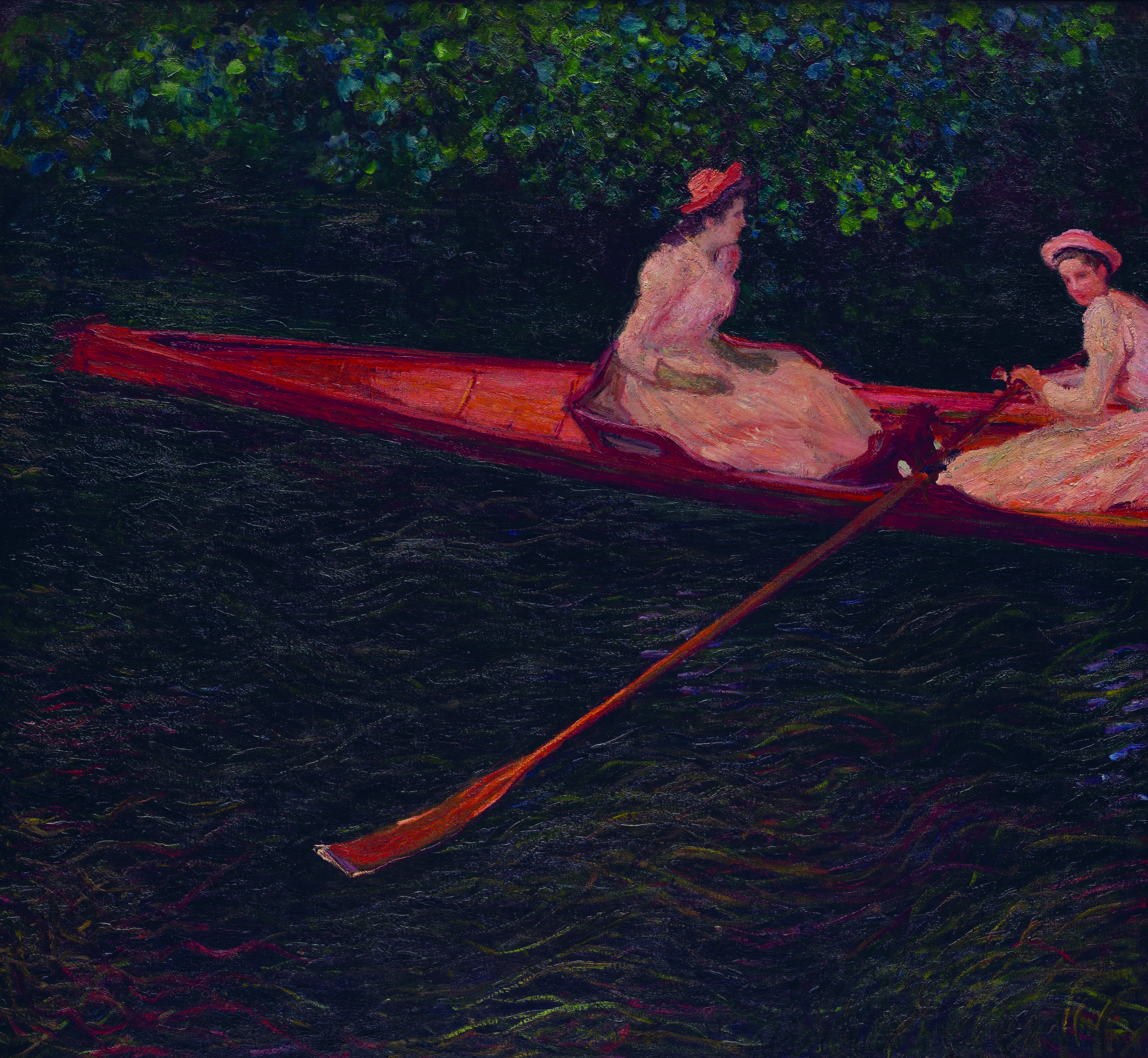
En Canot sur l'Epte, au museu de Arte à São Paulo

Le musée d'Art de São Paulo enrichit sa collection, peu après sa création en 1947, avec deux Monet en 1948 et 1953.
São Paulo, museu de Arte
- W1250 En Canot sur l'Epte (vers 1890) huile sur toile (133,5 × 146 cm)[129]
- W1919 Le Pont japonais (1920-24) huile sur toile (90 × 92,5 cm)[129]

## Canada

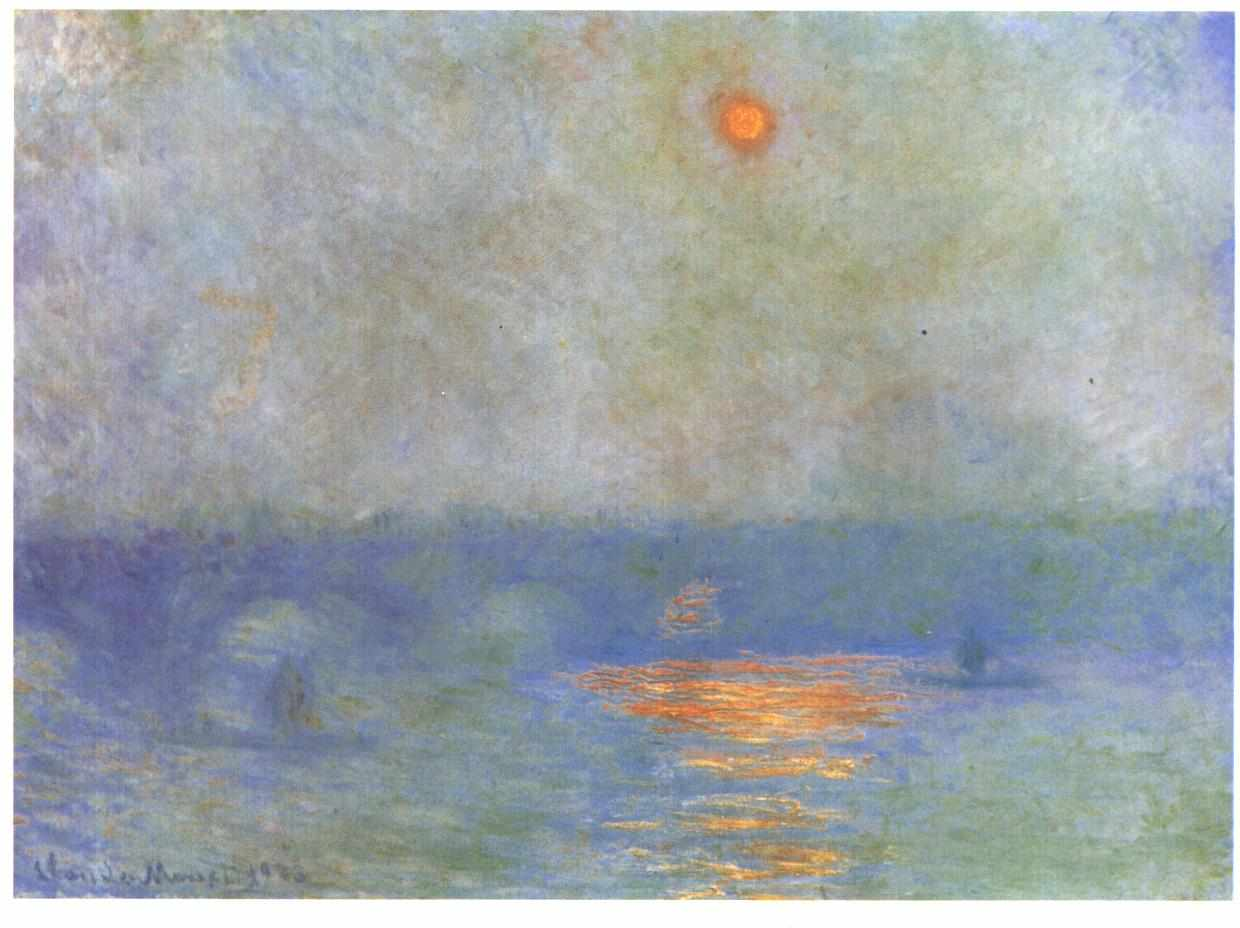
Le Pont de Waterloo: soleil dans le brouillard, au musée des Beaux-Arts du Canada, Ottawa

Le premier Monet à intégrer un musée canadien est "Le Pont de Waterloo, soleil dans le brouillard", en 1914, suivi de "Falaise de Pourville, le matin" en 1918, " Vétheuil en été" en 1929, et "Mer agitée" en 1949. Les musées augmentent nettement leur dotation à partir du milieu des années 1980 avec 5 œuvres supplémentaires.
Hamilton, Mc Master University Museum of Art
- W1587 Le Pont de Waterloo, effet de soleil (1903) huile sur toile (65 × 100 cm)[130]

Montréal, musée des Beaux-Arts
- W1442 Falaise de Pourville, le matin (1897) huile sur toile (65,8 × 100,5 cm)[131]

Ottawa, musée des Beaux-Arts du Canada
- W663 Mer agitée (1881) huile sur toile (60 × 74 cm)[132]
- W1049 L'Aiguille vue à travers la Porte d'Aval, Étretat (1886) huile sur toile (65,2 × 92,1 cm)[133],
- W1127 Jean-Pierre Hoschedé et Michel Monet au bord de l'Epte (1887-90) huile sur toile (76 × 96,5 cm)[134]
- W1573 Le Pont de Waterloo: soleil dans le brouillard (1903) huile sur toile (73,7 × 100,3 cm)[135]

Toronto, Art Gallery of Ontario
- W534 Vétheuil en été (1879) huile sur toile (67,7 × 90,5 cm)[136],[137]
- W1043 Étretat, l'Aiguille et la Porte d'Aval (1885-86) huile sur bois (Hors-tout : 85,4 × 44,2 cm)[138],[139]
- W1541 Charing Cross Bridge, brouillard (1902) huile sur toile (73 × 92 cm)[140],[141]

## Colombie

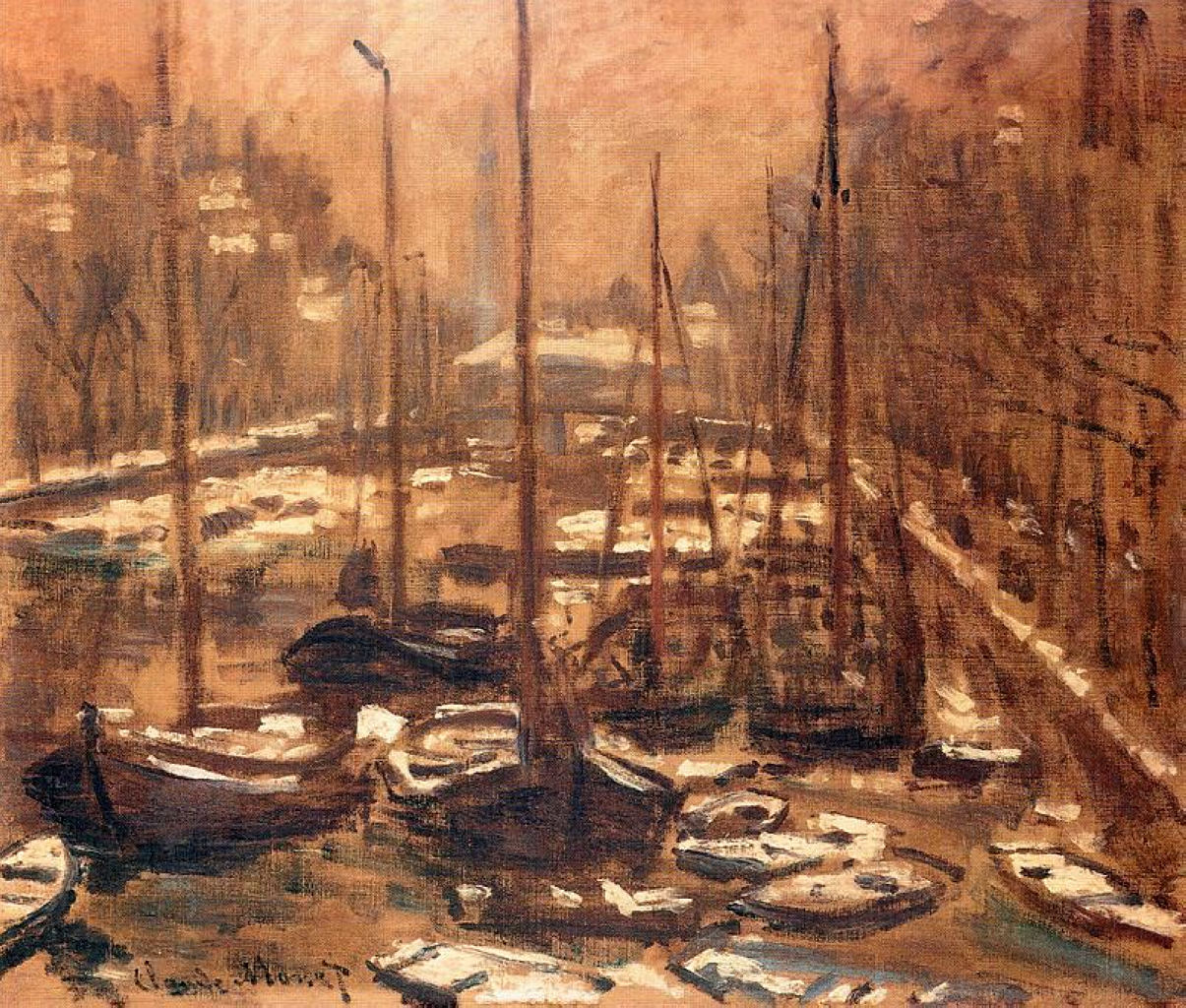
Le Geldersekade à Amsterdam, en hiver, au centre culturel de Bogotà

Avec l'appui de la Banque Centrale de Colombie, le musée Botero dispose d'un Monet peint lors de son séjour à Amsterdam en 1874.
Bogotá, Centro Cultural de Bogotá, Museo Botero
- W300 Le Geldersekade à Amsterdam, l'hiver (1874) huile sur toile (55 × 65 cm)[143],[144],[145]

## Danemark

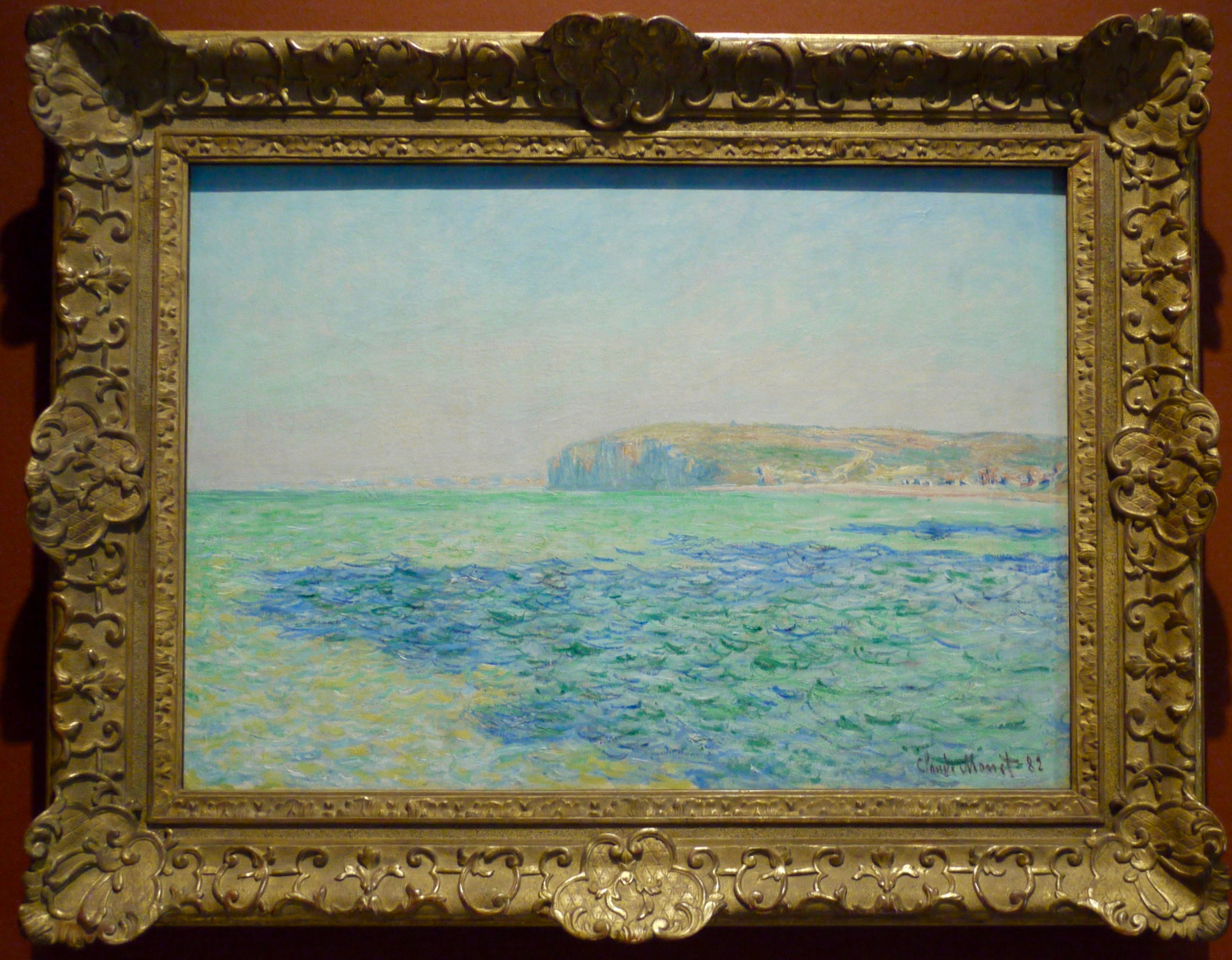
Ombres sur la mer à Pourville, à la Ny Carlsberg Glyptotek

La première acquisition attestée d'un Monet destinée à une collection publique danoise est celle de "Ombres sur la mer à Pourville" en 1914 par la Fondation Ny Carlsberg."Inondation à Giverny" est la dotation la plus récente (2010). L'ouverture du musée Ordrupgård en 1918 permet de présenter au public la collection Hansen qui comprend dès cette année-là "Le Pavé de Chailly dans la Forêt de Fontainebleau" et "Le Pont de Waterloo, temps gris".
Charlottenlund, Ordrupgård
- W57 Le Pavé de Chailly dans la forêt de Fontainebleau (1865) huile sur toile (97 × 130,5 cm)[147],[148]
- W72 Marine (1865-1867) huile sur toile (43 × 59,5 cm)[149],[150]
- W689 Falaise de Sainte-Adresse, temps gris (1879-1881) huile sur toile (60 × 73 cm)[151],[152]
- W1561 Le Pont de Waterloo, temps gris (1903) huile sur toile (65,5 × 100,5 cm)[153],[154]

Copenhague, Ny Carlsberg Glyptotek
- W108 Jean Monet endormi (vers 1868) huile sur toile (42,5 × 50 cm)[155],[156]
- W177 Moulin à Zaandam (1871) huile sur toile (48 × 73,5 cm)[157],[158]
- W792 Ombres sur la mer à Pourville (1882) huile sur toile (57 × 80 cm)[159],[160]
- W873 Sous les Citronniers (1884) huile sur toile (73,5 × 60,5 cm)[161],[162]
- W1086 Les Pyramides de Port-Coton, Belle-Île-en-Mer (1886) huile sur toile (59,5 × 73 cm)[163],[164]
- W1427 La Cabane sur la falaise de Varengeville (vers 1896) huile sur toile (65 × 92,5 cm)[165],[166]
- W1438 Inondation à Giverny (1896) huile sur toile (73 × 92 cm)[167],[168]

## Égypte
La collection constituée par Mahmoud Khalil après la Première guerre mondiale participe à l’exposition d’art français de 1928 qui a lieu au Caire. À l'époque, elle comprend déjà Le Pont aux Nymphéas et L'Aiguille de Cléopâtre. Le musée Mohamed Mahmoud Khalil présente désormais cette collection.  
Le Caire, musée Gezireh
- W146 Tête de sanglier (1870) huile sur toile (54 × 65 cm)[169]

Le Caire, musée Mohamed Mahmoud Khalil
- W226 Argenteuil, bateaux le long de la berge (1872) huile sur toile (46 × 72 cm)[169]
- W1520 Le Pont aux nymphéas (1899) huile sur toile (116 × 89 cm)[169]
- W1543 L'Aiguille de Cléopâtre et Charing Cross Bridge (1899-1901) huile sur toile (73 × 100 cm)[169]
- W1695 Nymphéas (1907) huile sur toile (81 × 100 cm)[169]

## Espagne
L'acquisition par l'État espagnol de la collection Thyssen-Bornemisza en 1993 permet l'accès à de nombreuses œuvres impressionnistes dans la capitale.
Abbaye de Monserrat, museu de Montserrat
- W820 Falaise et Porte d'Aval par gros temps (1883) huile sur toile (73 × 100 cm)[171],[172]

Madrid, museo nacional Thyssen-Bornemisza
- W566 La Débâcle à Vétheuil (1880) huile sur toile (60 × 100 cm)[173],[174]
- W686 La Cabane à Trouville, marée basse (1881) huile sur toile (60 × 73,5 cm)[175],[176]
- W722 Marée basse devant Varengeville (1882) huile sur toile (60 × 81 cm)[177],[178]
- W1957 La Maison dans les roses (1925) huile sur toile (92,3 × 73,3 cm)[179],[180]

## États-Unis

Marée basse à Pourville (commune de Hautot-sur-Mer), au Cleveland Museum of Art.

Avec plus de 70 musées exposant des Monet, les États-Unis ont une couverture muséale de son œuvre très étendue.
L’engouement des collectionneurs américains pour le mouvement impressionniste se manifeste très tôt. Il est favorisé par Durand-Ruel qui organise des expositions dans le pays dès les années 1880.
La création de fondations issues de ces collections contribue à offrir un accès au public, soit par un hébergement dans des musées existants, soit par la création de musées consacrés à ces collections et qui portent en général le nom de leur initiateur.
Censés équilibrer leur activité sur le plan financier, certains musées sont parfois contraints de se séparer de certaines de leurs œuvres ou projettent de le faire, notamment à la suite des difficultés liées à la pandémie de Covid-19.
Amherst College, Mead Art Museum
- W1477 Matinée sur la Seine (1897) huile sur toile (101,3 × 112,4 cm)[183]

Ann Arbor, University of Michigan Museum of Art
- W565 La Débâcle ou Les Glaçons (1880) huile sur toile (60,3 × 99,9 cm)[184]

Atlanta, High Museum of Art
- W291 Automne sur la Seine, Argenteuil (1873) huile sur toile (54,3 × 73,3 cm)[185]
- W588 Le Hameau de Chantemesle au pied du rocher (1880) huile sur toile (60 × 80 cm)[186]
- Falaises de Pourville, mer agitée (1882) huile sur toile[187]
- W972 Maisons au bord de la route (1885) huile sur toile (65 × 81 cm)[188]
- W1601 Le Parlement de Londres dans le brouillard ou Le Parlement de Londres, symphonie en bleu (1903) huile sur toile (81,3 × 92,4 cm)[189]

Baltimore, Museum of Art
- W1532 Charing Cross Bridge, reflets sur la Tamise (1899-1904) huile sur toile (65,1 × 100,3 cm)[190]
- W1566 Le Pont de Waterloo, effet de soleil avec fumées (1903) huile sur toile (66 × 101 cm)[190]

Baltimore, The Walters Art Museum
- W170 Moulins près de Zaandam (1871) huile sur toile (40 × 72 cm)[191]
- W205 Printemps ou La Liseuse (1872) huile sur toile (50 × 65,5 cm)[192]

Bloomington, Indiana University, Sidney and Lois Eskenazi Museum of Art
- W335 Le Bassin d'Argenteuil (1874) huile sur toile (55,2 × 65,7 cm)[193]

Boston, Museum of Fine Arts
- L'Ancien Pollet à Dieppe (1856-57) graphite et aquarelle sur carte à gratter (13,3 × 21,9 cm)[194]
- Dandy au petit cigare (vers 1858) fusain et craie blanche (58,7 × 35,2 cm)[195]
- Vue de la mer au soleil couchant (vers 1862) pastel sur papier (15,3 × 40 cm)[196]
- W18 Porteuses de bois, forêt de Fontainebleau (vers 1863) huile sur toile (59,7 × 90,2 cm)[197]
- W33 Rue de la Bavole, Honfleur (vers 1864) huile sur toile (55,9 × 61 cm)[198]
- W259 Bateaux dans un port (1873) huile sur toile (49,8 × 61 cm)[199]
- W348 Neige à Argenteuil (1874) huile sur toile (54,6 × 73,7 cm)[200]
- W357a Boulevard Saint-Denis, Argenteuil, en hiver (1875) huile sur toile (60,9 × 81,6 cm)[201]
- W378 Prairie avec peupliers ou Peupliers, près d'Argenteuil (vers 1875) huile sur toile (54,6 × 65,4 cm)[202]
- W382 Camille Monet et un enfant dans le jardin de l'artiste à Argenteuil (1875) huile sur toile (55,3 × 64,7 cm)[203]
- W387 La Japonaise (Camille Monet en costume japonais) (1876) huile sur toile (231,8 × 142,3 cm)[204]
- W509 Entrée du village de Vétheuil, l'hiver (1879) huile sur toile (60,6 × 81 cm)[205]
- W621 Falaises des Petites-Dalles (1880) huile sur toile (60,6 × 80,3 cm)[206]
- W687 Sur la Côte à Trouville (1881) huile sur toile (60,7 × 81,3 cm)[207]
- W693 Massifs de fleurs à Vétheuil (1881) huile sur toile (92,1 × 73,3 cm)[208]
- W762 Chemin de la Cavée, Pourville (1882) huile sur toile (60,3 × 81,6 cm)[209]
- W805 Maison de pêcheur sur les falaises de Varengeville (1882) huile sur toile (60,6 × 81,6 cm)[210]
- W897 Cap Martin, près de Menton (1884) huile sur toile (67,2 × 81,6 cm)[211]
- W995 Prairie avec meules de foin près de Giverny (1885) huile sur toile (74 × 93,5 cm)[212]
- W1000 Champ de coquelicots, environs de Giverny (1885) huile sur toile (65,1 × 81,3 cm)[213]
- W1083 Prairie à Giverny (1886) huile sur toile (92,1 × 81,6 cm)[214]
- W1172 Antibes, vue du plateau Notre-Dame (1888) huile sur toile (65,7 × 81,3 cm)[215]
- W1158 Cap d'Antibes, effet d'après-midi (1888) huile sur toile (66 × 82,5 cm)[216]
- W1176 Cap d'Antibes, mistral (1888) huile sur toile (66 × 81,3 cm)[217]
- W1161a Le Fort d'Antibes (1888) huile sur toile (65,4 × 81 cm)[218]
- W1219 Vallée de la Creuse, effet de soleil (1889) huile sur toile (65,1 × 92,4 cm)[219]
- W1221 Vallée de la Creuse, jour gris (1889) huile sur toile (65,5 × 81,2 cm)[220]
- W1230 Vallée de la Petite Creuse (1889) huile sur toile (65,4 × 81,3 cm)[221]
- W1252 Champ de coquelicots près de Giverny (1890) huile sur toile (60,8 × 101,1 cm)[222]
- W1280 Meule, effet de neige (1891) huile sur toile (65,4 × 92,4 cm)[223]
- W1289 Meule, soleil couchant (1891) huile sur toile (73,3 × 92,7 cm)[224]
- W1348 Façade de la cathédrale de Rouen et la tour d'Albane (effet du matin) (1894) huile sur toile (106,1 × 73,9 cm)[225]
- W1356 Cathédrale de Rouen, façade (1894) huile sur toile (100,6 × 66 cm)[226]
- W1435 Matin sur la Seine, près de Giverny (1896) huile sur toile (73,7 × 93 cm)[227]
- W1481 Matin sur la Seine, près de Giverny (1897) huile sur toile (81,3 × 92,7 cm)[228]
- W1526 Charing Cross Bridge, temps couvert (1900) huile sur toile (60,6 × 91,5 cm)[229]
- W1630 Le Bassin aux nymphéas (1900) huile sur toile (90,2 × 92,7 cm)[230]
- W1671 Nymphéas (1905) huile sur toile (89,5 × 100,3 cm)[231]
- W1697 Nymphéas (1907) huile sur toile (96,8 × 98,4 cm)[232]
- W1738 Grand Canal, Venise (1908) huile sur toile (73,7 × 92,4 cm)[233]

Buffalo, Albright-Knox Art Gallery
- W389 Chemin de halage à Argenteuil ou Le Chemin d'Épinay, effet de neige (1875-76) huile sur toile (60 × 100 cm)[234]

Cambridge, Harvard Art museums, Fogg Art Museum
- W80 La Route de la ferme Saint-Siméon, Honfleur (1867) huile sur toile (54,6 × 79,4 cm)[235]
- W258 La Porte d'Amont, Étretat (vers 1868-69) huile sur toile (79,1 × 98,4 cm)[236]
- W140 Rougets (vers 1870) huile sur toile (31,1 × 46 cm)[237]
- W369 Les Bateaux rouges, Argenteuil (1875) huile sur toile (61,8 × 82,5 cm)[238]
- W439 La Gare Saint-Lazare, arrivée d'un train (1877) huile sur toile (83 × 101,3 cm)[239]
- W540 Vue sur la Seine, Lavacourt (1880) huile sur toile (61 × 81,3 cm)[240]
- W739 La Cabane du douanier, Varengeville (1882) huile sur toile (61 × 74,9 cm)[241]
- W745 Eugénie Graff (Madame Paul) (1882) huile sur toile (65 × 54,5 cm)[242]
- Deux hommes pêchant (1883) crayon noir et grattage sur papier enduit de gesso et incisé de fines lignes verticales pour reproduction par gillotage (25,6 × 34,5 cm)[243]
- W1452 La Gorge du Petit-Ailly, Varengeville (1897) huile sur toile (65,7 × 92,7 cm)[244]
- W1554 Charing Cross Bridge, brouillard sur la Tamise (1903) huile sur toile (73,7 × 92,4 cm)[245]

Chicago, The Art Institute
- Caricature d'Eugène Marcel (1855-56) graphite avec craie blanche sur papier vélin gris (23,9 × 13,6 cm)[246]
- Caricature d'un homme avec un gros cigare (1855-56) craies noire, blanche et de couleur sur papier vélin bleu (59,8 × 38,5 cm)[247]
- Caricature d'un homme avec un grand nez (1855-56) graphite sur papier vélin beige (24,8 × 15,2 cm)[248]
- Caricature d'un homme avec un petit chapeau (1855-56) graphite sur papier vélin crème (19,8 × 14,9 cm)[249]
- Caricature d'un homme debout à un bureau (recto); Dessin d'une tête d'homme de profil (verso) (1855-56) graphite sur papier vélin crème (20,3 × 16,6 cm)[250]
- Jeune garçon dans la campagne (1857) graphite sur papier vélin ivoire (30,7 × 23 cm)[251]
- Caricature de Léon Manchon (1858) craies noire et blanche sur papier vergé bleu (61,2 × 45,2 cm)[252]
- Caricature d'Henri Cassinelli ("Rufus Croutinelli") (vers 1858) graphite sur papier vélin beige (13 × 8,5 cm)[253]
- Caricature de Jules Didier ("L'Homme Papillon") (vers 1858) craies noire et blanche sur papier vergé bleu (61,6 × 43,6 cm)[254]
- Caricature de Mario Uchard (vers 1858) graphite sur papier vélin beige (32 × 24,5 cm)[255]
- Caricature d'Auguste Vacquerie (vers 1859) graphite sur papier vélin beige (28,4 × 17,6 cm)[256]
- Falaise et mer, Saint-Adresse (vers 1864) craie noire sur papier vergé ivoire (20,6 × 31,4 cm)[257]
- W92 La Plage de Sainte-Adresse, temps gris (1867) huile sur toile (75,8 × 102,5 cm)[258]
- W110 Au Bord de l'eau, Bennecourt (1868) huile sur toile (81,5 × 100,7 cm)[259]
- W284 La Maison de l'artiste à Argenteuil (1873) huile sur toile (60,2 × 73,3 cm)[260]
- W440 Arrivée du train de Normandie, gare Saint-Lazare (1877) huile sur toile (60,3 × 80,2 cm)[261]
- W546 Pommes et raisins (1880) huile sur toile (66,5 × 82,5 cm)[262]
- W758 Promenade sur la falaise, Pourville (1882) huile sur toile (66,5 × 82,3 cm)[263]
- W854 Bordighera (1884) huile sur toile (65 × 80,8 cm)[264]
- W1012 Étretat: la plage et la falaise d'amont (1885) huile sur toile (69,3 × 66,1 cm)[265]
- W1024 Bateaux sur la plage d'Étretat (1885) huile sur toile (66 × 82,3 cm)[266]
- W1025 Le Départ des bateaux, Étretat (1885) huile sur toile (73,5 × 93,5 cm)[267]
- W1095 Rochers de Port-Goulphar, Belle-Île (1886) huile sur toile (66 × 81,8 cm)[268]
- W1231 La Petite Creuse (1889) huile sur toile (65,9 × 93,1 cm)[269]
- W1253 Champ aux coquelicots (Giverny) (1890-91) huile sur toile (61,2 × 93,4 cm)[270]
- W1269 Meules (fin d'été) (1890-91) huile sur toile (60 × 100,5 cm)[271]
- W1270 Meules (fin du jour, automne) (1890-91) huile sur toile (65,8 × 101 cm)[272]
- W1281 Meule (effet de neige, temps couvert) (1890-91) huile sur toile (66 × 93 cm)[273]
- W1283 Meule (1890-91) huile sur toile (65,8 × 92,3 cm)[274]
- W1284 Meule, dégel, soleil couchant (1890-91) huile sur toile (64,4 × 92,5 cm)[275]
- W1278 Meules (soleil couchant, effet de neige) (1891) huile sur toile (65,3 × 100,4 cm)[276]
- Gerbiers de Blé (1891) craie noire sur papier couché crème (18,2 × 25,4 cm)[277]
- W1397 Sandvika, Norvège (1895) huile sur toile (73,4 × 92,5 cm)[278]
- W1455 La Cabane des douaniers à Varengeville (1897) huile sur toile (65,6 × 92,8 cm)[279]
- W1475 Bras de la Seine près de Giverny (brume) (1897) huile sur toile (65,8 × 101 cm)[280]
- W1557 Le Pont de Waterloo, temps gris (1900) huile sur toile (65,4 × 92,6 cm)[281]
- W1600 Parlement de Londres (1900-01) huile sur toile (81,2 × 92,8 cm)[282]
- W1628 Bassin aux nymphéas (1900) huile sur toile (89,8 × 101 cm)[283]
- W1527 Charing Cross Bridge, Londres (1901) huile sur toile (65 × 92,2 cm)[284]
- W1643 Vétheuil (1901) huile sur toile (90,2 × 93,4 cm)[285]
- W1645 Vétheuil (1901) huile sur toile (90 × 93 cm)[286]
- W1586 Le Pont de Waterloo, effet de soleil (1903) huile sur toile (65,7 × 101 cm)[287]
- W1683 Nymphéas (1906) huile sur toile (89,9 × 94,1 cm)[288]
- W1757 Venise, le palais Dario (1908) huile sur toile (66,2 × 81,8 cm)[289]
- W1833 Iris (1914-17) huile sur toile (200 × 200,7 cm)[290]
- W1889 Le Bassin aux nymphéas (1917-1919) huile sur toile (130,2 × 201,9 cm)[291]

Chicago, The Union League Club
- W201 Pommiers en fleurs (1872) (57,5 × 69,5 cm)[292]

Cincinnati Art museum
- W1101 Rochers à Belle-Île, Port-Domois (1886) huile sur toile (81,3 × 64,8 cm)[293]

Cleveland Museum of Art
- W20 Fleurs de printemps (1864) huile sur toile (116,8 × 90,5 cm)[294]
- W257 La Capeline rouge (vers 1868-1873) huile sur toile (99 × 79,8 cm)[295]
- W716 Marée basse à Pourville (1882) huile sur toile (59,9 × 81,3 cm)[296]
- W1165 La Maison du jardinier à Antibes (1888) huile sur toile (66,3 × 93 cm)[297]
- W1975 L'Agapanthe (partie gauche) ou Nymphéas (vers 1915-26) huile sur toile (201,3 × 425,6 cm)[298]

Columbia Museum of Art
- W1489 L'Ile aux Orties, Giverny (1897) huile sur toile[299]

Columbus Museum of Art
- W728 L'Église de Varengeville et la gorge des Moutiers (1882) huile sur toile (59,7 × 81,3 cm)[300]
- W775 Marine à Pourville (1882) huile sur toile (60 × 100,2 cm)[300]
- W954 Panier de raisins, coings et poires (1883) huile sur toile (un panneau parmi six pour une porte) (51,1 × 38,1 cm)[300]
- W1125 Arbres en hiver, vue sur Bennecourt (1887) huile sur toile (81,6 × 81,6 cm)[300]
- W1185 La Méditerranée (Cap d'Antibes) (1888) huile sur toile (65,1 × 81,3 cm)[300]
- W1264 Une rafale de vent (La Seine à Port-Villez) (1883-90) huile sur toile (60,3 × 99,7 cm)[300]
- W1869 Saule pleureur (1918) huile sur toile (131,1 × 110,3 cm)[300]

Coral Gables, University of Miami Lowe art Museum
- W1584 Le Pont de Waterloo (1903) huile sur toile (63,8 × 79,4 cm)[301]

Dallas, Museum of Art
- W193 Le Pont Neuf (1871) huile sur toile (53,3 × 73 cm)[302]
- W244 Le Service à thé (1872) huile sur toile (53,3 × 72,7 cm)[303]
- W578 La Seine à Lavacourt (1880) huile sur toile (98,4 × 149,2 cm)[304]
- W858 Valle Buona, près de Bordighera (1884) huile sur toile (64,4 × 91,4 cm)[305]
- W1304 Les Trois Arbres, printemps ou Peupliers, effet rose (1891) huile sur toile (94 × 75 cm)[306]
- W1656 Nymphéas, paysage d'eau, les nuages (1903) huile sur toile (74,6 × 108 cm)[307]
- W1729 Nymphéas (1908) huile sur toile (diamètre 80 cm)[308]

Dayton Art Institute
- W1657 Nymphéas (1903) (81 × 100 cm)[309]

Denver Art Museum
- W753 Chemin dans les blés à Pourville (1882) huile sur toile (58,4 × 77,5 cm)[310]
- W823 Bateaux de pêche (1883) huile sur toile (65 × 92 cm)[311]
- W1006 La Seine près de Giverny (1885) huile sur toile (65 × 92 cm)[312]
- W1394 Les Maisons dans la neige, Norvège (1895) huile sur toile (65 × 92 cm)[313]
- W1565 Le Pont de Waterloo, effet de soleil (1903) huile sur toile (63,5 × 98,4 cm)[314]
- W1666 Nymphéas (1904) huile sur toile (88 × 91,4 cm)[315]

Des Moines Art Center
- W1090 Rocher du Lion, rochers à Belle-Île (1886) huile sur toile (87,5 × 103,7 cm)[316]

Detroit institute of Arts
- W414 Les Glaïeuls (1876) huile sur toile (59,3 × 81,3 cm)[317]

Farmington, Hill-Stead Museum
- W126 Bateaux de pêche en mer (1868) huile sur toile (94,8 × 128,9 cm)[318]
- W1175 Vue du cap d'Antibes (1888) huile sur toile (65,4 × 80,6 cm)[318]
- W1215 Meules, effet de gelée blanche (1889) huile sur toile (64 × 91,3 cm)[318]
- W1267 Meules, grand soleil (1890) huile sur toile (58,4 × 96,5 cm)[318]

Fort Worth, Kimbell Art Museum
- W52 La Pointe de la Hève à marée basse (1865) huile sur toile (90,2 × 150,5 cm)[319]
- W1876 Saule pleureur (1918-19) huile sur toile (99,7 × 120 cm)[320]

Hartford, Wadsworth Atheneum Museum of Art
- W156 La Plage à Trouville (1870) huile sur toile (54 × 64,8 cm)[321]
- W842 L'Église de Vernon (1883) huile sur toile (66 × 81,3 cm)[321]
- W1696 Nymphéas (1907) huile sur toile (81 × 92 cm)[321]

Honolulu Museum of Art
- W1895 Nymphéas (1917-19) huile sur toile (99,7 × 201 cm)[322]

Houston, Museum of Fine Arts
- W302 Le Moulin à vent sur le Onbekende Gracht, Amsterdam (1874) huile sur toile (54 × 64,1 cm)[323]
- W1703 Nymphéas (1907) huile sur toile (92,1 × 81,2 cm)[324]
- W1925 Le Pont japonais, Giverny (vers 1922) huile sur toile (88,9 × 94,1 cm)[325]

Indianapolis Museum of Art
- W1530 Charing Cross Bridge (vers 1900) huile sur toile (66 × 92,7 cm)[326]

Kansas City, The Nelson-Atkins Museum of Art
- W293 Boulevard des Capucines (1873-74) huile sur toile (80,3 × 60,3 cm)[327]
- W349 Effet de neige; Argenteuil (1875) huile sur toile (50,5 × 65 cm)[328]
- W358 Effet de neige à Argenteuil (1875) huile sur toile (54,6 × 65,1 cm)[329]
- W1977 L'Agapanthe (partie droite) ou Nymphéas (vers 1915-26) huile sur toile (200,7 × 430,2 cm)[330]

Los Angeles County Museum of Art
- W41 Le Bord de la mer à Honfleur (1864-66) huile sur toile (59,7 × 81,3 cm)[331]
- W603 Vue de Vétheuil (1880) huile sur toile (81 × 65,1 cm)[332]
- W1131 Dans le Marais de Giverny: Blanche Hoschedé à son chevalet avec Suzanne Hoschedé lisant (1887) huile sur toile (91,4 × 97,8 cm)[333]
- W1501 Nymphéas (vers 1897-98) huile sur toile (66 × 104,1 cm)[334]

Los Angeles, Hammer Museum
- W853 Vue de Bordighera (1884) huile sur toile (65 × 81 cm)[335]

Los Angeles, The J.Paul Getty Museum
- W139 Nature morte aux fleurs et aux fruits (1869) huile sur toile (100,3 × 81,3 cm)[336]
- W262 Soleil levant (marine) (1872 ou 1873) huile sur toile (50,2 × 61 cm)[337]
- W1276 Meules, effet de neige, le matin (1891) huile sur toile (64,8 × 100,3 cm)[338]
- W1354 Le Portail de la cathédrale de Rouen dans la lumière du matin (1894) huile sur toile (100,3 × 65,1 cm)[339]

Louisville, Speed Art Museum
- W725 L'Église de Varengeville, temps gris (1882) huile sur toile (65,1 × 81,3 cm)[340]

Manchester, Currier Museum of Art
- W152 Le Pont de Bougival (1869) huile sur toile (65 × 92 cm)[341]

Memphis, Dixon Gallery and Gardens
- W243 Une rue en pente (1872)  (43,5 × 65 cm)[342]
- W706 Port de Dieppe, le soir (1882) (69 × 73 cm)[342]

Milwaukee Art Museum
- W1567 Le Pont de Waterloo, effet de soleil (vers 1900) huile sur toile (73,8 × 98,1 cm)[343]

Minneapolis Institute of Arts
- W22 Le Bord de mer à Sainte-Adresse (1864) huile sur toile (40 × 73 cm)[344]
- W550 Nature morte avec faisans et pluviers (1879) huile sur toile (69 × 90,2 cm)[345]
- W1286 Meule, soleil dans la brume (1891) huile sur toile (60 × 100,3 cm)[346]
- W1931 Le Pont japonais (vers 1923-25) huile sur toile (88,9 × 116,2 cm)[347]

New Brunswick, Zimmerli Art Museum, de l'université Rutgers
- W53 Portrait d'homme: Adolphe Monet (1865) huile sur toile (54 × 27 cm)[348]

New Haven, Yale University Art Gallery
- W160 Camille sur la Plage de Trouville (1870) huile sur toile (38,1 × 46,4 cm)[349]
- W247 Boulevard Héloise, Argenteuil (1872) huile sur toile (33,6 × 57,7 cm)[350]
- W1108 Port-Domois (1887) huile sur toile (64,8 × 81,3 cm)[351]
- W1622 Le Jardin de l'artiste à Giverny (1900) huile sur toile (89,5 × 92,1 cm)[352]

New York, Brooklyn Museum
- W740 Marée montante à Pourville (1882) huile sur toile (66 × 81,3 cm)[353]
- W1597 Le Parlement de Londres, effet de soleil (1903) huile sur toile (81,3 × 92,1 cm)[354]
- W1743 Le Palais ducal (1908) huile sur toile (81,3 × 99,1 cm)[355]

New York, The Frick Collection
- W507 Vétheuil l'hiver (1878-79) huile sur toile (68,6 × 89,9 cm)[356]

New York, The Metropolitan Museum of Art
- W43 Le Docteur Leclenché (1864) huile sur toile (45,7 × 32,4 cm)[357]
- Paysage (1864-66) pastel (21,9 × 42,5 cm)[358]
- W60 Un Chêne au Bas-Bréau (le Bodmer) (1865) huile sur toile (96,2 × 129,2 cm)[359]
- W73 La Vague verte (vers 1866-67) huile sur toile (48,6 × 64,8 cm)[360]
- W91 Les Régates à Sainte-Adresse (1867) huile sur toile (75,2 × 101,6 cm)[361]
- W95 Terrasse à Sainte-Adresse (1867) huile sur toile (98,1 × 129,9 cm)[362]
- W134 La Grenouillère (1869) huile sur toile (74,6 × 99,7 cm)[363]
- W186 Maisons sur l'Achterzaan (1871) huile sur toile (44,1 × 67,3 cm)[364]
- W238 Jean Monet sur son cheval mécanique (1872) huile sur toile (60,6 × 74,3 cm)[365]
- W271 Printemps (Arbres fruitiers en fleurs) (1873) huile sur toile (62,2 × 100,6 cm)[366]
- W281 Camille Monet sur un banc de jardin (1873) huile sur toile (60,6 × 80,3 cm)[367]
- W380 Champs de coquelicots près d'Argenteuil (1875) huile sur toile (54 × 73,7 cm)[368]
- W398 Paysage: le parc Monceau (1876) huile sur toile (59,7 × 82,6 cm)[369]
- W410 Camille Monet dans le jardin à Argenteuil (1876) huile sur toile (81,6 × 60 cm)[370]
- W466 Le Parc Monceau (1878) huile sur toile (72,7 × 54,3 cm)[371]
- W545 Pommes et raisins (1879-80) huile sur toile (67,6 × 89,5 cm)[372]
- W592 Vue de Vétheuil ou Sentier dans les coquelicots, île Saint Martin (1880) huile sur toile (80 × 60,3 cm)[373]
- W598 L'Île aux Fleurs près de Vétheuil (1880) huile sur toile (66 × 81,3 cm)[374]
- W599 La Seine à Vétheuil (1880) huile sur toile (60,3 × 100,3 cm)[375]
- W605 Vétheuil en été (1880) huile sur toile (60 × 99,7 cm)[376]
- W628 Bouquet de tournesols (1881) huile sur toile (54 × 73,7 cm)[377]
- W634 Chrysanthèmes (1882) huile sur toile (100,3 × 81,9 cm)[378]
- W731 La Cabane des douaniers (1882) huile sur toile (61 × 81,9 cm)[379]
- W832 La Manneporte (Étretat) (1883) huile sur toile (65,4 × 81,3 cm)[380]
- W877 Palmiers à Bordighera (1884) huile sur toile (64,8 × 81,3 cm)[381]
- W881 Vallée de la Nervia (1884) huile sur toile (66 × 81,3 cm)[382]
- W1052 La Manneporte près d'Étretat (1886) huile sur toile (81,3 × 65,4 cm)[383]
- W1133 La Promeneuse (Suzanne Hoschedé) (1887) huile sur toile (100,6 × 70,5 cm)[384]
- W1239 Torrent de la Petite Creuse à Fresselines (1889) huile sur toile (65,4 × 91,8 cm)[385]
- W1279 Meules, effet d'hiver (1891) huile sur toile (65,4 × 92,1 cm)[386]
- W1309 Les Quatre Arbres (1891) huile sur toile (81,9 × 81,6 cm)[387]
- W1325 Cathédrale de Rouen: le portail au soleil (1894) huile sur toile (99,7 × 65,7 cm)[388]
- W1335 Les Glaçons (1893) huile sur toile (66 × 100,3 cm)[389]
- W1482 Matin sur la Seine près de Giverny (1897) huile sur toile (81,6 × 93 cm)[390]
- W1491 L'Île aux Orties près de Vernon (1897) huile sur toile (73,3 × 92,7 cm)[391]
- W1518 Pont au-dessus d'un bassin de nymphéas (1899) huile sur toile (92,7 × 73,7 cm)[392]
- W1609 Parlement de Londres, effet de brouillard (1903-4) huile sur toile (81,3 × 92,4 cm)[393]
- W1755 Le Palais des Doges vu depuis Saint-Georges Majeur (1908) huile sur toile (65,4 × 92,7 cm)[394]
- W1828 Le Chemin au milieu des iris (1914-1917) huile sur toile (200,3 × 180 cm)[395]
- W1858 Nymphéas (1916-1919) huile sur toile (130,2 × 200,7 cm)[396]
- W1891 Nymphéas (1919) huile sur toile (101 × 200 cm)[397]

New York, Museum of Modern Art
- W756 Sur la Falaise de Pourville, temps clair (1882) huile sur toile (64,7 × 80,7 cm)[398]
- W1822 Agapanthe (1914-26) huile sur toile (198,2 × 178,4 cm)[399]
- W1932 Le Pont japonais (vers 1920-22) huile sur toile (89,5 × 116,3 cm)[400]
- W1972-1973-1974 Le Bassin aux nymphéas, reflets de nuages (1914-26) huile sur toile (200 × 1 276 cm)[401]
- W1981 Nymphéas (1914-26) huile sur toile (199,5 × 599 cm)[402]

New York, Solomon R.Guggenheim Museum
- W1756 Le Palais ducal, vu de Saint-Georges Majeur (1908) huile sur toile (65 × 100,5 cm)[403]

Norman, Fred Jones Jr Museum of Art, The University of Oklahoma
- W497 Lavacourt (1879) huile sur toile (60 × 90 cm)[404]

Northampton, Smith College Museum of Art
- W151 La Seine à Bougival (1869) huile sur toile (60 × 73,3 cm)[405]
- W1251 Champ de coquelicots (1890) huile sur toile (59,7 × 100,3 cm)[406]
- W1317 Cathédrale de Rouen (La Cour d'Albane)(1892-94) huile sur toile (92,7 × 73,8 cm)[407]

Oberlin, Allen Memorial Art Museum
- W85 Le Jardin de l'Infante (1867) huile sur toile (91,8 × 61,9 cm)[408]
- W1909 Glycines (1919-20) huile sur toile (149,9 × 200,5 cm)[409]

Omaha, Joslyn Art Museum
- W535 La Prairie (1879) huile sur toile (79 × 98 cm)[410]
- W874 Un coin de ferme à Bordighera (1884) huile sur toile (73 × 92 cm)[411]

Pasadena, Norton Simon museum
- W51 L'Embouchure de la Seine à Honfleur (1865) huile sur toile (89,5 × 150,5 cm)[412]
- W87 L'Entrée du port du Havre (vers 1867-68) huile sur toile (50,2 × 61,3 cm)[413]
- W683 Le Jardin de l'artiste à Vétheuil (1881) huile sur toile (100,3 × 81,3 cm)[414]

Philadelphie, Barnes Foundation
- W283 Jeune fille avec un chien ou Portrait de Mademoiselle Bonnet (1873) huile sur toile (55,2 × 45,7 cm)[415]
- W366 Camille au Métier (1875) huile sur toile (65,4 × 55,9 cm)[416]
- W390 Le Bateau-Atelier (1876) huile sur toile (72,7 × 60 cm)[417]
- W618 Portrait de Monsieur Coqueret (père) (1880) huile sur toile montée sur panneau (52 × 40 cm)[418]

Philadelphie, Museum of Art
- W165 Green Park, Londres (1870 ou 1871) huile sur toile (34,3 × 72,5 cm)[419]
- W288 Chemin creux (1873) huile sur toile (54,1 × 65,7 cm)[420]
- W318 Le Pont du chemin de fer, Argenteuil (1873) huile sur toile (54,3 × 73,3 cm)[421]
- W297 Le Port du Havre (1874) huile sur toile (60,3 × 101,9 cm)[422]
- W309 La Zuiderkerk, Amsterdam (en prolongement du Groenburgwal) (vers 1874) huile sur toile (54,5 × 65,4 cm)[423]
- W328 Marine au soleil couchant ou Coucher de soleil sur la Seine (vers 1875) huile sur toile (49,5 × 65,1 cm)[424]
- W678 Sentier de l'île de Saint-Martin, Vétheuil (1881) huile sur toile (73 × 60 cm)[425]
- W743 Cabane de douanier, Varengeville (1882) huile sur toile (60,3 × 81,4 cm)[426]
- W772 La Mer à Pourville (ou Marine près d'Étretat?) (1882) huile sur toile (54,6 × 73,8 cm)[427]
- W810 Fleurs dans un vase (1882 ou 1888?) huile sur toile (80 × 45,1 cm)[428]
- W1037 La Manneporte, Étretat (1885) huile sur toile (65,4 × 81,3 cm)[429]
- W1170 Matin à Antibes (1888) huile sur toile (65,7 × 82,1 cm)[430]
- W1191 Sous les Pins, fin du jour (1888) huile sur toile (73 × 92 cm)[431]
- W1209 Un tournant de l'Epte près de Giverny (1888) huile sur toile (73,7 × 92,9 cm)[432]
- W1233 La Grande Creuse au Pont de Vervy (1889) huile sur toile (73,8 × 92,7 cm)[433]
- W1298 Peupliers, fin d'automne (1891) huile sur toile (100,3 × 65,2 cm)[434]
- W1307 Peupliers, trois arbres en automne (1891) huile sur toile (93 × 74,1 cm)[435]
- W1338 Matin brumeux (1894) huile sur toile (65,7 × 100,3 cm)[436]
- W1419 Le Pont japonais, Giverny (1895) huile sur toile (78,7 × 97,8 cm)[437]
- W1512 Pont japonais et bassin aux nymphéas (1899) huile sur toile (89,2 × 93,3 cm)[438]
- W1559 Le Pont de Waterloo, matin brumeux (1901) huile sur toile (65,7 × 100,2 cm)[439]
- W1930 Le Pont japonais (1918-1926) huile sur toile (88,9 × 92,7 cm)[440]

Phoenix Art Museum
- W1779 Les Arceaux fleuris (1913) huile sur toile (81 × 92 cm)[441]

Pittsburgh, Carnegie Museum of Art
- W112 La Mer au Havre (1868) huile sur toile (59,7 × 81,3 cm)[442]
- W719 Falaises près de Dieppe (1882) huile sur toile (59,7 × 81,3 cm)[443]
- W1588 Le Pont de Waterloo, Londres (1903) huile sur toile (64,5 × 100,3 cm)[444]
- W1983 Le Bassin aux nymphéas (vers 1915-26) huile sur toile (198 × 597 cm)[445]

Portland (Maine), Museum of Art
- W610 La Seine à Vétheuil (vers 1880) huile sur toile (60 × 73 cm)[446]

Portland (Oregon), Art Museum
- W517 La Rivière à Lavacourt (1879) huile sur toile (53 × 63,8 cm)[447]
- W1795 Nymphéas (1914-15) huile sur toile (161 × 181 cm)[448]

Princeton University Art Museum
- W1368 Prairie à Giverny (1894) huile sur toile (92 × 73 cm)[449]
- W1509 Le Bassin aux nymphéas et le pont japonais (1899) huile sur toile (90,5 × 89,7 cm)[450]
- W1612 Le Parlement de Londres, les mouettes (1903) huile sur toile (81 × 92 cm)[451]

Providence, Rhode Island School of Design Museum
- W115 La Seine près de son estuaire, Honfleur (vers 1868) huile sur toile (48,1 × 73,7 cm)[452]
- W164 Hyde Park, Londres (1871) huile sur toile (40,5 × 74 cm)[453]
- W276 La Promenade dans les prairies à Argenteuil (1873) huile sur toile (53,3 × 64,8 cm)[454]
- W325 Le Bassin d'Argenteuil (1874) huile sur toile (55,2 × 74,3 cm)[455]
- W1007 La Seine près de Giverny (1885) huile sur toile (64,8 × 92,7 cm)[456]

Raleigh, North Carolina Museum of Art
- W817 La Falaise, Étretat, soleil couchant (1882-83) huile sur toile (60,5 × 81,8 cm)[457]
- W1474 La Seine à Giverny, brumes du matin (1897) huile sur toile (88,9 × 91,4 cm)[458]

Richmond, Virginia Museum of Fine Arts
- W254 Vignobles sous la neige, vus en direction du moulin d'Orgemont (1873) huile sur toile (58,5 × 81 cm)[459]
- W278 Le Pont d'Argenteuil (1873) huile sur toile (45,1 × 69,9 cm)[460]
- W287 Camille à sa fenêtre, Argenteuil (1873) huile sur toile (60,3 × 49,9 cm)[461]
- W997 Champ de coquelicots, Giverny (1885) huile sur toile (60 × 73 cm)[462]
- W1832 Iris au bord du bassin (1914-17) huile sur toile (199,4 × 150,5 cm)[463]

Rochester, Memorial Art Gallery of the University
- W37 Halage d'un bateau, Honfleur (1864) huile sur toile (55,2 × 82,1 cm)[464]
- W767 Les Rochers de Pourville, marée basse (1882) huile sur toile (64,3 × 78,7 cm)[465]
- W1590 Le Pont de Waterloo, soleil voilé (1903) huile sur toile (64,8 × 99,7 cm)[466]

Saint Louis Art Museum
- W321 La Promenade et le pont de chemin de fer d'Argenteuil (1874) huile sur toile (53,7 × 72,1 cm)[467]
- W1548 Charing Cross Bridge (1903) huile sur toile (73 × 100 cm)[468]
- W1976 L'Agapanthe (partie centrale) ou Nymphéas (vers 1915-26) huile sur toile (200 × 426,1 cm)[469]

Saint Petersburg Museum of Fine Arts
- W1611 Le Parlement de Londres, effet de brouillard (1904) huile sur toile (81 × 92 cm)[470]

San Diego Museum of Art
- W55a Meules près de Chailly, soleil levant  (1865) huile sur toile (30,1 × 60,5 cm)[471]

San Francisco, Legion of Honour Museum
- W227 Barques au repos au Petit-Gennevilliers (1874) huile sur toile (54 × 65,4 cm)[472]
- W661 Mer agitée (1881) huile sur toile (60 × 81 cm)[473]
- W1736 Le Grand Canal, Venise (1908) huile sur toile (73,2 × 89,7 cm)[474]
- W1788 Nymphéas (vers 1914-17) huile sur toile (166,1 × 142,2 cm)[475]

Santa Barbara Museum of Art
- W856 Villas à Bordighera (1884) huile sur toile (73,7 × 92,4 cm)[476]
- W1522 Charing Cross Bridge (1899) huile sur toile (63,8 × 79,7 cm)[477]
- W1555 Le Pont de Waterloo (1900) huile sur toile (65,4 × 92,7 cm)[478]

Shelburne Museum
- W306 Le Pont, Amsterdam (1874) (53,5 × 63,5 cm)[479]
- W568 Les Glaçons (1880) (97 × 150,5 cm)[479]
- W1274 Meules, effet de neige (1891) (60 × 100 cm)[479]
- W1390 L'Église de Vernon, brouillard (1895) (65 × 92 cm)[479]
- W1521 Charing Cross Bridge, Londres (1899) huile sur toile (65 × 92 cm)[479]

Springfield, Michèle and Donald D'Amour Museum of Fine Arts
- W1364 Meule (1893) huile sur toile (65 × 100 cm)[480]

Toledo, Museum of Art
- W1168 Antibes vue depuis La Salis (1888) huile sur toile (65,4 × 92,7 cm)[481]
- W1804 Nymphéas (vers 1922) huile sur toile (200 × 215 cm)[482]

Washington, Corcoran Gallery of Art
- W611 Les Saules (1880) huile sur toile (66 × 81,5 cm)[483]

Washington, Kreeger Museum
- W709 Barques sur la plage de Pourville, marée basse (1882) huile sur toile (60,6 × 79,7 cm)[484]
- W781 Coucher de soleil à Pourville (1882) huile sur toile (60 × 81,6 cm)[485]
- W903 Falaises aux Petites-Dalles (1884) huile sur toile (59,4 × 73,4 cm)[486]
- W1042 L'Aiguille et la Porte d'Aval vues en amont (1886) huile sur toile (81 × 65 cm)[487]
- W1062 Printemps à Giverny (1886) huile sur toile (55 × 66 cm)[488]
- W1199 Prairie à Giverny (1888) huile sur toile (65 × 92 cm)[489]
- W1371 La Seine à Port-Villez, effet rose (1894) huile sur toile (65 × 100 cm)[490]
- W1447 La Pointe du Petit Ailly, temps gris (1897) huile sur toile (73 × 92 cm)[491]
- W1476 Bras de Seine près de Giverny, brouillard (1897) huile sur toile (89 × 92 cm)[492]

Washington, National Gallery of Art
- W13 Nature morte avec bouteille, carafe, pain et vin (vers 1862-63) huile sur toile (39,7 × 59,8 cm)[493]
- W61 Bazille et Camille ou Les Promeneurs (étude pour Le Déjeuner sur l'herbe) (1865) huile sur toile (93 × 68,9 cm)[494]
- W93 Sainte-Adresse (1867) huile sur toile (57 × 80 cm)[495]
- W101 Le Berceau - Camille avec le fils de l'artiste Jean (1867) huile sur toile (116,2 × 88,8 cm)[496]
- W130 Intérieur, après dîner (1868-69) huile sur toile (50,2 × 65,4 cm)[497]
- W223 Argenteuil (vers 1872) huile sur toile (50,4 × 65,2 cm)[498]
- W210 Bateaux naviguant sur la Seine à Rouen (1872-1873) huile sur toile (37,7 × 46 cm)[499]
- W286 La Maison de l'artiste à Argenteuil (Un coin du jardin avec des dahlias) (1873) huile sur toile (61 × 82,5 cm)[500]
- W312 Le Pont routier, Argenteuil (1874) huile sur toile (60 × 79,7 cm)[501]
- W381 Femme à l'Ombrelle - Madame Monet et son fils (1875) huile sur toile (100 × 81 cm)[502]
- W316 Le Pont à Argenteuil, temps gris (vers 1876) huile sur toile (61 × 80,3 cm)[503]
- W597 Bords de la Seine à Vétheuil (1880) huile sur toile (73,4 × 100,5 cm)[504]
- W613 Femme assise sous les saules (1880) huile sur toile (81,1 × 60 cm)[505]
- W629 Fleurs de topinambours (1880) huile sur toile (99,6 × 73 cm)[506]
- W685 Le Jardin de l'artiste à Vétheuil (1881) huile sur toile (151,5 × 121 cm)[507]
- W754 Falaises à Pourville (1882) huile sur toile (60 × 100 cm)[508]
- W1196 Brouillard matinal (1888) huile sur toile (74 × 92,5 cm)[509]
- W1324 Cathédrale de Rouen, façade ouest, lumière du soleil (1894) huile sur toile (100,1 × 65,8 cm)[510]
- W1351 Cathédrale de Rouen, façade ouest (1894) huile sur toile (100,1 × 65,9 cm)[511]
- W1494 La Seine à Giverny (1897) huile sur toile (81,5 × 100,5 cm)[512]
- W1517 Bassin aux nymphéas ou Le Pont japonais (1899) huile sur toile (81,3 × 101,6 cm)[513]
- W1569 Le Pont de Waterloo, temps gris (1903) huile sur toile (65,1 × 100 cm)[514]
- W1598 Le Parlement de Londres, soleil couchant (1903) huile sur toile (81,3 × 92,5 cm)[515]
- W1564 Le Pont de Waterloo, Londres, au crépuscule ou Le Pont de Waterloo, Londres, le point du jour (1904) huile sur toile (65,7 × 101,6 cm)[516]
- W1583 Le Pont de Waterloo, Londres, au coucher du soleil ou Le Pont de Waterloo, Londres, effet rose (1904) huile sur toile (65,5 × 92,7 cm)[517]
- W1764 Le Palais da Mula, Venise (1908) huile sur toile (61,4 × 80,5 cm)[518]

Washington, The Phillips Collection
- W581 La Route de Vétheuil (1879) huile sur toile (59,4 × 72,7 cm)[519]
- W1466 Val-Saint-Nicolas, près de Dieppe (1897) huile sur toile (64,8 × 100 cm)[520]

Washington, The White House
- W1485 Matinée sur la Seine, beau temps (1897)[521]

West Palm Beach, Norton Museum of Art
- W865 Jardins de la Villa Moreno, Bordighera (1884) huile sur toile (73 × 93 cm)[522]

Williamstown, The Clark Art Institute
- Caricature d'un homme avec une tabatière (vers 1858) fusain réhaussé de craie blanche sur papier vélin bleu (58,8 × 33 cm)[523]
- Le Port de Touques (vers 1864) craie noire sur papier vergé bleuté (21 × 33 cm)[524]
- W86 Marine, orage (1866) huile sur toile (80 × 59,2 cm)[525]
- W98 Rue à Sainte-Adresse (1867) huile sur toile (80 × 59,2 cm)[526]
- W347 Les Oies ou Les Oies dans le ruisseau (1874) huile sur toile (73,7 × 60 cm)[527]
- Vue de Rouen (1883) craie noire sur papier blanc bleuté Gillot (31,3 × 47,5 cm)[528]
- W884 Dolceacqua, le vieux pont sur la Nerva (1884) huile sur toile (65 × 81 cm)[529]
- W1034 L'Aiguille et la Falaise d'Aval (1885) huile sur toile (65,1 × 81,3 cm)[530]
- W1070 Champ de tulipes à Sessenheim (1886) huile sur toile (59,7 × 73 cm)[531]
- W1243 Printemps à Giverny (1890) huile sur toile (65 × 81 cm)[532]
- W1358 Cathédrale de Rouen, la façade à la lumière du soleil (vers 1892-94) huile sur toile (106,7 × 73,7 cm)[533]

Worcester Art Museum
- W1568 Le Pont de Waterloo (1903) (65 × 92 cm)[534]
- W1733 Nymphéas (1908) (92 × 90 cm)[535]

## France

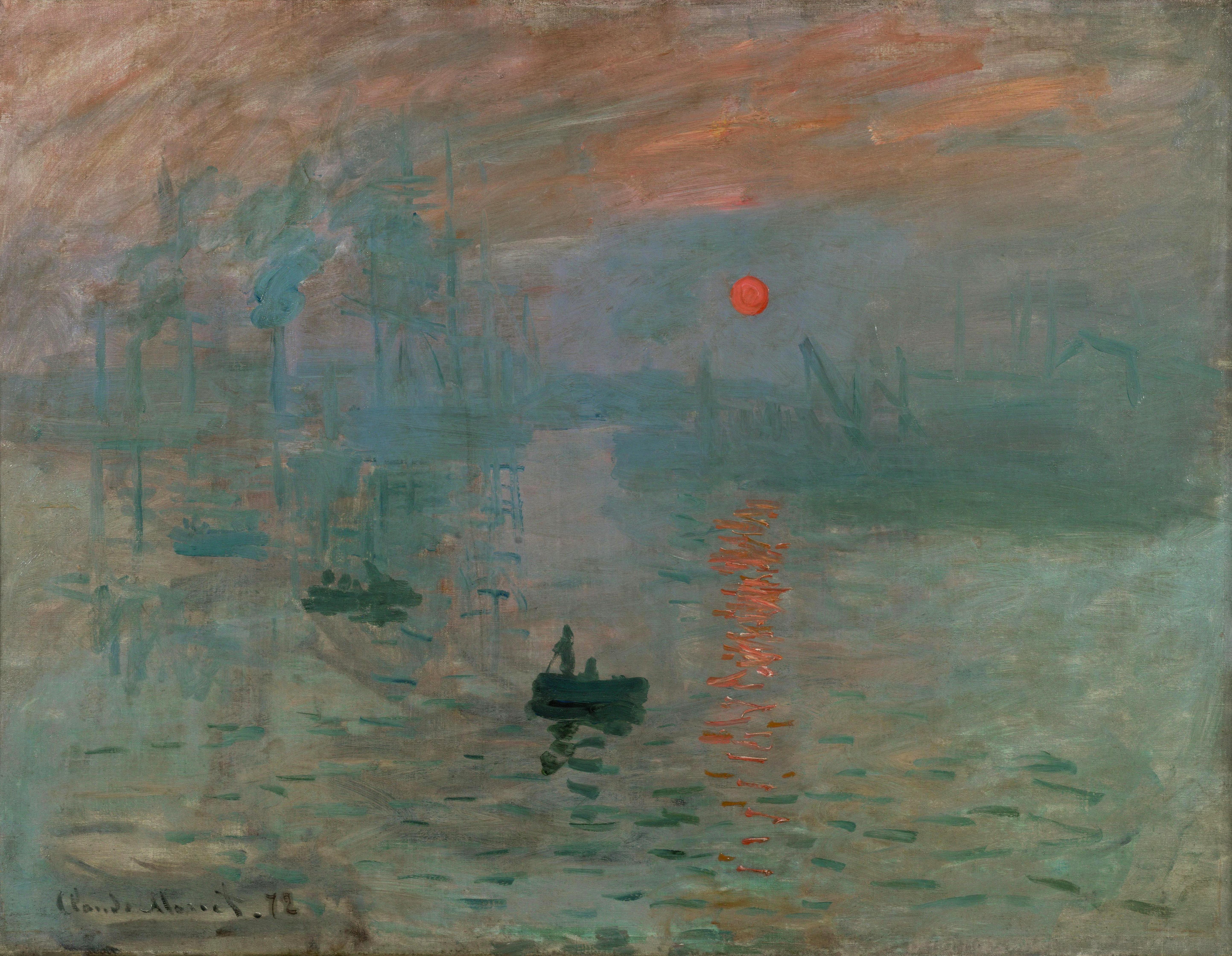
Impression, soleil levant, au musée Marmottan-Monet

La grande majorité des œuvres de Monet exposées en France sont la propriété de l'État ou de la Fondation du musée Marmottan Monet créée au sein de  l'Académie des Beaux-Arts, cette dernière ayant bénéficié du legs Michel Monet.
Certaines collectivités territoriales sont aussi propriétaires, par des achats ou par des donations et legs de collectionneurs, et aussi grâce à des dons (ou des ventes pour des sommes symboliques) de l’artiste ou de son fils Michel (Dreux, Grenoble, Honfleur, Le Havre, Nantes, Vernon par exemple).
Bordeaux, musée des Douanes
- W737 La Cabane des douaniers, effet d'après-midi (1882) huile sur toile (54,5 × 80 cm)[537]

Bagnols sur Cèze, musée Albert-André
- Caricature crayon sur papier (55 × 42,5 cm)[538]
- W1718 Nymphéas, reflets sur l'eau (1907) huile sur toile (73 × 92 cm) (tableau disparu à la suite d'un vol en 1972)[1]

Caen, Association "Peindre en Normandie"
- W22a Étretat (vers 1864) huile sur toile (27 × 41 cm)[539]

Caen, musée des Beaux-Arts
- W1038 Étretat, la Manneporte, reflets sur l'eau (vers 1885) huile sur toile (65,5 × 81,5 cm)[540]

Colmar, musée Unterlinden
- W1226 La Vallée de la Creuse, soleil couchant (1889) huile sur toile (101,5 × 98,5 cm)[541]

Dijon, musée des Beaux-Arts
- W1047 Étretat. La porte d'aval (vers 1885) huile sur toile (60 × 81 cm)[542]

Dreux, musée d'Art et d'Histoire
- W1905 Étude de glycine (entre 1919 et 1920) huile sur toile (100 × 200 cm)[543]

Grenoble, musée de Grenoble
- W198 La Seine à Argenteuil (1873) huile sur toile (50,3 × 61,4 cm)[544]
- W1878 Coin de l'étang à Giverny (1917) huile sur toile (117 × 83 cm)[545]

Honfleur, musée Eugène Boudin
- W1013 Bateaux de pêche, Étretat (1885) (60 × 81 cm)
- W1847 Le Clocher Sainte-Catherine, Honfleur (1917) (55 × 43 cm)

Le Havre, musée d'Art Moderne André-Malraux
- W481 La Seine à Vétheuil (1878) huile sur toile (50,5 × 61,5 cm)[546]
- W557 Soleil d'hiver, Lavacourt (1879-80) huile sur toile (55 × 81 cm)[547]
- W652 Fécamp, bord de mer (1881) huile sur toile (67 × 80 cm)[548]
- W1450 Les Falaises de Varengeville (1897) huile sur toile (64 × 91,5 cm)[549]
- W1608 Le Parlement de Londres, effet de brouillard (1903) huile sur toile (81 × 92 cm)[550]
- W1664 Les Nymphéas (1904) huile sur toile (89,5 × 93,5 cm)[551]

Lille, palais des Beaux-Arts
- W561 La Débâcle (1880) huile sur toile (72,5 × 99,5 cm)[552]
- W1646 Vétheuil, le matin ou Vétheuil, effet gris (1901) huile sur toile (89,5 × 92,5 cm)[553]
- W1605 Le Parlement de Londres (1904) huile sur toile (81,5 × 92 cm)[554]

Lyon, musée des Beaux-Arts
- W355 L'Entrée de la Grande Rue à Argenteuil (1875) huile sur toile (55 × 65 cm)[1],[555]
- W586 Le Printemps (1880) huile sur toile (60 × 81 cm)[556],[557]
- W821 Étretat, mer agitée (1883) huile sur toile (81 × 100 cm)[558]
- W1537 Charing Cross Bridge, la Tamise (1903) huile sur toile (73 × 100 cm)[559]

Mâcon, musée des Ursulines
- W191a Passerelle à Zaandam (1871) huile sur toile (47 × 38 cm)[560]

Montpellier, musée Fabre
- W10 Trophée de chasse (1862) huile sur toile (104 × 75 cm)[561]
- W69 Jardin en fleurs, à Sainte-Adresse (vers 1866) huile sur toile (64,8 × 53,8 cm)[562]

Morlaix, musée des Beaux-Arts
- W1120 Pluie à Belle-Ile (1886) huile sur toile (60 × 60 cm)[563]

Nancy, musée des Beaux-Arts
- W818 Coucher de soleil à Étretat (1883) huile sur toile (60 × 73 cm)[564]

Nantes, musée d'Arts
- Paysage (vers 1865) pastel sur papier gris (18,9 × 31,1 cm)[565]
- Paysage, soleil couchant (vers 1865) pastel sur papier gris (21,2 × 37,9 cm)[565]
- W1772 Gondole à Venise (1908) huile sur toile (81 × 65,2 cm)[565]
- W1886 Les Nymphéas à Giverny (1917) huile sur toile (100,3 × 200,5 cm)[565]

Paris, musée du Louvre
- W79 Environs de Honfleur, neige (1867) huile sur toile (81,5 × 102 cm)[566]
- W105 Glaçons sur la Seine à Bougival (entre 1864 et 1871) huile sur toile (65 × 81,2 cm)[567]
- W572 La Débâcle près de Vétheuil (vers 1880) huile sur toile (65,2 × 93 cm)[568]

Paris, musée Marmottan Monet
- W15 Tête de femme (entre 1862 et 1863) huile sur toile (52 × 41 cm)[569]
- W161 Camille sur la plage (1870) huile sur toile (30 × 15 cm)[570]
- W162 Sur la Plage de Trouville (1870) huile sur toile (38 × 46 cm)[571]
- W176 Vue de la Voorzaan (1871) huile sur toile (18 × 38 cm)[572]
- W263 Impression, soleil levant (1872) huile sur toile (50 × 65 cm)[573]
- W320 Le Pont de chemin de fer, Argenteuil (1874) huile sur toile (14 × 23 cm)[574]
- W362 Effet de neige, soleil couchant (1874) huile sur toile (53 × 64 cm)[575]
- W356 Le Train dans la neige, la locomotive (1875) huile sur toile (59 × 78 cm)[576]
- W379a En promenade près d'Argenteuil (1875) huile sur toile (61 × 81,4 cm)[577]
- W401 Les Tuileries (1876) huile sur toile (54 × 73 cm)[578]
- W442 Le Pont de l'Europe. Gare Saint-Lazare (1877) huile sur toile (65 × 81 cm)[579]
- W455 Le Printemps à travers les branches (1878) huile sur toile (53,8 × 65,4 cm)[580]
- W504 Portrait de Michel Monet bébé (entre 1878 et 1879) huile sur toile (46 × 37 cm)[581]
- W518 Vétheuil dans le brouillard (1879) huile sur toile (60 × 71 cm)[582]
- W632 Portrait de Jean Monet (1880) huile sur toile (47 × 38 cm)[583]
- W633 Portrait de MIchel Monet en bonnet à pompon (1880) huile sur toile (47 × 37 cm)[584]
- Le Pré bordé d'arbres (1880) pastel, gouache (rehaut) (22 × 37 cm)[585]
- W777 La Plage de Pourville, soleil couchant (1882) huile sur toile (60 × 73 cm)[586]
- W847 Michel Monet au chandail bleu (1883) huile sur toile (46,5 × 38,5 cm)[587]
- W862 Vallée de Sasso, effet de soleil (1884) huile sur toile (65 × 81 cm)[588]
- W883 Le Château de Dolceacqua (1884) huile sur toile (92 × 73 cm)[589]
- W1011 Falaise et la porte d'amont, effet du matin (1885) huile sur toile (50 × 61 cm)[590]
- W1008 Bras de Seine à Giverny (1885) huile sur toile (66 × 93 cm)[591]
- W1027 Le Voilier, effet du Soir (1885) huile sur toile (54 × 65 cm)[592]
- W1069 Champ de tulipes en Hollande (1886) huile sur toile (54 × 81 cm)[593]
- W1122 Portrait de Poly (1886) huile sur toile (74 × 53 cm)[594]
- W1137 Champ d'iris jaunes à Giverny (1887) huile sur toile (45 × 100 cm)[595]
- W1144 Clématites blanches (1887) huile sur toile (92 × 52 cm)[596]
- W1154 La Barque (1887) huile sur toile (146 × 133 cm)[597]
- W1225 Vallée de la Creuse (1889) huile sur toile (65 × 81 cm)[598]
- W1234 Le Pont de Vervy (1889) huile sur toile (65,4 × 92,5 cm)[599]
- W1327 La Cathédrale de Rouen, effet de soleil, fin de journée (1892) huile sur toile (100 × 65 cm)[600]
- W1379 La Seine à Port-Villez, effet du soir (1894) huile sur toile (52,4 × 92,6 cm)[601]
- W1380 La Seine à Port-Villez, effet rose (1894) huile sur toile (52,5 × 92,4 cm)[602]
- W1393 Norvège, les maisons rouges à Björnegaard (1895) huile sur toile (65 × 81 cm)[603]
- W1396 Paysage de Norvège, les maisons bleues (1895) huile sur toile (61 × 84 cm)[604]
- W1406 Le Mont Kolsaas en Norvège (1895) huile sur toile (65 × 100 cm)[605]
- W1478 Bras de Seine près de Giverny, soleil levant (1897) huile sur toile (91 × 93 cm)[606]
- W1504 Nymphéas, effet du soir (1897) huile sur toile (73 × 100 cm)[607]
- W1535 Charing Cross Bridge, fumée dans le brouillard, impression (1902) huile sur toile (73 × 92 cm)[608]
- W1553 Charing Cross Bridge (esquisse) (entre 1899 et 1901) huile sur toile (60 × 100 cm)[609]
- W1660 Nymphéas (1903) huile sur toile (73 × 92 cm)[610]
- W1661 Nymphéas (1903) huile sur toile (89 × 100 cm)[611]
- W1606 Londres, Le Parlement, reflets sur la Tamise (1905) huile sur toile (81,5 × 92 cm)[612]
- W1714 Nymphéas (1907) huile sur toile (100 × 73 cm)[613]
- W1717 Nymphéas, étude (1907) huile sur toile (105 × 73 cm)[614]
- W1783 Nymphéas (entre 1914 et 1917) huile sur toile (130 × 150 cm)[615]
- W1791 Nymphéas (entre 1914 et 1917) huile sur toile (151 × 201 cm)[616]
- W1797 Nymphéas (entre 1914 et 1917) huile sur toile (130 × 153 cm)[617]
- W1811 Nymphéas (entre 1914 et 1917) huile sur toile (200 × 200 cm)[618]
- W1816 Nymphéas (entre 1914 et 1917) huile sur toile (180 × 200 cm)[619]
- W1818 Les Hémérocalles (entre 1914 et 1917) huile sur toile (150 × 140,5 cm)[620]
- W1820 Les Agapanthes (entre 1914 et 1917) huile sur toile (200 × 150 cm)[621]
- W1821 Nymphéas et agapanthes (entre 1914 et 1917) huile sur toile (140 × 120 cm)[622]
- W1846 Bateaux dans le port de Honfleur (1917) huile sur toile (50 × 61 cm)[623]
- W1848 Saule pleureur et bassin aux nymphéas (entre 1916 et 1919) huile sur toile (200 × 180 cm)[624]
- W1850 Nymphéas (entre 1916 et 1919) huile sur toile (200 × 180 cm) inv. 5117[625]
- W1852 Nymphéas (entre 1916 et 1919) huile sur toile (150 × 197 cm)[626]
- W1855 Nymphéas (entre 1916 et 1919) huile sur toile (200 × 180 cm) inv. 5119[627]
- W1859 Nymphéas, reflets de saule (entre 1916 et 1919) huile sur toile (130 × 157 cm)[628]
- W1862 Nymphéas, reflets de saule (entre 1916 et 1919) huile sur toile (200 × 200 cm)[629]
- W1864 Nymphéas (entre 1916 et 1919) huile sur toile (130 × 152 cm)[630]
- W1911 Le Pont japonais (1918) huile sur toile (100 × 200 cm) inv. 5079[631]
- W1913 Le Pont japonais (1918) huile sur toile (100 × 200 cm) inv. 5077[632]
- W1914 Le Pont japonais (entre 1918 et 1919) huile sur toile (74 × 92 cm)[633]
- W1873 Saule pleureur (entre 1919 et 1920) huile sur toile (100,5 × 100,5 cm)[634]
- W1875 Saule pleureur (entre 1919 et 1920) huile sur toile (100 × 120 cm)[635]
- W1877 Saule pleureur (entre 1918 et 1919) huile sur toile (100 × 100 cm)[636]
- W1882 Bassin aux nymphéas (entre 1918 et 1919) huile sur toile (73 × 105 cm)[637]
- W1888 Le Bassin aux nymphéas (entre 1917 et 1919) huile sur toile (130 × 120 cm)[638]
- W1902 Nymphéas (entre 1917 et 1919) huile sur toile (100 × 300 cm)[639]
- W1903 Glycines (entre 1919 et 1920) huile sur toile (100 × 300 cm) inv. 5123[640]
- W1904 Glycines (entre 1919 et 1920) huile sur toile (100 × 300 cm) inv. 5124[641]
- W1924 Le Pont japonais (entre 1918 et 1924) huile sur toile (89 × 100 cm) inv. 5091[642]
- W1923 Le Pont japonais (entre 1918 et 1924) huile sur toile (89 × 100 cm) inv. 5092[643]
- W1928 Le Pont japonais (entre 1918 et 1924) huile sur toile (89 × 100 cm) inv. 5093[644]
- W1927 Le Pont japonais (entre 1918 et 1924) huile sur toile (89 × 100 cm) inv. 5094[645]
- W1933 Le Pont japonais (entre 1918 et 1924) huile sur toile (89 × 116 cm)[646]
- W1934 L'Allée des rosiers, Giverny (entre 1920 et 1922) huile sur toile (89 × 100 cm)[647]
- W1937 L'Allée des rosiers (entre 1920 et 1922) huile sur toile (90 × 92 cm)[648]
- W1938 L'Allée des rosiers (entre 1920 et 1922) huile sur toile (92 × 89 cm)[649]
- W1939 L'Allée des rosiers (entre 1920 et 1922) huile sur toile (81 × 100 cm)[650]
- W1943 Saule pleureur (entre 1921 et 1922) huile sur toile (116 × 89 cm)[651]
- W1944 La Maison de l'artiste vue du jardin aux roses (entre 1922 et 1924) huile sur toile (89 × 92 cm)[652]
- W1945 La Maison vue du jardin aux roses (entre 1922 et 1924) huile sur toile (81 × 93 cm)[653]
- W1946 La Maison vue du jardin aux roses (entre 1922 et 1924) huile sur toile (81 × 92 cm)[654]
- W1947 La Maison vue du jardin aux roses (entre 1922 et 1924) huile sur toile (89 × 100 cm)[655]
- W1952 Le Jardin à Giverny (entre 1922 et 1926) huile sur toile (93 × 74 cm)[656]
- W1837 Iris jaunes et mauves (entre 1924 et 1925) huile sur toile (106 × 155 cm)[657]
- W1839 Les Iris jaunes (entre 1924 et 1925) huile sur toile (130 × 152 cm)[658]
- W1841 Iris (entre 1924 et 1925) huile sur toile (105 × 73 cm)[659]
- W1963 Les Roses (entre 1925 et 1926) huile sur toile (130 × 200 cm)[660]

Paris, musée de l'Orangerie
- W370 Argenteuil (1875) huile sur toile (56 × 67 cm)[661]
- Les Grandes Décorations (vers 1915-26):
  - Première salle : Le Bassin aux nymphéas sans saules
    - Soleil couchant (200 × 600 cm)[662]
    - Les Nuages (200 × 1 275 cm)[663]
    - Reflets verts (200 × 850 cm)[664]
    - Matin (200 × 1 275 cm)[665]

  - Deuxième salle: Le Bassin aux nymphéas avec saules
    - Reflets d'arbres (200 × 850 cm)[666]
    - Le Matin aux saules (200 × 1 275 cm)[667]
    - Les Deux Saules (200 × 1 700 cm)[668]
    - Le Matin clair aux saules (200 × 1 275 cm)[669]

Paris, musée d'Orsay
- W6 Coin d'atelier (vers 1861) huile sur toile (180 × 130 cm)[670]
- W16 Cour de ferme en Normandie (vers 1863) huile sur toile (65,2 × 81,5 cm)[671]
- W14 Nature morte: le quartier de viande (vers 1864) huile sur toile (24 × 33 cm)[672]
- W56 Le Pavé de Chailly (vers 1865) huile sur toile (43,5 × 59,3 cm)[673]
- W63/1 Le Déjeuner sur l'herbe (entre 1865 et 1866) huile sur toile (418 × 150 cm)[674]
- W63/2 Le Déjeuner sur l'herbe (entre 1865 et 1866) huile sur toile (248,7 × 218 cm)[675]
- W67 Femmes au jardin (vers 1866) huile sur toile (255 × 205 cm)[676]
- W50 La Charrette. Route sous la neige à Honfleur (vers 1867) huile sur toile (65 × 93 cm)[677]
- W122 Madame Louis Joachim Gaudibert (1868) huile sur toile (216,5 × 138,5 cm)[678]
- W127 Grosse mer à Étretat (entre 1868 et 1869) huile sur toile (66,2 × 130,5 cm)[679]
- W133 La Pie (entre 1868 et 1869) huile sur toile (89 × 130 cm)[680]
- W153 Train dans la campagne (vers 1870) huile sur toile (50 × 65,3 cm)[681]
- W155 Hôtel des Roches Noires, à Trouville (1870) huile sur toile (81 × 58 cm)[682]
- W163 Méditation. Madame Monet au canapé (vers 1871) huile sur toile (48,2 × 74,5 cm)[683]
- W183 Zaandam (1871) huile sur toile (47,8 × 73 cm)[684]
- W203 Lilas, temps gris (entre 1872 et 1873) huile sur toile (50,2 × 65,2 cm)[685]
- W206 Le Ruisseau de Robec (1872) huile sur toile (50 × 65 cm)[686]
- W207 Chasse-marée à l'ancre (entre 1871 et 1872) huile sur toile (48 × 75 cm)[687]
- W220 Vue de plaine à Argenteuil, coteaux de Sannois (1872) huile sur toile (53 × 72 cm)[688]
- W225 Le Bassin d'Argenteuil (vers 1872) huile sur toile (60 × 81 cm)[689]
- W227 Bateaux de plaisance (entre 1872 et 1873) huile sur toile (49,2 × 65 cm)[690]
- W230 Argenteuil (1872) huile sur toile (50 × 65,3 cm)[691]
- W233 Régates à Argenteuil (vers 1872) huile sur toile (48 × 75,3 cm)[692]
- W237 Carrières-Saint-Denis (1872) huile sur toile (61 × 81 cm)[693]
- W242 La Gare d'Argenteuil (vers 1872) huile sur toile (48 × 72 cm)[694]
- W274 Coquelicots (1873) huile sur toile (50 × 65,3 cm)[695]
- W285 Le Déjeuner: panneau décoratif (vers 1873) huile sur toile (160 × 201 cm)[696]
- W311 Le Pont d'Argenteuil (1874) huile sur toile (60,3 × 80 cm)[697]
- W319 Le Pont du chemin de fer à Argenteuil (entre 1873 et 1874) huile sur toile (54 × 71 cm)[698]
- W339 Les Barques. Régates à Argenteuil (vers 1874) huile sur toile (60,5 × 105 cm)[699]
- W364 Les Déchargeurs de charbon (vers 1875) huile sur toile (54 × 65,5 cm)[700]
- W365 Un coin d'appartement (1875) huile sur toile (81,5 × 60 cm)[701]
- W403 Les Tuileries (vers 1876) huile sur bois, étude (50 × 75,5 cm)[702]
- W415 Les Dindons (1877) huile sur toile (174 × 172,5 cm)[703]
- W438 La Gare Saint-Lazare (1877) huile sur toile (75 × 105 cm)[704]
- W469 La Rue Montorgueil, à Paris. Fête du 30 juin 1878 (1878) huile sur toile (81 × 50 cm)[705]
- W492 Chrysanthèmes (1878) huile sur toile (54,3 × 65,2 cm)[706]
- W505 Église de Vétheuil (1879) huile sur toile (65,5 × 50,5 cm)[707]
- W506 Effet de neige à Vétheuil (entre 1879 et 1880) huile sur toile (52,5 × 71 cm)[708]
- W526 Paysage. Vétheuil (1879) huile sur toile (60 × 73,5 cm)[709]
- W528 La Seine à Vétheuil, effet de soleil après la pluie ou Vétheuil, vu de Lavacourt (1879) huile sur toile (60,5 × 81,5 cm)[710]
- W532 La Seine à Vétheuil (entre 1879 et 1880) huile sur toile (43,5 × 70,5 cm)[711]
- W543 Camille sur son lit de mort (1879) huile sur toile (90 × 68 cm)[712]
- W555 Le Givre (1880) huile sur toile (60,5 × 99,5 cm)[713]
- W567 Les Glaçons (1880) huile sur toile (60,5 × 99,5 cm)[714]
- W828 Étretat: la plage et la porte d'amont (1883) huile sur toile (66 × 81,2 cm)[715]
- W857 Les Villas à Bordighera (1884) huile sur toile (116,5 × 136,5 cm)[716]
- W1067 Champs de tulipes en Hollande (1886) huile sur toile (65,5 × 81,5 cm)[717]
- W1076 Essai de figure en plein-air: Femme à l'ombrelle tournée vers la droite (1886) huile sur toile (130,5 × 89,3 cm)[718]
- W1077 Essai de figure en plein-air: Femme à l'ombrelle tournée vers la gauche (1886) huile sur toile (131 × 88,7 cm)[719]
- W1100 Les Rochers de Belle-Ile, la Côte Sauvage (1886) huile sur toile (65,5 × 81,5 cm)[720]
- W1116 Tempête, côtes de Belle-Ile (1886) huile sur toile (65,4 × 81,5 cm)[721]
- W1151 En norvégienne (1887) huile sur toile (97,5 × 130,5 cm)[722]
- W1263 La Seine à Port-Villez (vers 1890) huile sur toile (65,5 × 92,5 cm)[723]
- W1266 Meules, fin de l'été (1891) huile sur toile (60,5 × 100,8 cm)[724]
- W1302 Effet de vent, série des Peupliers (1891) huile sur toile (100 × 74 cm)[725]
- W1319 La Cathédrale de Rouen. Le portail vu de face (1892) huile sur toile (107 × 74 cm)[726]
- W1321 La Cathédrale de Rouen. Le portail, temps gris (1892) huile sur toile (100,2 × 65,4 cm)[727]
- W1346 La Cathédrale de Rouen. Le portail et la tour Saint-Romain, effet du matin (1893) huile sur toile (106,5 × 73,2 cm)[728]
- W1355 La Cathédrale de Rouen. Le portail, soleil matinal (1893) huile sur toile (92,2 × 63 cm)[729]
- W1360 La Cathédrale de Rouen. Le portail et la tour Saint-Romain, plein soleil (1893) huile sur toile (107 × 73,5 cm)[730]
- W1415 Le Mont Kolsaas en Norvège (1895) huile sur toile (65,5 × 100,5 cm)[731]
- W1430 Falaise de Fécamp (1897) huile sur toile (65 × 100 cm)[732]
- W1470 Sur la Falaise de Dieppe (1897) huile sur toile (65 × 92 cm)[733]
- W1487 Bras de Seine près de Giverny (1897) huile sur toile (73,2 × 93 cm)[734]
- W1515 Le Bassin aux nymphéas, harmonie verte (1899) huile sur toile (89,5 × 92,5 cm)[735]
- Le Pont de Waterloo à Londres (vers 1899) pastel sur papier beige rosé (31,3 × 48,5 cm)[736]
- W1624 Le Jardin de l'artiste à Giverny (1900) huile sur toile (81,6 × 92,6 cm)[737]
- W1629 Le Bassin aux nymphéas, harmonie rose (1900) huile sur toile (90 × 100,5 cm)[738]
- W1644 Vétheuil, soleil couchant (vers 1900) huile sur toile (90 × 93 cm)[739]
- W1610 Londres, le Parlement, trouée de soleil dans le brouillard (1904) huile sur toile (81,5 × 92,5 cm)[740]
- W1853 Nymphéas bleus (entre 1916-1919) huile sur toile (204 × 200 cm)[741]
- W1942 Saule pleureur (entre 1920 et 1922) huile sur toile (110 × 100 cm)[742]

Paris, le Petit Palais, musée des Beaux-Arts de la Ville
- W576 Soleil couchant sur la Seine à Lavacourt, effet d'hiver (1880) huile sur toile (100 × 150 cm)[743]

Paris, musée Rodin
- W1110 Belle-Île (1886) huile sur toile (65 × 85,5 cm)[744]

Reims, musée des Beaux-Arts
- W1107 Les Rochers de Belle-Île (1886) huile sur toile (65,6 × 81,5 cm)[745]
- W1220 Les Ravins de la Creuse (1889) huile sur toile (65,5 × 81,5 cm)[746]

Rouen, musée des Beaux-Arts
- W7 Nature morte au faisan (vers 1861) huile sur toile (76 × 62,5 cm)[747]
- W145 Neige au soleil couchant (1869) huile sur toile (43,4 × 65,3 cm)[748]
- W470 Rue Saint Denis, fête du 30 juin 1878 (1878) huile sur toile (73,5 × 52,5 cm)[749]
- W537 La Seine à Vétheuil (1879) huile sur toile (80,3 × 60 cm)[750]
- W619 Blanche Hoschedé enfant (1880) huile sur toile (46 × 38 cm)[751]
- W669 Les Coteaux près de Vétheuil (1881) huile sur toile marouflée sur bois  (14,4 × 22,1 cm)[752]
- W670 Le Village de Vétheuil (vers 1881) huile sur toile (33 × 39,5 cm avec cadre)[753]
- W671 La Seine, vue des hauteurs de Chantemesle (1881) huile sur toile marouflée sur bois  (14,4 × 22,5 cm)[754]
- W999 Champ de coquelicots, environs de Giverny (1885) huile sur toile (65,5 × 81 cm)[755]
- W1315 Vue générale de Rouen (1892) huile sur toile (65 × 100 cm)[756]
- W1345 La Cathédrale de Rouen. Le portail et la tour d'Albane; temps gris (1893) huile sur toile (100,5 × 73,5 cm)[757]
- W1370 La Seine à Port-Villez; brume sur la Seine (1894) huile sur toile (65 × 100 cm)[758],[759]

Saint-Étienne, musée d'Art moderne et contemporain de Saint-Étienne Métropole
- W1701 Nymphéas (1907) huile sur toile (diamètre 80,7 cm)[760]

Strasbourg, musée d'Art moderne et contemporain
- W1258 Champ d'avoine aux coquelicots (vers 1890) huile sur toile (65 × 92 cm)[761]

Toulouse, fondation Bemberg
- W142 Portrait de Jean Monet en bonnet à pompon (1869) huile sur toile (41 × 34 cm)[762]

Tours, musée des Beaux-Arts
- W486 Un bras de la Seine près de Vétheuil (1878) huile sur toile (57 × 72 cm)[763]
- W707 Dieppe (1882) huile sur toile (60 × 73 cm) (exposition avant vente aux enchères le 6 juin 2021)[764]

Tourcoing, MUba Eugène-Leroy
- W1843 Portrait de l'artiste (1917) huile sur toile (70,5 × 55 cm)[765]

Vernon, musée Alphonse-Georges Poulain
- W1425 Falaise à Pourville, effet de soleil couchant (vers 1896) huile sur toile[766]
- W1724 Nymphéas (1908) huile sur toile (diamètre 81 cm)[767]

## Grèce

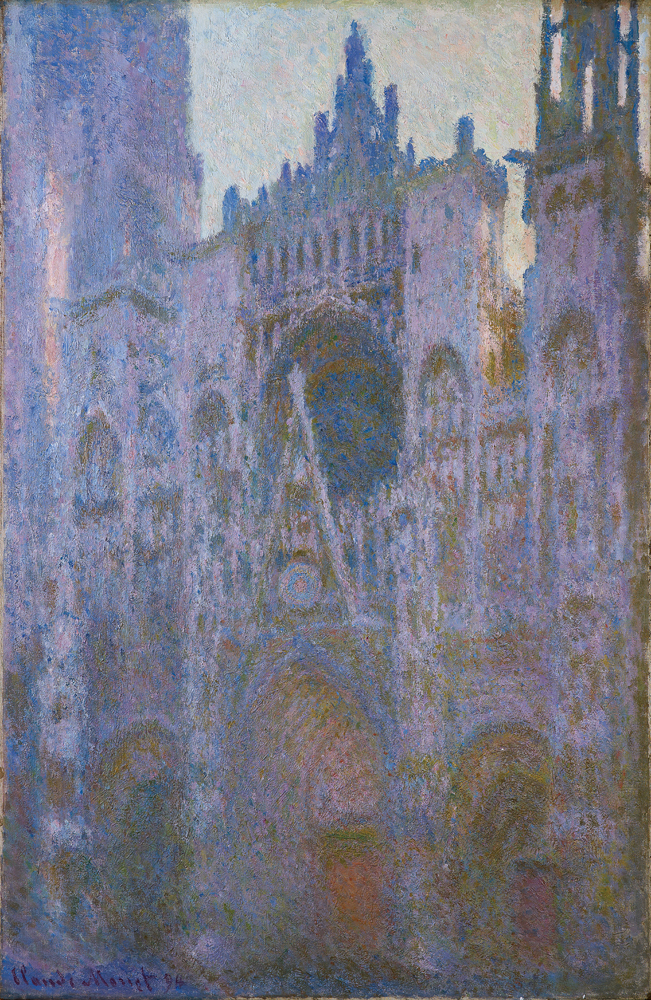
La Cathédrale de Rouen, le matin, dominante rose, au musée d'Art contemporain Goulandris

La création de la fondation Basil et Elise Goulandris et l'ouverture en 2019 du musée exposant leur collection, permet dorénavant l'accès à une Cathédrale de Rouen.
Athènes, musée d'Art contemporain de la fondation Basil et Elise Goulandris
- W1353 La Cathédrale de Rouen le matin (dominante rose) (1894) huile sur toile (100,3 × 65,5 cm)[769]

## Hongrie
Le premier Monet à intégrer un musée en Hongrie est "Les Pruniers en fleurs à Vétheuil" en 1912.
Budapest, Szépmüvészeti Múzeum
- W154 L'Entrée du port de Trouville (1870) (54 × 66 cm)[770]
- W520 Les Pruniers en fleurs à Vétheuil (1879) (64,5 × 81 cm)
- W1029 Trois Bateaux de pêche (1885) (73 × 92 cm)

## Irlande

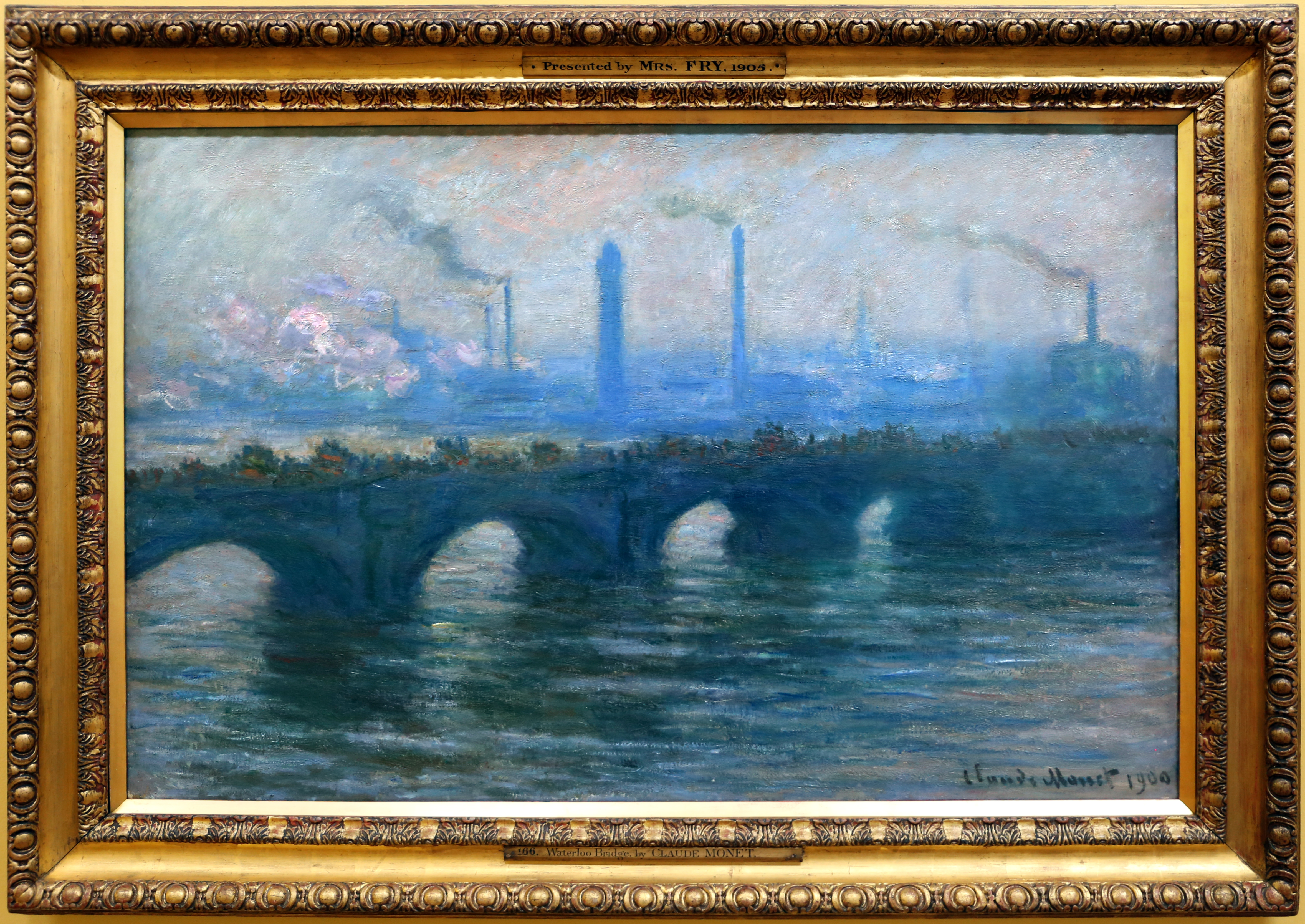
Le Pont Waterloo, temps couvert, à la Dublin City Gallery, The Hugh Lane

"Le Pont de Waterloo, temps couvert" est acheté par Hugh Lane auprès de Durand-Ruel en 1905 en vue de la création du musée qui porte son nom aujourd'hui.
Dublin City Gallery, The Hugh Lane
- W511 Lavacourt, soleil et neige (1881) huile sur toile (59,7 × 80,6 cm)[771]
- W1556 Le Pont de Waterloo, temps couvert (1900) huile sur toile (65 × 100 cm)[772],[773]

Dublin, National Gallery of Ireland
- W331 La Seine près d'Argenteuil (1874)  (55 × 65 cm)[774]

## Israël

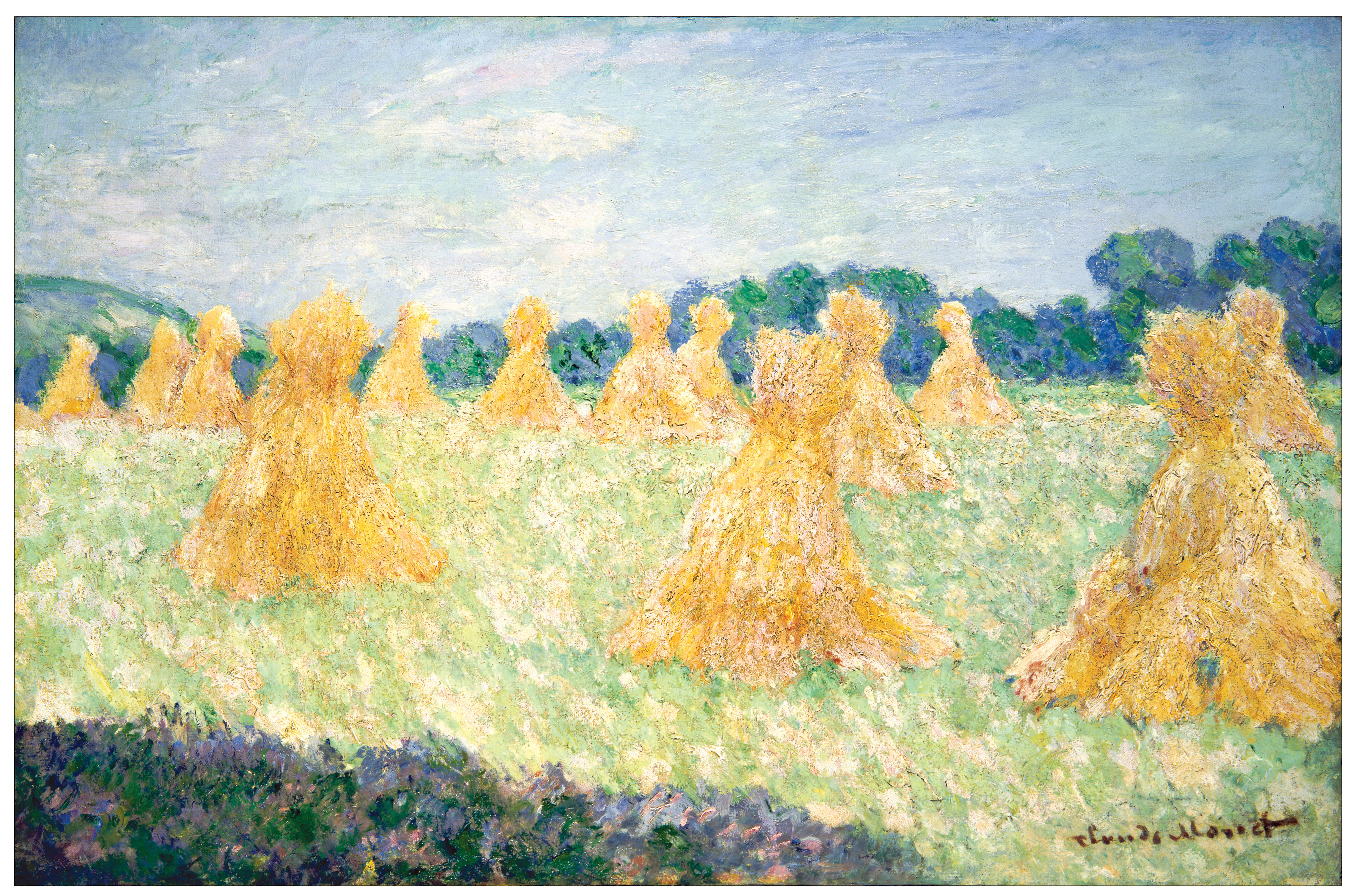
Les Demoiselles de Giverny, effet de soleil, au musée d'Israël à Jerusalem

"Les Demoiselles de Giverny, effet de soleil" est en 1961 au Bezalel National Art museum, issu de l'École des Beaux-Arts du même nom, avant que ne soit créé le musée d'Israël en 1965.
Jérusalem, musée d'Israël
- Près d'Étretat (vers 1868) pastel sur papier (20,7 × 40,5 cm)[775]
- W1019 La Falaise d'Aval, Étretat (1885) huile sur toile (65,5 × 91,7 cm)[776]
- W1384 Les Demoiselles de Giverny, effet de soleil (1894) huile sur toile (65 × 99,5 cm)[777]
- W1710 Bassin aux nymphéas (1907) huile sur toile (101,5 × 72 cm)[778]

Tel Aviv, musée d'Art
- W1216 La Meule à Giverny (1889) huile sur toile (65 × 81,5 cm)[779]

## Italie

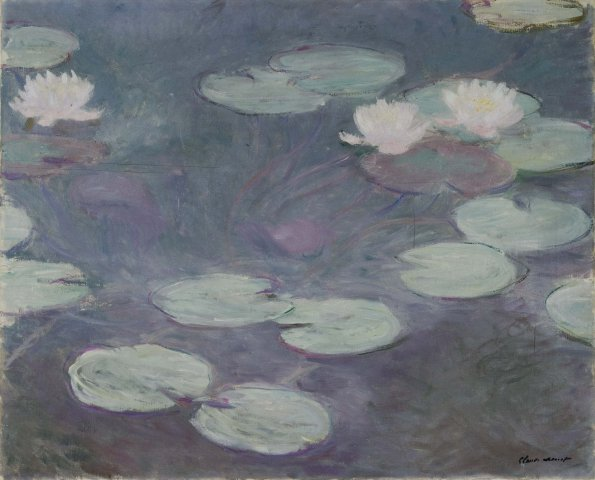
Nymphéas roses, à la galleria nazionale d'Arte moderna e contemporanea, Rome

"Nymphéas roses", un des tableaux précurseurs de la série des Nymphéas, est acquis par la Galerie nationale d'Art moderne et contemporain de Rome en 1962.
Rome, galleria nazionale d'Arte moderna e contemporeana
- W1507 Nymphéas roses (1897-1899) huile sur toile (81 × 100 cm)[780]

## Japon

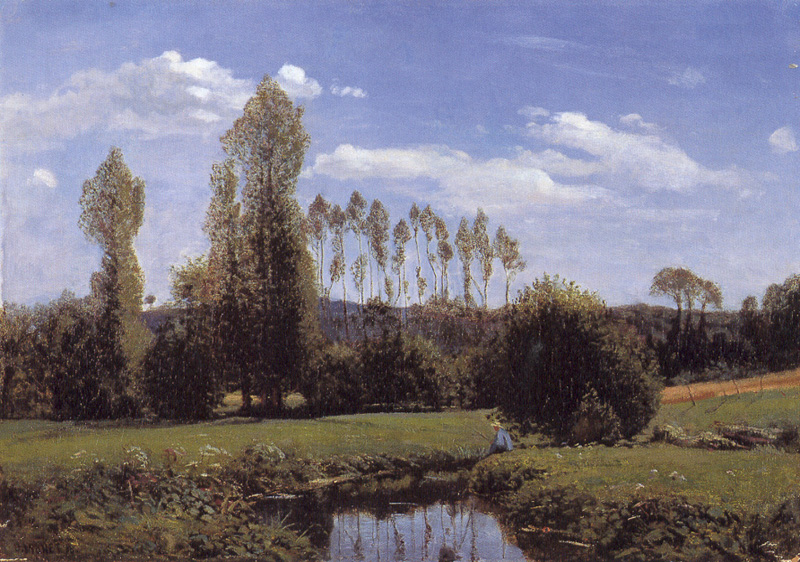
Vue prise à Rouelles, le premier tableau dans la chronologie établie par D.Wildenstein, est visible au Marunuma Art Park d'Asaka

Près d'une trentaine de musées japonais exposent des Monet. La place des collections acquises par des entreprises est importante (Pola cosmetics, Bridgestone, Yoshino gypsum, Asahi beer, DIC). D'autres sont constituées par des fondations et des collectivités locales (préfectures, municipalités).
Asaka, Marunuma Art park
- W1 Vue prise à Rouelles (1858) huile sur toile (46 × 65 cm)[781]

Fukushima, musée d'Art de la préfecture
- W1247 Prairie à Giverny (1890) huile sur toile[782]

Gunma, musée d'Art moderne
- W1794 Nymphéas (1914-1917) (131 × 95 cm)[783]

Hachiōji, musée d'Art Murauchi
- W907 Étretat, la plage et la falaise d'aval (1884) (60 × 73 cm)
- W1523 Charing Cross Bridge (1899) huile sur toile (65 × 92 cm)

Hachiōji, musée municipal
- W838 Effet de soleil couchant sur la Seine à Port-Villez (1883) (73 × 92 cm)

Hakone, musée d'Art Pola
- W213 Le Convoi de chemin de fer (1872) huile sur toile (48,1 × 75 cm)[784]
- W232 Argenteuil vue depuis le Petit Bras de la Seine (1872) huile sur toile (51,3 × 65,9 cm)[785]
- W379 La Promenade (1875) huile sur toile (59,4 × 80,4 cm)[786]
- W445 Les Voies à la sortie de la gare Saint-Lazare (1877) huile sur toile (60,5 × 81,1 cm)[787]
- W453 Argenteuil, la berge en fleurs (1877) huile sur toile (53,8 × 65,1 cm)[788]
- W461 L'Île de la Grande Jatte (1878) huile sur toile (56,3 × 74,5 cm)[789]
- W574 Coucher de soleil sur la Seine, l'hiver (1880) huile sur toile (60,6 × 81,1 cm)[790]
- W695 Glaïeuls (1881) huile sur toile (100,4 × 41,5 cm)[791]
- W694 Glaïeuls (1881) huile sur toile (99,2 × 41,6 cm)[792]
- W797 Les Fonds de Varengeville (1882) huile sur toile (64,9 × 81 cm)[793]
- W902 Meules de foin à Giverny (1884) huile sur toile (66,1 × 81,3 cm)[794]
- W961 Hiver à Giverny (1885) huile sur toile (65,3 × 81,5 cm)[795]
- W1016 Coucher de soleil à Étretat (1885) huile sur toile (81,1 × 100,1 cm)[796]
- W1249 La Barque rose (1890) huile sur toile (135,3 × 176,5 cm)[797]
- W1328 Cathédrale de Rouen (1892) huile sur toile (100,4 × 65,4 cm)[798]
- W1511 Le Bassin aux nymphéas (1899) huile sur toile (88,6 × 91,9 cm)[799]
- W1599 Le Parlement de Londres, symphonie en rose (1900) huile sur toile (82 × 92,6 cm)[800]
- W1699 Nymphéas (1907) huile sur toile (93,3 × 89,2 cm)[801]
- W1763 Le Rio della Salute (1908) huile sur toile (100,2 × 65,2 cm)[802]

Hiroshima, musée d'Art
- Vue d'Amsterdam (1874) huile sur toile (60 × 72,6 cm)[803]
- W1479 Matinée sur la Seine (ou Matin sur la Seine) (1897) huile sur toile (82 × 93,5 cm)[803]

Izumi, musée des Beaux-Arts Kubosō
- W1713 Nymphéas (1907) (100 × 81 cm)[804]

Kagoshima, musée d'Art municipal
- W1506 Nymphéas (1897-98) huile sur toile (89 × 130 cm)[805]

Kitakyūshū, musée d'Art
- W1861 Nymphéas (1916-19) huile sur toile (130 × 197,7 cm)[806]

Kurashiki, musée d'Art Ōhara
- W994 Meules de foin (1885) huile sur toile (65,2 × 81,5 cm)[807]
- W1689 Nymphéas (vers 1906) huile sur toile (73 × 92,5 cm)[808]

Matsue, musée d'Art Shimane
- W1051 L'Aiguille et la porte d'aval (1886) huile sur toile (65 × 81 cm)[809]

Mito, Ibaraki, musée d'Art moderne
- W1114 Grotte de Port-Domois (1886) (65 × 81 cm)

Naoshima, musée d'Art de Chichū
- Bassin des Nymphéas (vers 1915-26)[810]
- W1817 Nymphéas, bouquet d'herbes (1914-17)[810]
- Nymphéas (1914-17)[810]
- W1857 Nymphéas, réflets de saule pleureur (1916-19)[810],[811]
- W1896 Le Bassin aux nymphéas (1917-19) (100 × 200 cm)[810],[812]

Niigata, musée d'Art préfectoral
- W256 La Plaine de Colombes, gelée blanche (1873) (55 × 73 cm)

Ōyamazaki, Asahi Group Oyamazaki Villa Museum of Art
- W830 Matin à Étretat (1883) huile sur toile (65 × 81 cm)[813]
- W1690 Nymphéas (1906-07) huile sur toile (90 × 93 cm)[813]
- W1793 Nymphéas (1914-17) huile sur toile (152 × 200 cm)[813]
- W1802 Nymphéas (1914-17) huile sur toile (200 × 200 cm)[813]
- W1926 Le Pont japonais (1918-24) huile sur toile (89 × 93 cm)[813]

Sakura, musée d'Art du mémorial Kawamura DIC
- W1706 Nymphéas (1907) huile sur toile (92,5 × 73,5 cm)[814]

Saitama, musée d'Art moderne
- W1213 Les Meules à Giverny, soleil couchant (1888) (65 × 92 cm)

Shizuoka, musée d'Art municipal
- W218 La Seine à Rouen (1872) huile sur toile (49,5 × 77,5 cm)[815]

Tochigi, musée préfectoral des Beaux-Arts
- W39a La Plage de Sainte-Adresse (1864) huile sur toile (30,6 × 69,5 cm)[816]

Tokyo, musée Artizon
- W251 Inondation à Argenteuil (1872-1873) (54 × 73 cm)[817]
- W322 Argenteuil (1874) (42 × 70 cm)[818]
- W1112 Belle-Île, effet de pluie (1886) (60 × 73 cm)[819]
- La Tamise dans le brouillard (1901) pastel[820]
- W1658 Nymphéas (1903) (81 × 100 cm)[821]
- W1715 Nymphéas (1907) (100 × 73 cm)[822]
- W1769 Crépuscule à Venise (vers 1908) (73 × 92 cm)[823]
- La Seine (non daté) huile sur toile[824]

Tokyo, musée d'Art Fuji
- W644 Bateau échoué (1881) huile sur toile (82 × 60 cm)[825]
- W787 Plage et falaises de Pourville, effet du matin (1882) huile sur toile (59 × 71 cm)[826]
- W1731 Nymphéas (1908) huile sur toile (101 × 90 cm)[827]

Tokyo, musée d'Art Matsuoka
- W93a Promeneurs sur la falaise de Sainte-Adresse (1867) huile sur toile (54 × 79 cm)
- W128 Chemin de Normandie (1868-1869) huile sur toile (81 × 60 cm)
- W827a Effet de vagues à Étretat (1883) (60 × 73 cm)

Tokyo, musée national de l'Art occidental
- W29 La Route de la ferme Saint-Siméon (1864) huile sur toile (81,6 × 46,4 cm)[828]
- W351 Neige à Argenteuil (1875) huile sur toile (55,5 × 65 cm)[829]
- W582 La Route de la Roche-Guyon (1880) huile sur toile (60,5 × 73 cm)[830]
- W1134 Pêcheurs sur le bord de l'Epte (1887) huile sur toile (81 × 100 cm)[831]
- W1140 Jardin de pivoines (1887) huile sur toile (65,3 × 100 cm)[832]
- W1152 Dans la Barque (1887) huile sur toile (145,5 × 133,5 cm)[833]
- D 443 La Mer à Belle-Île (1890-91) fusain sur papier (23,4 × 31,5 cm)[834]
- D 444 Meules (1890-91) fusain sur papier (23,3 × 29,2 cm)[835]
- W1305 Peupliers au soleil (1891) huile sur toile (93 × 73,5 cm)[836]
- W1444 Mer agitée à Pourville (1897) huile sur toile (73,5 × 101 cm)[837]
- W1499 Matin sur la Seine (1898) huile sur toile (73 × 91,5 cm)[838]
- W1525 Charing Cross Bridge, Londres (vers 1902) huile sur toile (65,3 × 100 cm)[839]
- W1594 Le Pont de Waterloo à Londres (1902) huile sur toile (65,7 × 100,5 cm)[840]
- W1648 Vétheuil (1902) huile sur toile (90 × 93 cm)[841]
- W1800 Nymphéas (1916) huile sur toile (200,5 × 201 cm)[842]
- W1826 Iris jaunes (1914-17) huile sur toile (200 × 101 cm)[843]
- W1971 Nymphéas, reflets de saules pleureurs (1916) huile sur toile (199,3 × 424,4 cm)[844]

Tokyo, Fondation artistique Yoshino Gypsum
- W595 Vétheuil vu de l'Île Saint-Martin (1880) huile sur toile (60,4 × 79,4 cm)[845]

- W843 Vue de l'église de Vernon (1883) huile sur toile (65 × 81 cm)[845]

- W1198 Prairie à Limetz près de Giverny (1888) huile sur toile (65 × 92 cm)[845]
- Femme à l'ombrelle (1890-1891) crayon noir sur papier (30,5 × 23,5 cm)[845]

- W1536 Charing Cross Bridge, la Tamise (1903) huile sur toile (73 × 100 cm)[845]

(voir aussi dépôts au musée d'Art de Yamagata)
Tsu, musée d'Art de la préfecture de Mie
- W1237 Le Village de La Roche-Blond au soleil couchant (1889) (73 × 92 cm)

Yamagata, musée d'Art
- W750 Sous-bois dans la forêt de Saint-Germain (1882) huile sur toile (81 × 65 cm)[846]
- W1691 Nymphéas (1906) huile sur toile (81 × 92 cm)[847]

## Lettonie

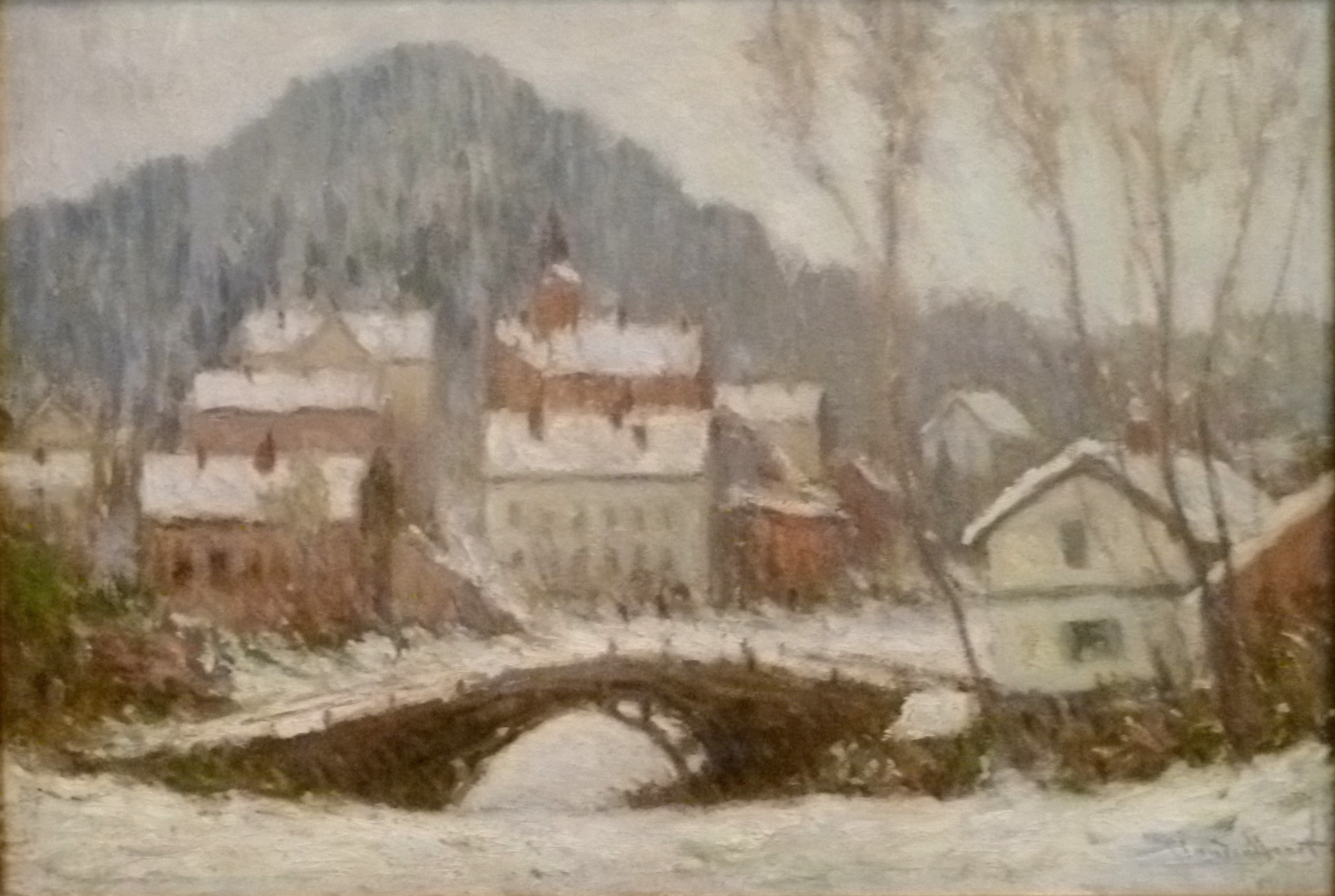
Village de Sandvika, au musée des Arts étrangers (ou de la Bourse) à Riga

"Village de Sandviken" est présent dans les collections du musée de Riga depuis l'époque soviétique.
Riga, Mākslas Muzejs Rīgas Birža
- W1398a Village de Sandviken (1895) huile sur toile (37 × 52 cm)[848]

## Mexique
L'ouverture du musée Soumaya en 2011, dont le fonds est issu de la collection de Carlos Slim Helú, permet l'accès du public à deux Monet.
Mexico, museo Soumaya
- W836 Paysage à Port-Villez (1883) huile sur toile (65 × 81,5 cm)[850]
- W1123 Paysage à Giverny (1887) huile sur toile (65 × 92 cm)[850]

## Norvège

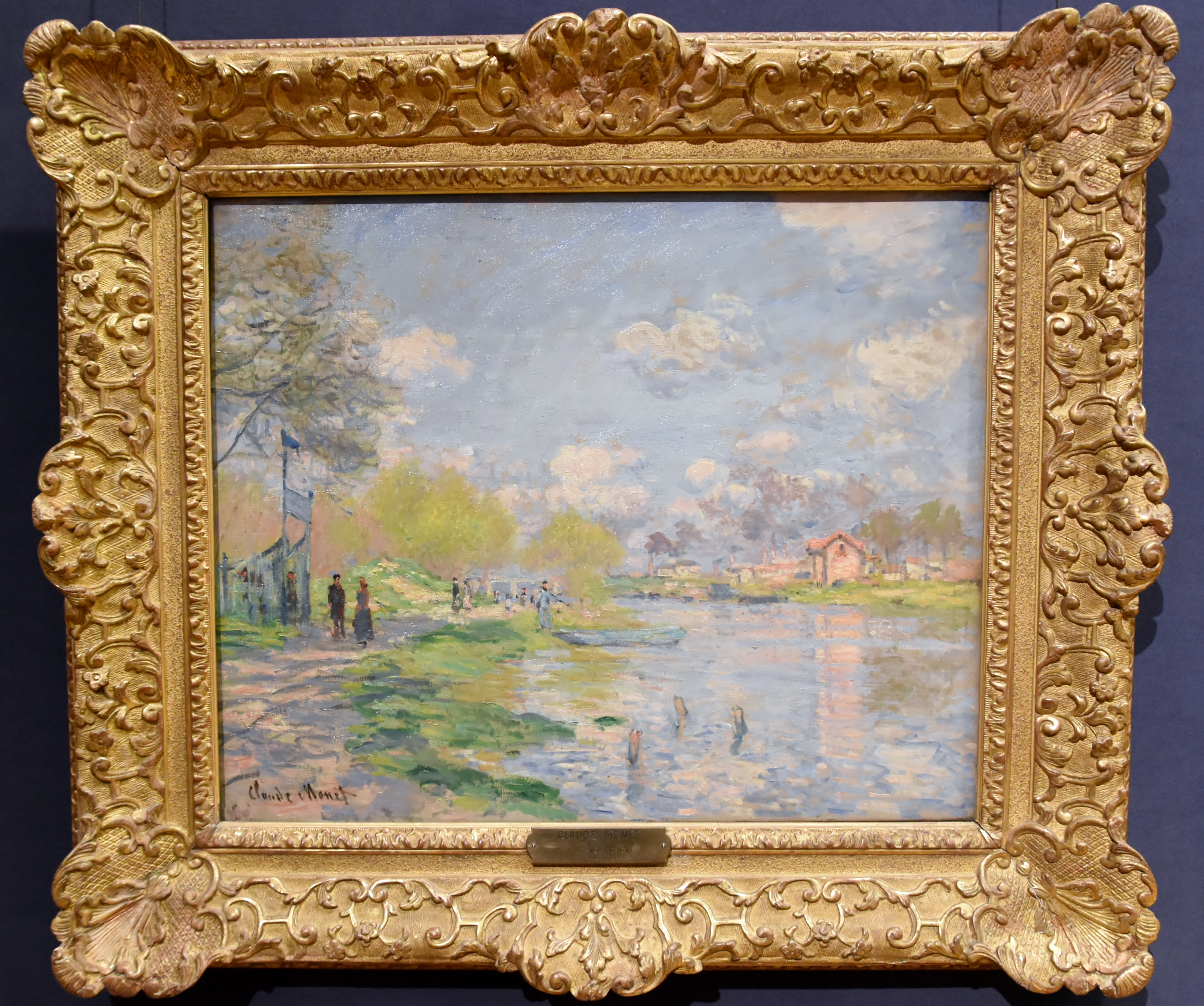
Printemps sur le bord de la Seine, au musée national d'Oslo

Étretat, la pluie, acquis en 1890 par le musée de Kristiania, est la toute première œuvre du peintre à intégrer une collection publique. Printemps sur l'Île de la Grande Jatte est présent dans les collections du musée national depuis 1919.
Oslo, Nasjonalmuseet
- W459 Printemps sur le bord de la Seine ou Printemps sur l'île de la Grande Jatte (1878) huile sur toile (50,3 × 61,8 cm) acquis en 1919[853],[854]
- W1044 Étretat, la pluie (1886) huile sur toile (60,7 × 73,7 cm)[855]

## Pays-Bas

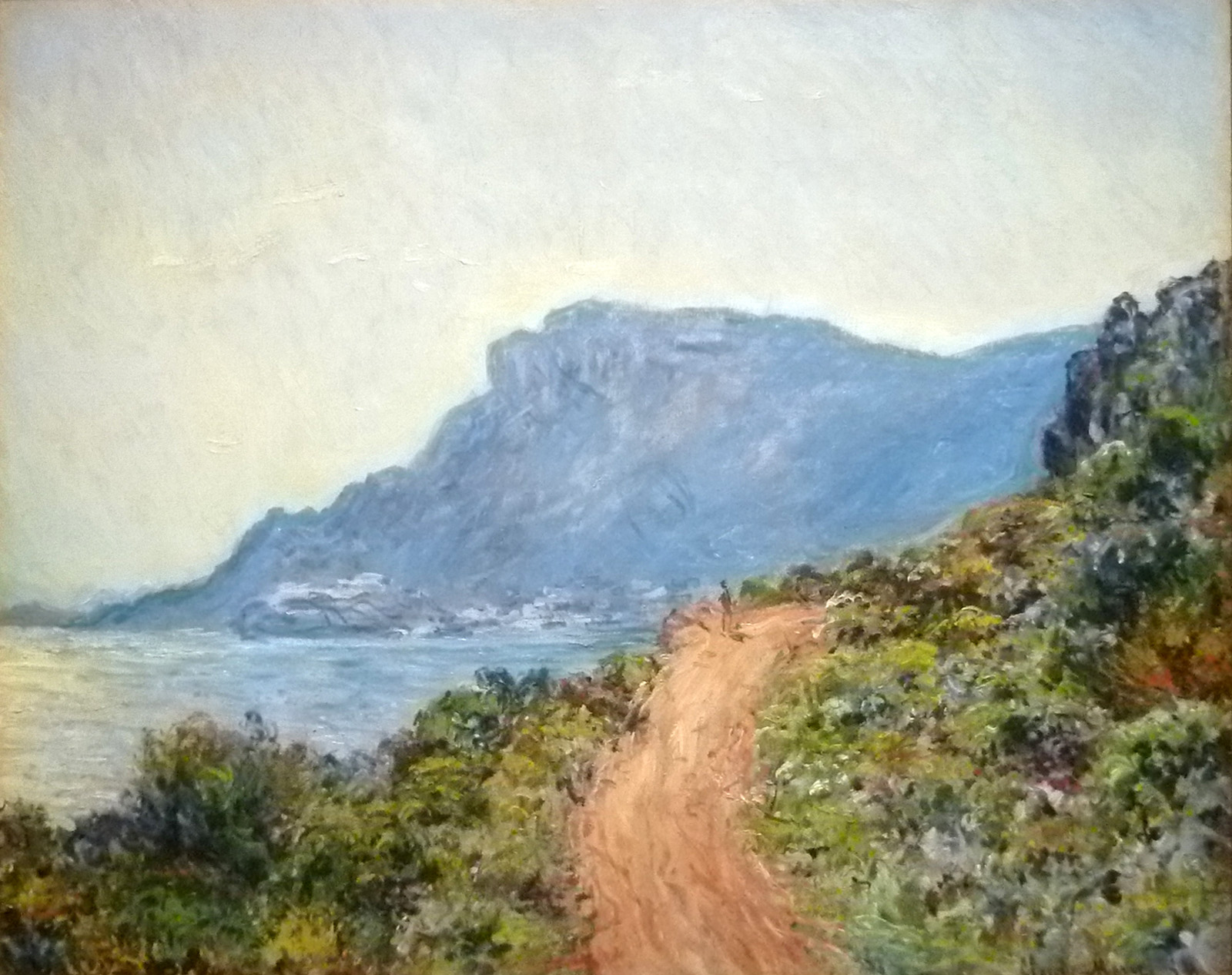
La Corniche près de Monaco, au Rijksmuseum

"La Corniche près de Monaco" est le Monet le plus anciennement exposé aux Pays-Bas (1900, au Rijksmuseum). Principalement consacré à Van Gogh, le musée Van Gogh est doté de 4 Monet. Ouvert en 1998, le Zaans museum de Zaandam, expose un tableau réalisé lors du séjour dans la ville en 1871.
Amsterdam, Rijksmuseum
- W890 La Corniche près de Monaco (1884) huile sur toile (75 × 94 cm)[857]
- Fleurs (non daté) huile sur panneau (91 × 48 cm)[858]

Amsterdam, Stedelijk museum
- W1959 La Maison à travers les roses (1925-26) huile sur toile (66 × 82 cm)[859]

Amsterdam, Van Gogh museum
- W23 Bord de mer (vers 1864) huile sur panneau (53 × 80,4 cm)[860]
- W181 Moulins près de Zaandam (1871) huile sur panneau (48,3 × 74,2 cm)[861]
- W304 Vue d'Amsterdam (1874) huile sur panneau (50,3 × 68,5 cm)[862]
- W1068 Champs de fleurs et moulins tulipes près de Leyde (1886) huile sur panneau (66 × 81,5 cm)[863]

Enschede, Rijksmuseum Twenthe
- W788 Falaises près de Pourville (1882) huile sur toile (60,4 × 80,9 cm)[864]

La Haye, Kunstmuseum
- W83 Le Quai du Louvre (vers 1867) huile sur toile (65,1 × 92,6 cm)[865]
- W768 Parc de pêche à Pourville (1882) huile sur toile (60 × 81,5 cm)[866]
- W1908 Glycines (1917-1920) huile sur toile (150,5 × 200,5 cm)[867]

Otterlo, Kröller-Müller museum
- W192 Portrait de Mademoiselle Guurtje van de Stadt (1871) huile sur toile (73,2 × 40 cm)[868]
- W323 Le Bateau-Atelier (1874) huile sur toile (50,2 × 65,5 cm)[869]

Rotterdam, museum Boijmans Van Beuningen
- W477 La Seine près de Vétheuil (1878) huile sur toile (62 × 83 cm)[870]
- W579 Printemps à Vétheuil (1880) huile sur toile (60,5 × 80,5 cm)[871]
- W677 Champ de coquelicots (1881) huile sur toile (58 × 79 cm)[872]
- W732 La Maison du pêcheur, Varengeville (1882) huile sur toile (58 × 71,5 cm)[873]
- W848 Vase de pavots (1883) huile sur toile (98 × 60 cm)[874]

Zaandam, Zaans museum
- W175 Vue de la Voorzaan et de la Westerhem (1871) huile sur toile (39,2 × 71,5 cm)[875]

## Pologne

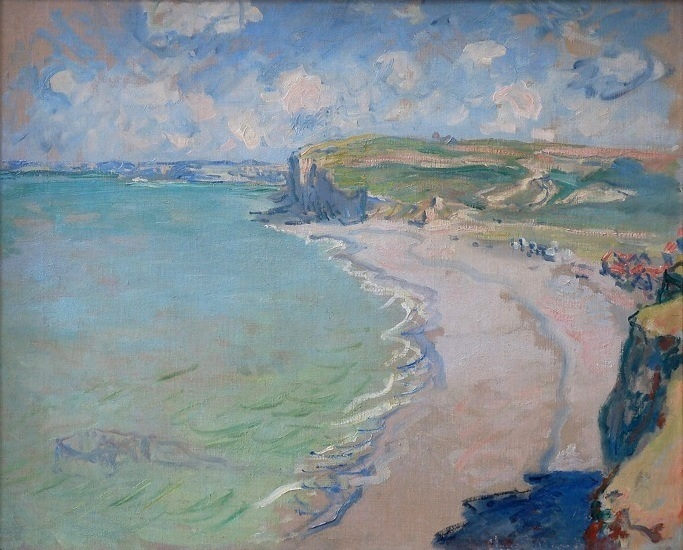
La Plage de Pourville, au musée national de Posnan

Acquis alors que Posnan est en Allemagne, "La Plage de Pourville" reste dans le musée de la ville devenu ensuite musée national polonais. Volé en 2000, il est retrouvé en 2010 et réintégre ensuite la collection.
Posnan, Muzeum Narodowe
- W807 La Plage de Pourville (1882) (60 × 73 cm) acquis en 1906[1]

## Portugal
La création de la fondation Calouste Gulbenkian et l'ouverture du musée exposant sa collection en 1969, permet l'accès à trois Monet.
Lisbonne, museu Calouste Gulbenkian
- W116 Bateaux de pêche à Honfleur (1868) (100 × 80 cm)[878]
- W245 Nature morte au melon (1872) huile sur toile (53 × 73 cm)[879]
- W560 La Débâcle (1880) huile sur toile (68 × 90 cm)[880]

## Roumanie
La présence des deux Monet au Musée national des Arts de Bucarest est liée à l'action d' Anastase Simu, qui crée un musée présentant sa collection. Celle-ci est donnée ensuite à l'État roumain,.
Bucarest, muzeul national de Arta al României
- W66 Camille (réplique) (1866) huile sur bois (81 × 55 cm)[882]
- W74 Bateaux de pêche, Honfleur (1866) (38 × 46 cm)[882]

## Royaume-Uni

Le Bassin de Londres, au musée national du Pays de Galles, Cardiff

Le succès des œuvres de Monet en Grande-Bretagne se traduit initialement par des acquisitions privées. De nombreux tableaux sont plus tard légués ou donnés par des collectionneurs à diverses institutions. Cela conduit à des apparitions dans les collections publiques à partir des années 1920 notamment à la Tate Gallery, la Galerie nationale d'Écosse, et au musée d'Aberdeen.
Aberdeen, Art Gallery and Museums
- W656 La Falaise de Fécamp (1881) huile sur toile (65 × 81,1 cm)[883]

Birmingham, The Barber Institute of Fine Arts
- W727 L'Église de Varengeville à contre-jour (1882) huile sur toile (65 × 81,3 cm)[884]

Cambridge, The Fitzwilliam Museum
- W1033 L'Aiguille et la porte d'aval, Étretat (vers 1885-86) huile sur toile (64,8 × 81 cm)[885]
- W1066 Le Printemps (1886) huile sur toile (64,8 × 80,6 cm)[886]
- W1091 Rochers de Port-Coton, le rocher du Lion, Belle-Île (1886) huile sur toile (65 × 81 cm)[887]
- W1313 Peupliers (1891) huile sur toile (89 × 92 cm)[888]

Cardiff, National Museum Wales, National Museum Cardiff
- W168 Le Bassin de Londres (1871) huile sur toile  (48,5 × 74,5 cm)[889]
- W1323 Cathédrale de Rouen: soleil couchant (Symphonie en rose et gris) (1892-1894) huile sur toile  (100 × 65 cm)[890]
- W1529 Charing Cross Bridge (1902) huile sur toile  (65,4 × 81,3 cm)[891]
- W1680 Nymphéas (1905) huile sur toile  (81,9 × 101 cm)[892]
- W1688 Nymphéas (1906) huile sur toile  (81,6 × 92,7 cm)[893]
- W1732 Nymphéas (1908) huile sur toile  (100,7 × 81,3 cm)[894]
- W1747 Saint-Georges Majeur (1908) huile sur toile  (59,2 × 81,2 cm)[895]
- W1768 Saint-Georges Majeur au crépuscule (1908) huile sur toile  (65,2 × 92,4 cm)[896]

Chartwell, National Trust
- Pont de Londres (Charing Cross Bridge) (1902) huile sur toile  (64,1 × 90,2 cm)[897]

Édimbourg, Scottish National Gallery of Modern Art
- W71 Marine, navigation au clair de lune (vers 1864) huile sur toile (60 × 73,8 cm)[898]
- W260 Bateaux au port (vers 1873) huile sur toile (71,2 × 54 cm)[899]
- W474 L'Église de Vétheuil (1878) huile sur toile (65,2 × 55,7 cm)[900]
- W1277 Meules, effet de neige (1891) huile sur toile (65 × 92 cm)[901]
- W1310 Peupliers sur les bords de l'Epte (1891) huile sur toile (81,8 × 81,3 cm)[902]

Glasgow, Kelvingrove Art Gallery and Museum
- W594 Vétheuil (1880) huile sur toile (59,7 × 80 cm)[903]
- W878 Vue de Vintimille (1884) huile sur toile (65,1 × 91,7 cm)[904]

Liverpool, Walker Art Gallery
- W1340 Débâcle de la Seine, près de Bennecourt (1893) huile sur toile (65 × 100 cm)[905]

Londres, The Courtauld (Samuel Courtauld Trust)
- W290 Effet d'automne à Argenteuil (1873) huile sur toile  (55 × 74,5 cm)[906]
- W626 Vase de fleurs ou Bouquet de mauves (1881-82) huile sur toile (100,4 × 81,8 cm)[907]
- W1192 Montagnes de l'Estérel (1888) huile sur toile (65,5 × 92,4 cm)[908]

Londres, National Gallery
- W39 La Pointe de la Hève, Sainte-Adresse (1864) huile sur toile (41 × 73 cm) acquis en 1996[909],[910]
- W135 Les Bains de la Grenouillère (1869) huile sur toile (73 × 92 cm)[911]
- W158 La Plage de Trouville (1870) huile sur toile (38 × 46,5 cm)[912]
- W166 La Tamise et le Parlement (vers 1871) huile sur toile (47 × 73 cm)[913]
- W196 Le Petit Bras de la Seine à Argenteuil (1872) huile sur toile (52,6 × 71,8 cm)[914]
- W261 Le Musée du Havre (1873) huile sur toile (75 × 100 cm)[915]
- W352 Scène de neige à Argenteuil (1875) huile sur toile (71,1 × 91,4 cm)[916]
- W441 La Gare Saint-Lazare (1877) huile sur toile (54,3 × 73,6 cm)[917]
- En dépôt à la Dublin city gallery, The Hugh Lane: W511 Lavacourt sous la neige (vers 1878-81) huile sur toile (59,7 × 80,6 cm)[918]
- W1119 Tempête à Belle-Île (1886) huile sur toile (61 × 74 cm)[919]
- W1300 Peupliers sur les bords de l'Epte (1891) huile sur toile (92,4 × 73,7 cm)[920]
- W1373 La Seine à Port-Villez (1894) huile sur toile (65,4 × 100,3 cm)[921]
- W1439 L'Inondation (1896) huile sur toile (71 × 91,5 cm)[922]
- W1516 Le Bassin aux nymphéas (1899) huile sur toile (88,3 × 93,1 cm)[923]
- W1719 Nymphéas, soleil couchant (vers 1907) huile sur toile (73 × 92,7 cm)[924]
- W1829 Iris (vers 1914-17) huile sur toile (200,7 × 149,9 cm)[925]
- W1978 Nymphéas (après 1916) huile sur toile (200,7 × 426,7 cm)[926]

Londres, Tate
- W343 Femme assise sur un banc (vers 1874) huile sur toile (73,7 × 55,9 cm)[927]
- W1373 La Seine à Port-Villez (1894) huile sur toile (65,4 × 100,3 cm)[928]

Oxford, Ashmolean Museum of Art and Archaeology
- W178 Un moulin près de Zaandam (1871) huile sur toile (42 × 73,5 cm)[929]

Southampton City Art Gallery
- W531 L'Église de Vétheuil (1880) huile sur toile  (50,5 × 61 cm)[930]

Swansea, Glynn Vivian Art Gallery Collection
- W173 Bateaux sur la Zaan (1871) huile sur toile  (35,2 × 71 cm)[931]

Warsall, New Art Gallery
- W804 Le Chemin creux dans la falaise à Varengeville (1882) huile sur toile  (58 × 72 cm)[932]

## Russie

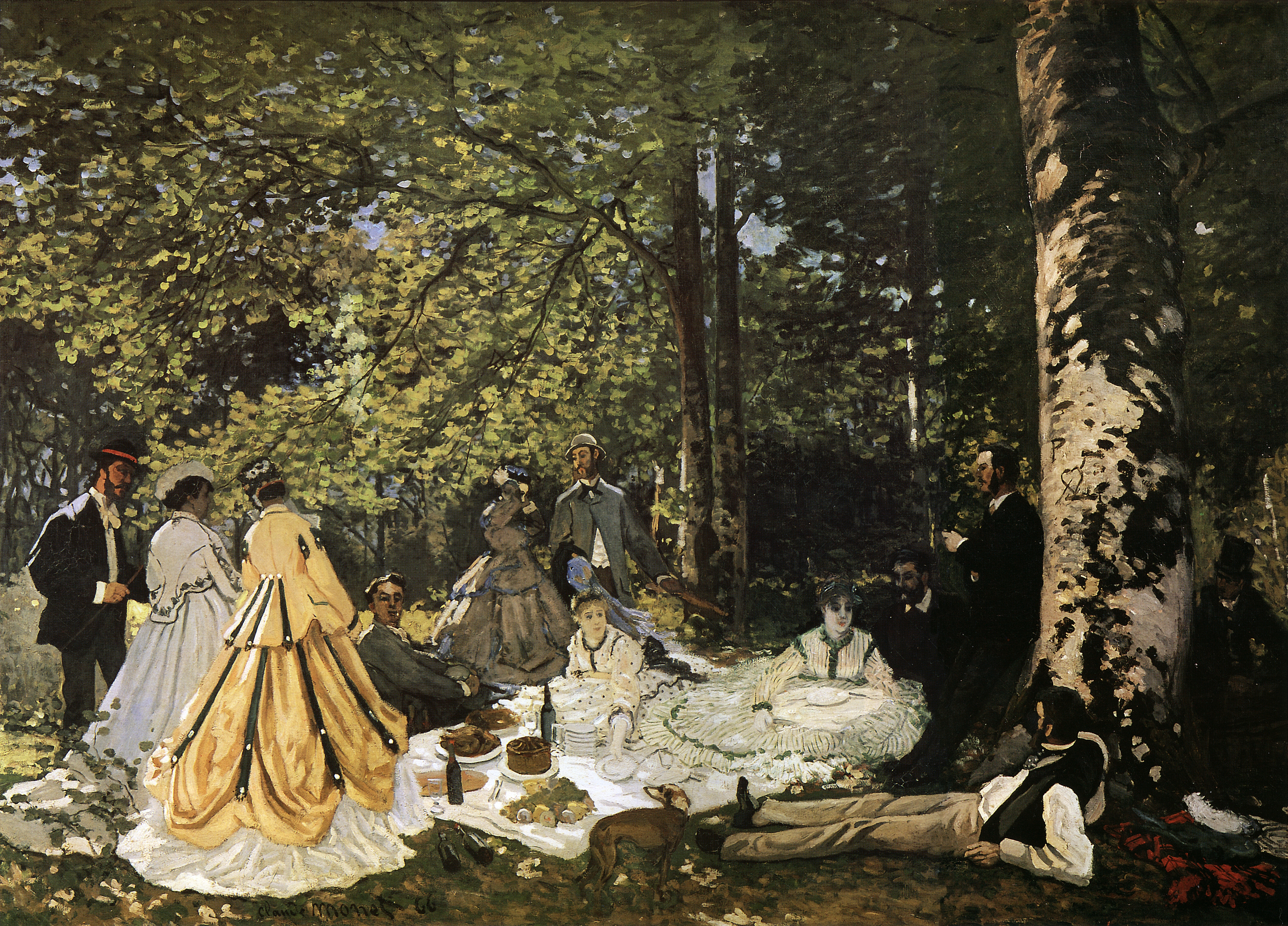
Le Déjeuner sur l'herbe au musée Pouchkine issu de la collection Chtchoukine

Les Monet exposés dans les musées Pouchkine et de l'Ermitage, sont issus des collections Morozov et Chtchoukine, ainsi que de saisies en Allemagne (notamment de la collection Otto Krebs) en réparation de dommages de guerre,.
Moscou, musée d'État des Beaux-Arts Pouchkine
- W62 Déjeuner sur l'herbe (1866) huile sur toile (129,8 × 181,1 cm)[934]
- W204 Lilas au soleil (1872-1873) huile sur toile (50 × 65,2 cm)[935]
- W292 Le Boulevard des Capucines (1873) huile sur toile (60,5 × 80 cm)[936]
- W900 Meules de foin près de Giverny (1884-1889) huile sur toile (64,5 × 81 cm)[937]
- W1046 Sortie de bateaux de pêche à Étretat (1886) huile sur toile (65,5 × 81 cm)[938]
- W1084 Les Pyramides de Port-Coton, mer sauvage (1886) huile sur toile (65,3 × 81,2 cm)[939]
- W1350 Cathédrale de Rouen à midi. Le portail et la tour d'Albane (1894) huile sur toile  (100,1 × 65 cm)[940]
- W1326 Cathédrale de Rouen le soir (1894) huile sur toile (100,2 × 65,3 cm)[941]
- W1513 Le Bassin aux nymphéas (1899) huile sur toile (89,4 × 92,6 cm)[942]
- W1635 Le Village de Vétheuil (1901) huile sur toile (89,6 × 92,3 cm)[943]
- W1613 Mouettes, la Tamise à Londres, le Parlement (1904) huile sur toile (82 × 92,2 cm)[944]

Saint-Pétersbourg, musée d'État de l'Ermitage
- W68 Jeanne-Marguerite Lecadre au jardin, Sainte-Adresse (1867) huile sur toile (80 × 99 cm)[945],[946]
- W211 La Seine à Rouen (1872) huile sur toile (54 × 65 cm)[947]
- La Seine à Asnières (1873) huile sur toile (46,4 × 55,5 cm)[948]
- W295 Le Grand Quai, au Havre (1874) huile sur toile (61 × 78 cm)[949]
- W407 Femme dans le jardin (1876) huile sur toile (50 × 65 cm)[950]
- W411 Le Jardin (1876) huile sur toile (75 × 100 cm)[951]
- W418 Coin du jardin de Montgeron (1876) huile sur toile (173 × 193 cm)[952]
- W420 Étang à Montgeron (1876) huile sur toile (174 × 194 cm)[953]
- W866 Jardin à Bordighera, effet du matin (1884) huile sur toile (65 × 81 cm)[954]
- W1073 Meule de foin à Giverny (1886) huile sur toile (60,6 × 81,1 cm)[955]
- W1202 Prairie à Giverny (1888) huile sur toile (93,1 × 81,8 cm)[956]
- W1255 Champ de coquelicots (1890-1891) huile sur toile (59 × 90 cm)[957]
- W1467 Sur la Falaise près de Dieppe (1897) huile sur toile (65,4 × 100,2 cm)[958]
- W1580 Le Pont de Waterloo, effet de brouillard (1903) huile sur toile (65 × 100 cm)[959]

## Serbie

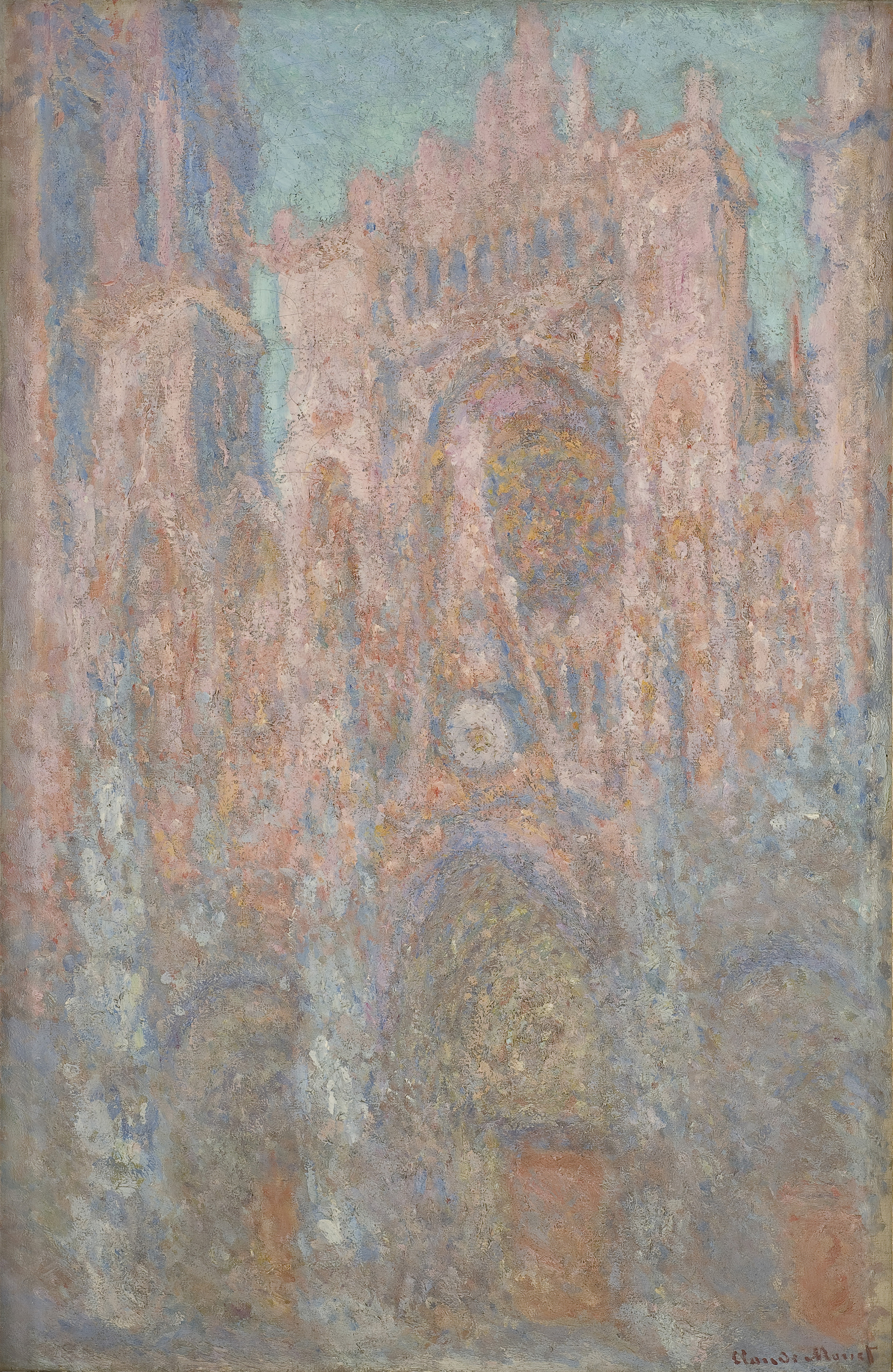
Cathédrale de Rouen au musée national de Belgrade

"Cathédrale de Rouen" est acquise en 1939 à l'époque du royaume de Yougoslavie pour le musée Prince Paul, qui devient ensuite le musée national.
Belgrade, musée national
- W1329 Cathédrale de Rouen (1892) huile sur toile (100 × 65 cm)[960]

## Suède

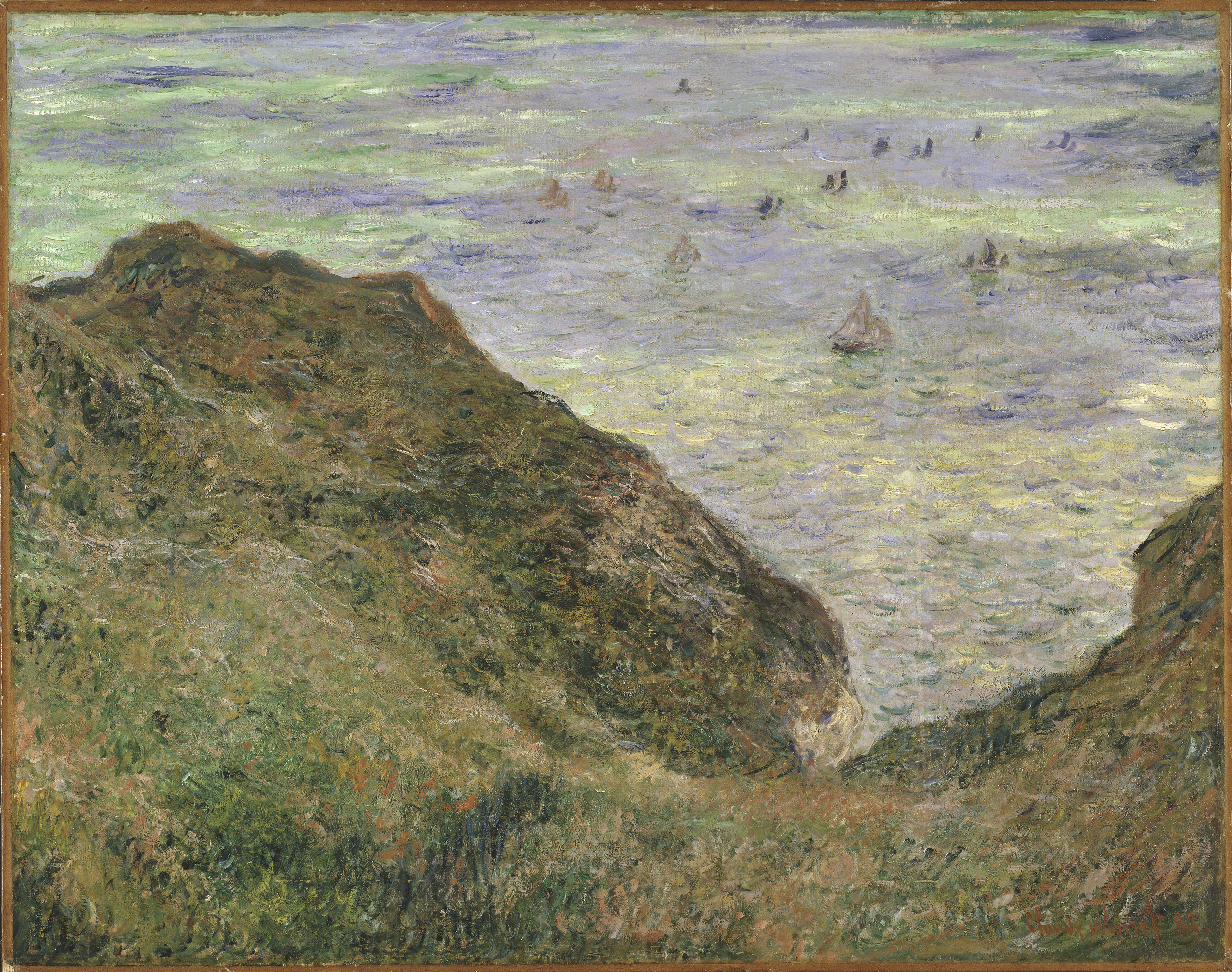
Sur la Falaise de Pourville, au musée national de Stockholm

Le premier Monet intégré dans une collection publique suédoise est « Sur la falaise de Pourville » à la suite d'un don en 1919.
Göteborg, Konstmuseum
- W510 La Route à Vétheuil, l'hiver (1879) huile sur toile (53 × 71,5 cm)[961]
- W1059 Les Saules, Giverny ou Saules dans la brume, Giverny (1886) huile sur toile (73,5 × 92,3 cm)[961]
- W1716 Nymphéas (1907) huile sur toile (106 × 73,5 cm)[961]

Stockholm, Nationalmuseum
- W179 Vue de la Voorzaan (1871) huile sur toile (34 × 73 cm)[962]
- W755 Sur la Falaise de Pourville ou Vue sur la mer (1882) huile sur toile (63,5 × 80,3 cm)[963]

## Suisse

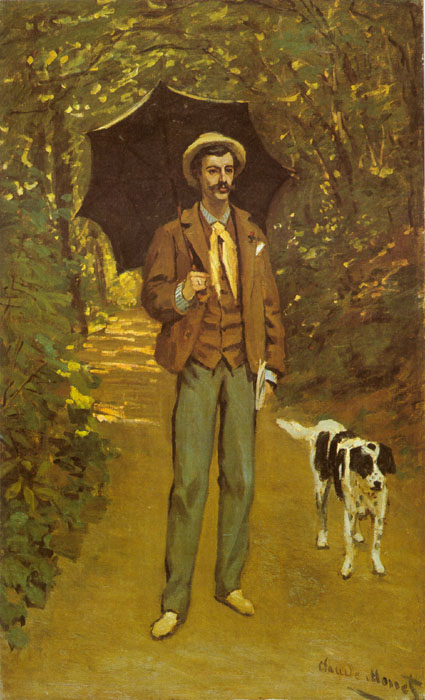
L'Homme à l'ombrelle, au Kunsthaus de Zurich

Les premiers Monet visibles par le public en Suisse le sont dans les années 1930 au musée de Genève ("La Seine en aval de Vétheuil") et aux musées de Winterthur et Zurich ("Forêt de Fontainebleau", "L’Homme à l’ombrelle"). Ces musées, ainsi que d'autres, enrichissent leurs collections par des acquisitions, des dons et legs, et aussi des dépôts de fondations de droit privé. Certaines fondations (Bayeler, Emil G. Bührle) ont leur propre musée. Celui de la fondation Emil G. Bührle ferme en 2015. La collection, après une tournée dans des expositions dans le monde entier, est hébergée depuis 2021 par le Kunsthaus de Zurich depuis son extension.
Baden, Museum Langmatt
- W1344 Les Glaçons, effet de crépuscule (1893) huile sur toile (60 × 99,7 cm)[965]

Bâle, Kunstmuseum
- W359 Le Boulevard de Pontoise à Argenteuil, neige (1875) huile sur toile (60,2 × 81,2 cm)[966]
- W908 Les Falaises d'Aval avec la Porte et l'Aiguille (1884) huile sur toile (60,2 × 81,5 cm)[967]
- W1496 Massif de chrysanthèmes (1897) huile sur toile (81,7 × 100,5 cm)[968]
- W1916 La Passerelle sur le bassin aux nymphéas (1919) huile sur toile (65,6 × 106,4 cm)[969]

Berne, Kunstmuseum
- W327 La Seine près d'Argenteuil (1874) huile sur toile (55 × 65,2 cm)[970]
- W571 La Débâcle (1882) huile sur toile (61,5 × 100 cm)[970]
- W1562 Le Pont de Waterloo (1903) huile sur toile (65 × 101,5 cm)[970]

Genève, musée d'Art et d'Histoire
- W94 La Cabane de Sainte-Adresse (1867) huile sur toile (53 × 62,5 cm)[971]
- W357 La Neige à Argenteuil (vers 1875) huile sur toile (55 × 74 cm)[971]
- W530 La Seine en aval de Vétheuil (1879) huile sur toile (46 × 61,5 cm)[971]
- W1142 Pivoines (1887) huile sur toile (72 × 99 cm)[971]
- W1879 Coin du bassin aux nymphéas (1918) huile sur toile (119,5 × 88,5 cm)[971]

Neuchâtel, musée d'Art et d'Histoire de la Ville
- W393 Le Bateau-Atelier (1876) huile sur toile (54,5 × 65,3 cm)[972]

Riehen, Fondation Beyeler
- W1347 La Cathédrale de Rouen: le portail (effet du matin) (1894) huile sur toile (107 × 74 cm)[973]
- W1854 Nymphéas (1916-19) huile sur toile (200 × 180 cm)[974]
- W1921 Le Pont japonais (vers 1918-24) huile sur toile (89 × 115,5 cm)[975]
- W1968/1969/1970 Le Bassin aux nymphéas (vers 1917-20) huile sur toiles en triptyque (200,7 × 301 cm) chacune[976]

Saint-Gall, Kunstmuseum
- W1767 Le Palais Contarini, Venise (1908) huile sur toile (92 × 81 cm)[977]

Winterthour, Kunstmuseum
- W59 Forêt de Fontainebleau (1863-65) huile sur toile (50 × 65 cm)[978]
- W118 Bateau échoué à Fécamp (1868) huile sur toile (61,5 × 46,5 cm)[979]
- W723 Varengeville, marée basse (1882) huile sur toile (60 × 70 cm)[980]
- W1801 Nymphéas blancs et jaunes (vers 1915-17) huile sur toile (200 × 200 cm)[981]

Winterthour, Oskar Reinhart "Am Römerholz" Sammlung
- W569 La Débâcle (1880-81) huile sur toile (60 × 99 cm)[982]

Zurich, Kunsthaus
- W38 Le Phare de Honfleur ou Le Phare de l'hospice (1864) huile sur toile (54 × 81 cm)[983]
- W54 L’Homme à l’ombrelle (1865-67) huile sur toile (99 × 61 cm)[984]
- W129 Le Dîner (1868-1869) huile sur toile (50 × 65 cm)[985]
- W536 Champ de coquelicots près de Vétheuil (vers 1879) huile sur toile (73 × 92 cm)[986]
- W593 Champ de coquelicots (1880) huile sur toile (73 × 60 cm)[987]
- W759 La Falaise à Dieppe (1882) huile sur toile (66 × 82 cm)[988]
- W975 Val de Falaise en hiver (1882) huile sur toile (65,4 × 80,5 cm)[989]
- W1023 Chaumière normande (1885) huile sur toile (65 × 81 cm)[990]
- W1288 Meule au soleil (1891) huile sur toile (60 × 100 cm)[991]
- W1420 Le Jardin de Monet à Giverny (1895)  huile sur toile (81,5 × 92 cm)[992]
- W1581 Le Pont de Waterloo (1902) huile sur toile (65 × 100 cm)[993]
- W1593 Le Pont de Waterloo, effet de soleil (1899-1901) huile sur toile (65 × 100 cm)[994]
- W1607 Le Parlement, coucher de soleil (1904) huile sur toile (81 × 92 cm)[995]
- W1751 Le Palais ducal, vu de Saint-Georges Majeur (1908) huile sur toile (65 × 100 cm)[996]
- W1964-1965 Le Bassin aux nymphéas, le soir (1914-22) huile sur toile (200 × 600 cm)[997]
- W1979 Le Bassin aux nymphéas, reflets verts (1920-26) huile sur toile (200 × 425 cm)[998]
- W1980 Le Bassin aux nymphéas avec iris (1914-22) huile sur toile (200 × 600 cm)[999]

## Tchéquie

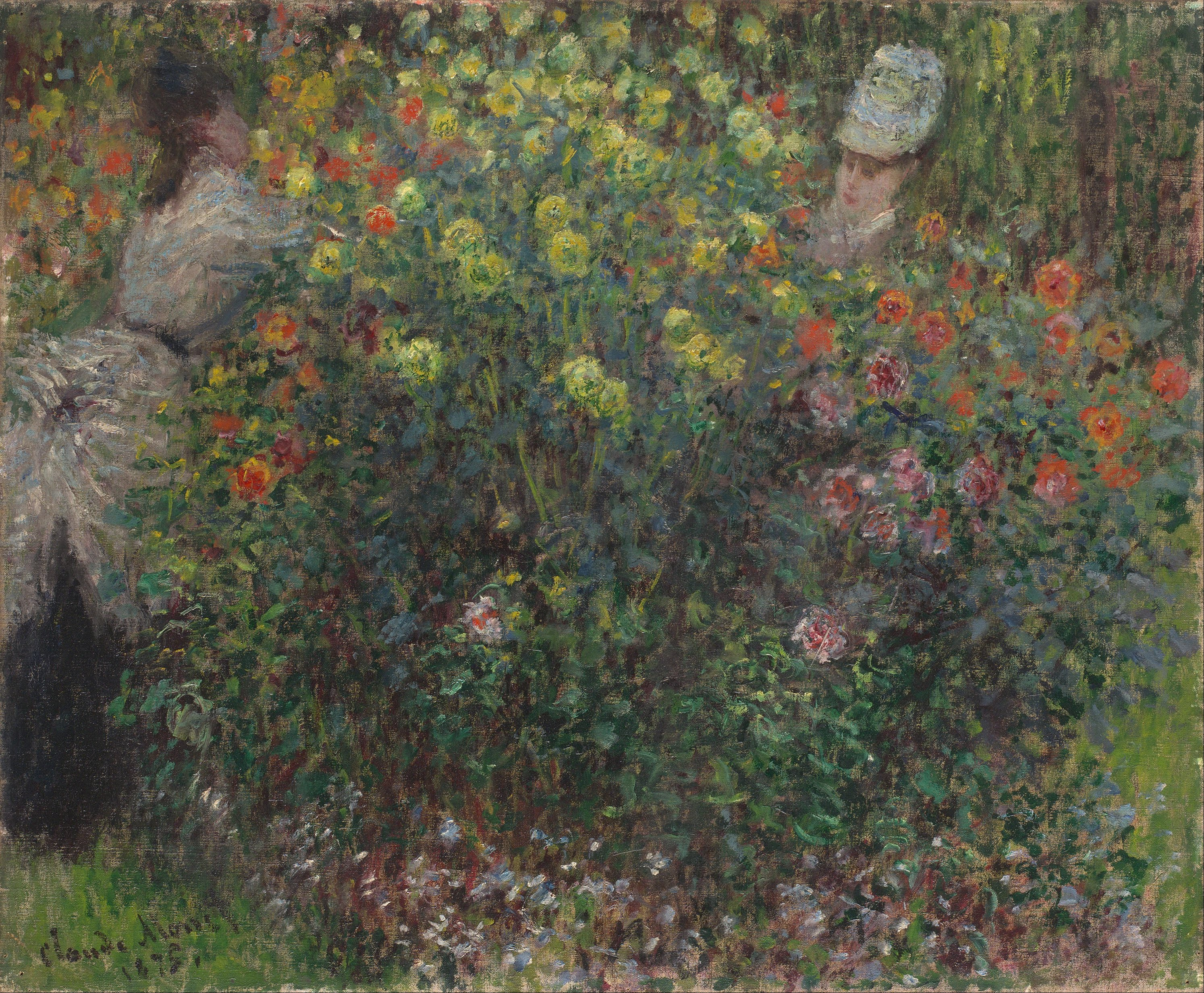
Jeunes filles dans un massif de dahlias, à la galerie nationale de Prague

Le premier Monet exposé à Prague, "Jeunes filles dans un massif de dahlias", est acheté en 1923 sur des fonds alloués par le Gouvernement tchécoslovaque en cette même année, pour développer le fonds de la Galerie nationale en matière d'œuvres représentatives de l'art français,. Verger en fleurs est, lui, acquis en 1963.
Prague, Národní galerie
- W383 Jeunes filles dans un massif de dahlias (1875) huile sur toile (54 × 65,5 cm)[1001]
- W521a Verger en fleurs (1878) huile sur toile (55,5 × 65,5 cm)[1002]

## Venezuela

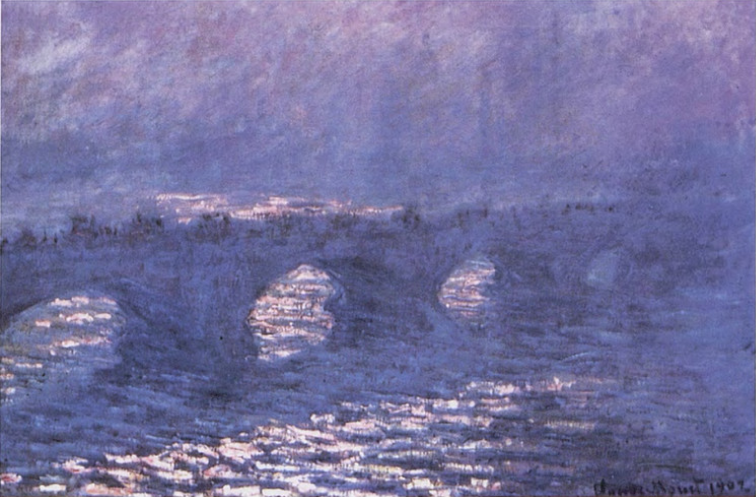
Le Pont de Waterloo, effet de soleil dans la brume, au musée d'Art contemporain de Caracas

Issus de collections particulières, deux Monet sont exposés au musée d'Art contemporain de Caracas.
Caracas, museo de Arte contemporáneo de Caracas Armando-Reverón (MACCAR)
- W1085 Les Pyramides de Port-Coton (1886) huile sur toile (65,5 × 81,4 cm)[1003]
- W1577 Le Pont de Waterloo, effet de soleil dans la brume (1902) huile sur toile (65 × 92 cm)[1004]